# Georg-August-Universität Göttingen

Siegel der Universität

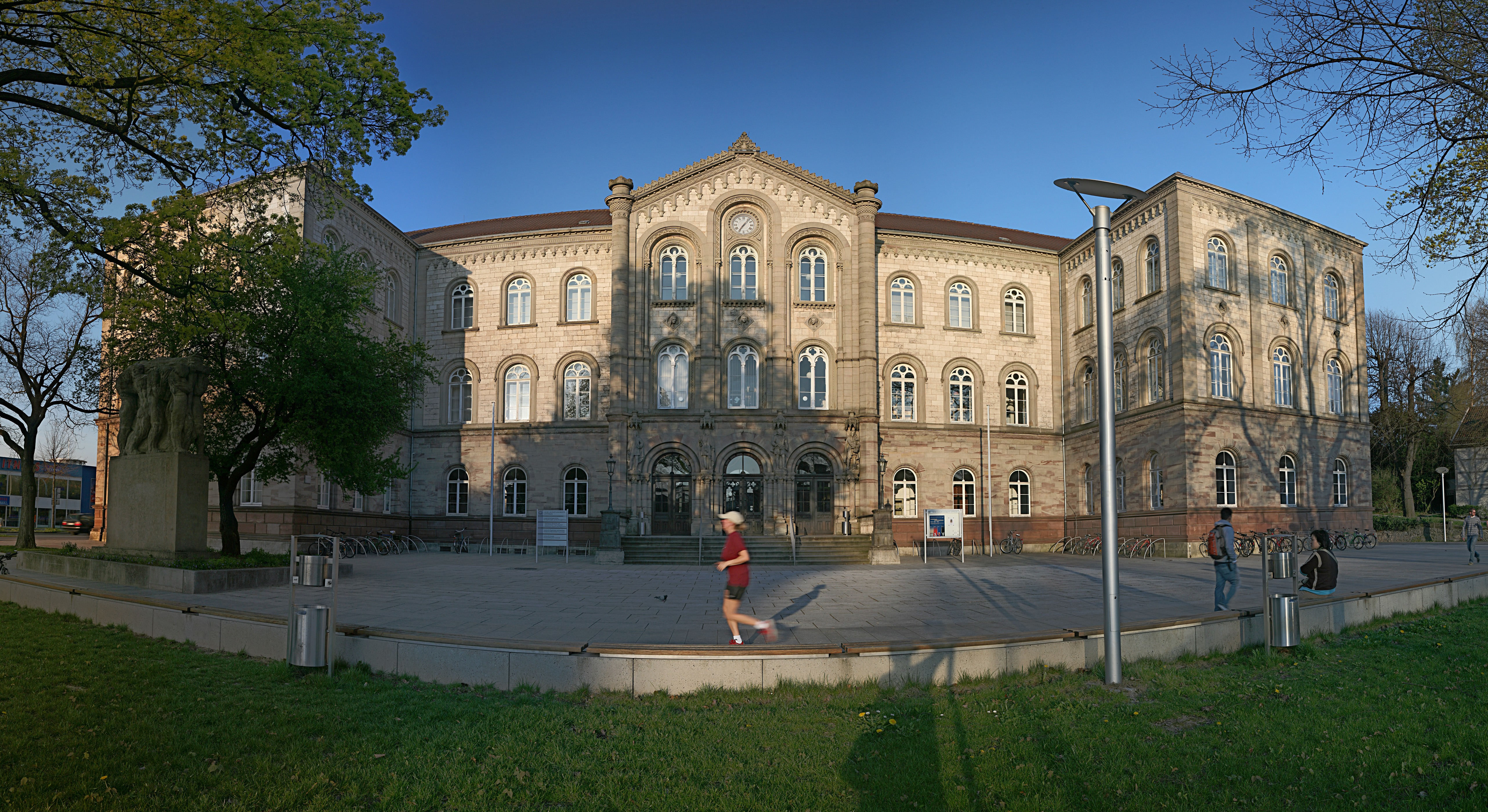
Das alte Auditorium

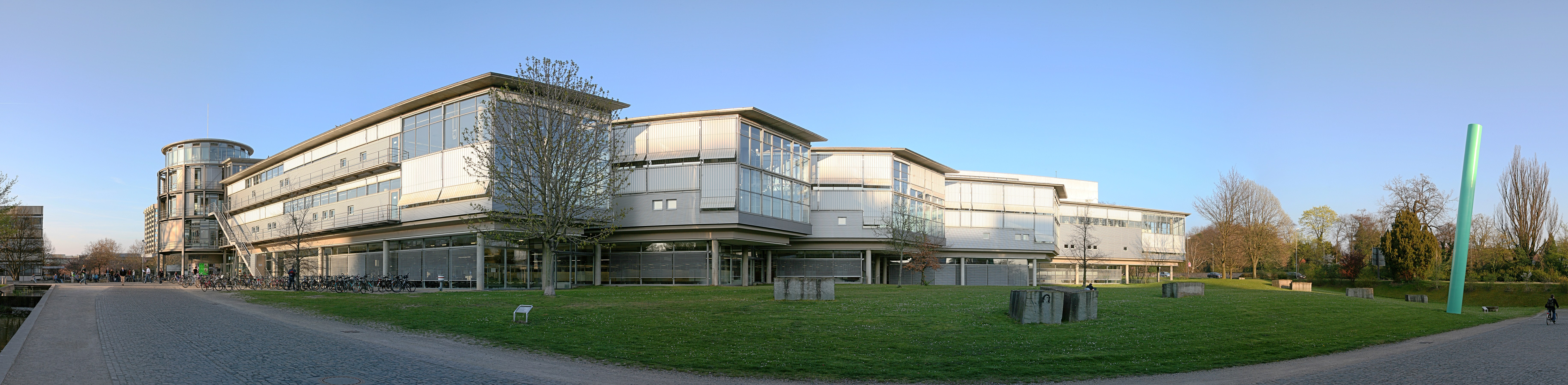
Neubau der Niedersächsischen Staats- und Universitätsbibliothek

Die Georg-August-Universität (lateinisch Georgia Augusta) in Göttingen wurde 1732/1734 vom britischen König und hannoverschen Kurfürsten Georg II. aus dem Haus Hannover unter Federführung des Ministers Gerlach Adolph von Münchhausen gegründet und 1737 eingeweiht. Die Universität nahm bereits 1734 ihren Lehrbetrieb auf, entwickelte sich rasch, zählte schon im zweiten Semester 400 Studenten und war bald eine der größeren im Europa der damaligen Zeit. Sie ist die älteste existierende Universität in Niedersachsen und laut aktuellem Hochschulkompass 2025 auch die größte Hochschule Niedersachsens noch vor der Leibniz Universität Hannover.
Seit März 2025 ist Axel Schölmerich Interims-Präsident der Universität.
Von Oktober 2007 bis Juni 2012 wurde im Rahmen der Exzellenzinitiative das Zukunftskonzept der Georgia Augusta gefördert. Laut den World University Rankings 2023 der Times Higher Education belegt die Georg-August-Universität weltweit Platz 119 und damit innerhalb Deutschlands Rang 11.
Die Niedersächsische Staats- und Universitätsbibliothek Göttingen ist mit etwa zehn Millionen Medieneinheiten (Stand 2024) eine der größten Bibliotheken Deutschlands und betreut mehrere Fachinformationsdienste für die Wissenschaft. Im Rahmen der Sammlung Deutscher Drucke deckt sie das 18. Jahrhundert ab und ist mit ihr in die „verteilte Nationalbibliothek“ für Deutschland eingebunden.

## Rechtliche Struktur
Seit dem 1. Januar 2003 befindet sich die Universität in der Trägerschaft einer Stiftung des öffentlichen Rechts. Der Name der Trägerstiftung lautet Georg-August-Universität Göttingen Stiftung Öffentlichen Rechts. Die Rechtsform der Universität selbst hat sich damit nicht geändert, sondern sie ist von einer Trägerschaft des Landes Niedersachsen in die Trägerschaft der Trägerstiftung übergewechselt. In den geschäftsführenden Funktionen besteht weitgehende Personalunion zwischen Universität und Trägerstiftung. So ist das Präsidium der Stiftung, der Stiftungsvorstand, identisch mit dem fünfköpfigen Präsidium der Universität, das heißt, der Hochschulleitung. Die Geschäftsstelle der Stiftung wird weiterhin in Personalunion vom Leiter der Abteilung Wissenschaftsrecht und Trägerstiftung der Universitätsverwaltung geführt.
Eine Besonderheit ist die Universitätsmedizin der Universität. Unter dem Dach der Universitätsmedizin sind die Medizinische Fakultät – als integraler Teil der Universität – und das Universitätsklinikum – als Krankenhausbetrieb – unter der gemeinsamen Leitung des dreiköpfigen Vorstands Universitätsmedizin Göttingen zusammengefasst. Der Vorstand tritt in den Angelegenheiten der Universitätsmedizin an die Stelle des Universitätspräsidiums.
Ein mit dem Übergang der Trägerschaft neu eingerichtetes Gremium ist der Stiftungsrat. Der Stiftungsrat berät die Universität in Angelegenheiten, die die ganze Universität einschließlich Universitätsmedizin betreffen. Er beschließt auch über Angelegenheiten der Stiftung von grundsätzlicher Bedeutung. Die eigenständige Rolle der Universitätsmedizin spiegelt sich in den zwei Ausschüssen des Stiftungsrats:
- Stiftungsausschuss Universität, der die Universität berät und über Angelegenheiten der Stiftung von grundsätzlicher Bedeutung, die ausschließlich die Universität betreffen, beschließt. Er übernimmt Aufsichtsfunktion gegenüber dem Präsidium der Universität.
- Stiftungsausschuss Universitätsmedizin, der die Universitätsmedizin berät und über Angelegenheiten der Stiftung von grundsätzlicher Bedeutung, die ausschließlich die Universitätsmedizin betreffen, beschließt. Er übernimmt Aufsichtsfunktion gegenüber dem Vorstand Universitätsmedizin.

Diese Gremien bestimmen auch den Präsidenten.

## Präsidenten (seit 1979)
- 1979–1992: Norbert Kamp (1927–1999)
- 1992–1998: Hans-Ludwig Schreiber (1933–2021)
- 1998–2004: Horst Kern (* 1940)
- 2005–2010: Kurt von Figura (* 1944)
- 2011–2019: Ulrike Beisiegel (* 1952)
- 2019–2020: Reinhard Jahn (* 1950)[12]
- 2021–2025: Metin Tolan (* 1965)
- seit 1. März 2025: Axel Schölmerich[13] (* 1952)

## Standort
Die Universität ist keine Campus-Universität, sondern verteilt sich historisch bedingt bis in die Gegenwart über eine Vielzahl von Gebäuden in der ganzen Stadt. Seit den 1960er Jahren findet allerdings ein räumlicher Konzentrationsprozess auf zwei Standorte statt. Das damals geplante Geisteswissenschaftliche Zentrum (GWZ) befindet sich unmittelbar nördlich der Göttinger Innenstadt. Dort befinden sich die Zentralbibliothek der Niedersächsischen Staats- und Universitätsbibliothek Göttingen (SUB), das Zentrale Hörsaalgebäude (ZHG), das Mehrzweckgebäude (Blauer Turm), die Zentralmensa sowie zahlreiche weitere Gebäude (z. B. Juridicum, Theologicum, Oeconomicum). Östlich angrenzend befinden sich die nun meist von der Philosophischen Fakultät genutzten Gebäude der ehemaligen Universitätsklinik sowie, etwas entfernt, die ehemalige Pädagogische Hochschule am Waldweg. Das Zentrum der Naturwissenschaften stellt der Nordbereich der Universität in Weende dar. Zwischen der alten Pädagogischen Hochschule und dem Nordbereich liegen einige Institute v. a. der Fakultät für Agrarwissenschaften sowie das neue Universitätsklinikum. Eine sich verringernde Zahl von Gebäuden befindet sich in den Bezirken Innenstadt und Südstadt, u. a. die Paulinerkirche und die Universitätsaula am Wilhelmsplatz.
Das Gelände verfügt über eine Gesamtfläche von rund 600.000 m². 235 Gebäude befinden sich im Besitz der Stiftung, weitere 15 Gebäude(teile) sind angemietet. 66 Bauwerke haben den Status eines Baudenkmals. Grundstücke und Gebäude haben zusammen einen Wert von etwa 398 Millionen Euro.
Das Studentenwerk unterhält neben der Zentralmensa, die von 2007 bis 2009 für 16,5 Millionen Euro saniert wurde, noch drei weitere Mensen sowie 5290 Wohnheimplätze. (Stand 2012)

## Fächerangebot
Es handelt sich um eine klassische Volluniversität. Es können die Fächer der Philosophischen Fakultät sowie Medizin, Jura, Wirtschaftswissenschaften, evangelische Theologie und Mathematik sowie alle Naturwissenschaften studiert werden. Den Ruf der Universität haben vor allem die Juristische Fakultät, die Fächer der Philosophischen Fakultät, die Mathematik und die Naturwissenschaften begründet. Ausgiebig vertreten und traditionell erfolgreich sind die geisteswissenschaftlichen Fächer, die an der Philosophischen Fakultät gelehrt werden. Wichtig sind auch die Studiengänge Agrarwissenschaft und Forstwissenschaft. Studierende aller Fachrichtungen können an der Zentralen Einrichtung für Sprachen und Schlüsselqualifikationen (ehemals Sprachlehrzentrum) eine große Anzahl von Sprachen mit UNIcert-Abschluss erlernen.
Folgende Fakultäten sind vertreten:
| Fakultät                                          |
| ------------------------------------------------- |
| Fakultät für Agrarwissenschaften                  |
| Fakultät für Biologie und Psychologie             |
| Fakultät für Chemie                               |
| Fakultät für Forstwissenschaften und Waldökologie |
| Fakultät für Geowissenschaften und Geographie     |
| Fakultät für Mathematik und Informatik            |
| Fakultät für Physik                               |
| Juristische Fakultät                              |
| Sozialwissenschaftliche Fakultät                  |
| Wirtschaftswissenschaftliche Fakultät             |
| Philosophische Fakultät                           |
| Theologische Fakultät (evangelisch)               |
| Universitätsmedizin                               |

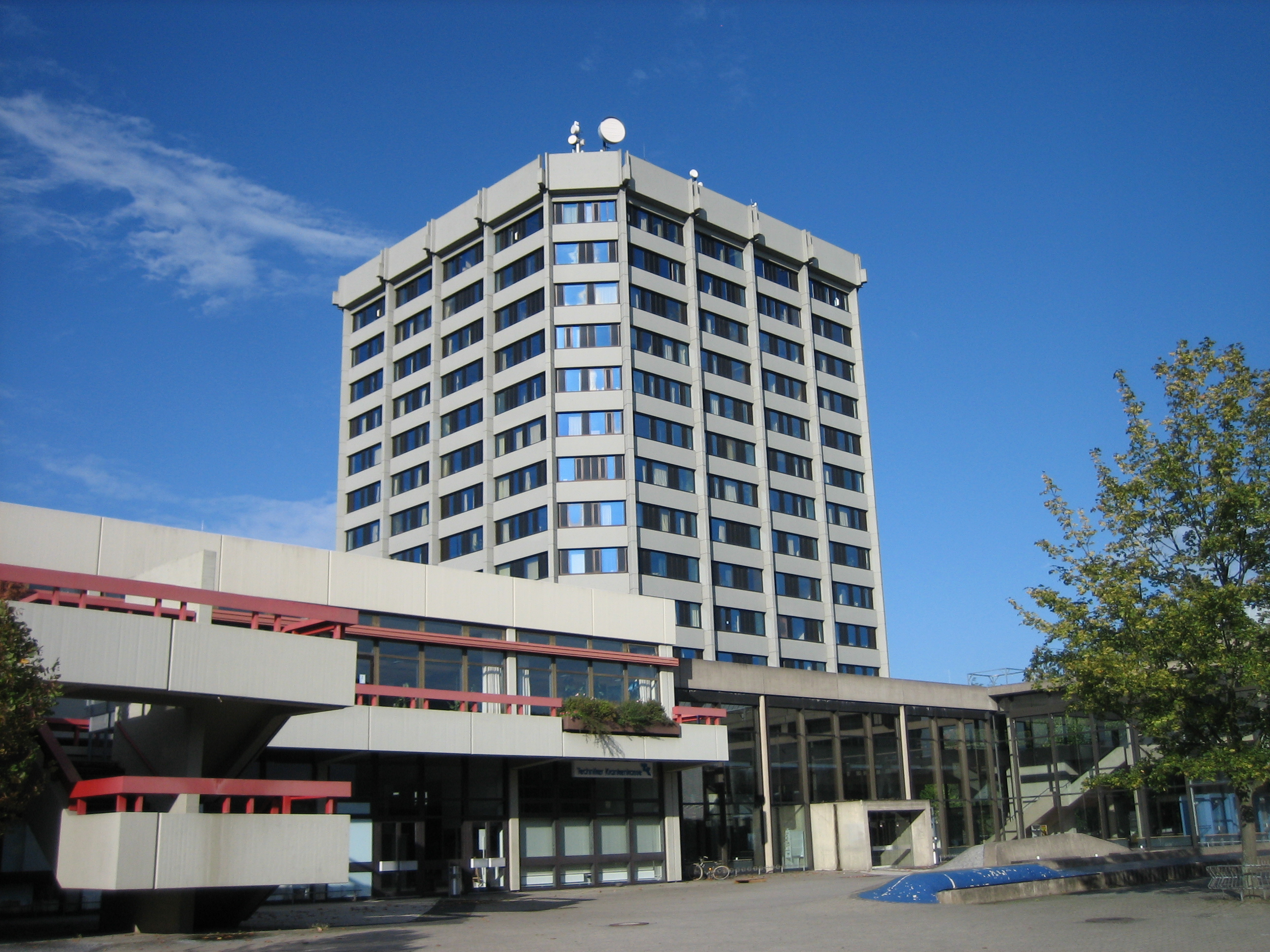
Mehrzweckgebäude (MZG, auch „Blauer Turm“) und Zentralmensa

Im Rahmen des Bologna-Prozesses wurden die Studiengänge und -abschlüsse umgestaltet. Ziel war es, durch die Einführung der international standardisierten Abschlüsse Master und Bachelor, die Wettbewerbsfähigkeit der Göttinger Absolventen auf den globalisierten Arbeitsmärkten zu erhöhen. Als eine weitere Folge dieser Umstrukturierung wurden neue Studiengänge angeboten. Zum Wintersemester 2006/2007 wurden die Masterstudiengänge in den Fächern Pferdewirtschaft und Pferdewissenschaften, International Nature Conservation und Molekulare Medizin eingeführt. Neu ist auch der Bachelorstudiengang American Studies. Gestrichen wurden dagegen unter anderem die Studiengänge Sinologie (als BA/MA-Studiengang jedoch ab 2009 wieder eingeführt), Japanologie, Byzantinistik und Medienwissenschaften.

## Studiengebühren und Semesterticket
Am 9. Dezember 2005 beschloss der Niedersächsische Landtag im Rahmen des Haushaltbegleitgesetzes die Einführung von allgemeinen Studiengebühren ab dem ersten Semester. Diese mussten von Erstsemestern ab dem Wintersemester 2006/07 und von allen Studierenden seit dem Sommersemester 2007 gezahlt werden. Die Höhe der Studiengebühren betrug 500 Euro. Bereits im Sommersemester 2003 wurden Studiengebühren für Langzeitstudenten eingeführt, die ihre Regelstudienzeit um mehr als vier Semester überschritten haben. Die Langzeitstudiengebühren wurden anstelle der normalen Studiengebühren gezahlt und betrugen für das Sommersemester 2008 600 Euro bei Überschreitung der Regelstudienzeit um 5 bis 6 Semester, 700 Euro bei 7 bis 8 Semestern und 800 Euro bei neun oder mehr zusätzlichen Semestern. Studierende, die das 60. Lebensjahr vollendet haben, zahlen ebenfalls 800 Euro. Hinzu kommt in jedem Fall ein „Verwaltungskostenbeitrag“ in Höhe von 75 Euro, ein Beitrag von 62 Euro für das Studentenwerk sowie ein Studierendenschaftsbeitrag. Insgesamt waren im Wintersemester 2012/13 von einem Studenten ohne Überschreitung der Regelstudienzeit um mindestens vier Semester 735,22 Euro zu bezahlen. Für das Sommersemester 2013 waren 741,46 Euro zu bezahlen. Durch den Wegfall der Studiengebühren in Niedersachsen ab dem Wintersemester 2014/15 beträgt der Semesterbeitrag für das Sommersemester 2020 nur noch 375,31 Euro.
Im Studierendenschaftsbeitrag ist ein für alle Studierende verpflichtendes Semesterticket enthalten. Dies kostete für das Wintersemester 2019/20 203,31 Euro und ermöglicht die kostenlose Nutzung der Nahverkehrszüge der Deutschen Bahn in Niedersachsen, Hamburg und Bremen, des Metronoms, der Eurobahn, des Cantus sowie einzelner Strecken der NordWestBahn. Außerdem sind ein Kulturticket, welches eine vergünstigte oder kostenlose Nutzung einiger Göttinger Kulturbetriebe beinhaltet, sowie ein Bussemesterticket (Nutzung des Göttinger Nahverkehrs) in den Semesterbeiträgen inbegriffen.
Die Studiengebühren für das Sommersemester 2025 (und vorher das Wintersemester 2024/25) betragen 403,95 Euro. Darin enthalten sind 176,40 Euro für das bundesweit im ÖPNV gültige Semesterticket (Deutschlandticket), welches bei den digitalen Urwahlen im Januar 2024 beschlossen wurde. Die Gebühren für Langzeitstudenten betragen 903,92 Euro und für Studierende, die älter als 60 Jahre alt sind, 1203,92 Euro.

## Entwicklung der Studentenzahlen

Entwicklung seit 1950

Ab Mitte der 1950er Jahre kam es zu einem starken Anstieg der Studentenzahlen. Von 1954 bis 1986 überstieg die Anzahl der Immatrikulationen die der Exmatrikulationen in jedem Jahr. Den stärksten Anstieg erlebte die Universität zu Beginn der 1970er Jahre, als die Baby-Boomer an die Hochschulen strömten. Allein 1974 erhöhte sich die Anzahl der Studenten um über 2.200 und damit wurde Göttingen immer mehr zu einer Massenuniversität. 1986 wurde die Zahl von 30.000 Studenten erstmals übertroffen. In den folgenden Jahren blieb die Anzahl relativ konstant. Die bis heute höchste Anzahl eingeschriebener Studenten erreichte die Universität mit 31.733 im Jahr 1991. Danach sank die Zahl neun Jahre in Folge, wobei sie allein 1999 um über 2.800 zurückging. Dies lässt sich damit erklären, dass die geburtenschwachen Jahrgänge infolge des Pillenknicks ins Alter für ein Studium kamen. Seit 2001 stabilisierte sich die Studentenzahl trotz der Einführung von zunächst Langzeit- und später allgemeinen Studiengebühren wieder bei etwa 24.000 Studenten. Im Wintersemester 2014/15 stand sie bei knapp über 29.000. Zum Wintersemester 2015/16 lag diese Zahl der Studenten erstmals seit Anfang der 90er Jahre wieder über 30.000.

## Forschungsumfeld
Zentrales Organ für die Entwicklung des Wissenschaftsstandortes Göttingen ist der 2006 eingerichtete Göttingen Campus Council (GCC). Neben der Universität Göttingen und der Universitätsmedizin Göttingen gehören ihm Vertreter der folgenden Institutionen an:
- Akademie der Wissenschaften zu Göttingen,
- Deutsches Primatenzentrum,
- Max-Planck-Institut für biophysikalische Chemie,
- Max-Planck-Institut für Dynamik und Selbstorganisation,
- Max-Planck-Institut für experimentelle Medizin,
- Max-Planck-Institut zur Erforschung multireligiöser und multiethnischer Gesellschaften,
- Max-Planck-Institut für Sonnensystemforschung
- Deutsche Zentrum für Luft- und Raumfahrt.

Mit den in Göttingen angesiedelten Max-Planck-Instituten kooperiert die Universität auch auf dem Gebiet der Datenverarbeitung. So betreibt die Gesellschaft für wissenschaftliche Datenverarbeitung mbH Göttingen das gemeinsame Rechenzentrum für die Universität und die Institute. Weiterhin ist die Georg-August-Universität seit dem Jahr 2007 so genanntes „korporativ förderndes Mitglied“ der Max-Planck-Gesellschaft.

Zum Forschungsumfeld gehören unter anderem das Kirchenrechtliche Institut der Evangelischen Kirche in Deutschland und in der Lasertechnik das Laser-Laboratorium Göttingen (LLG).
Das Centrum für Europa-, Governance- und Entwicklungsforschung (cege) ist ein 1999 gegründetes, interdisziplinäres Forschungsinstitut der Georg-August-Universität Göttingen. Es unterstützt internationale und interdisziplinäre Forschungsprojekte zu den Themenbereichen Europäische Integration, Governance und Entwicklungsökonomie und publiziert mehrere Schriftenreihen. Mitglieder des cege sind Professoren aus den Forschungsbereichen Volkswirtschaft, Betriebswirtschaft, Wirtschaftsgeschichte, Agrarökonomie, Rechtswissenschaften und Politikwissenschaft.

## Bedeutung als Arbeitgeber
Mit 13.390 im Jahr 2020 direkt für die Universität und das angeschlossene Klinikum tätigen Beschäftigten nimmt diese eine überragende Bedeutung als Arbeitgeber für die Stadt und die gesamte Region ein. 4.573 Mitarbeiter sind dabei im wissenschaftlichen Bereich tätig, davon 535 als Professoren. Von den 8.817 nicht wissenschaftlichen Mitarbeitern wird mit 6.154 der überwiegende Anteil vom Klinikum beschäftigt. Die Abhängigkeit der Stadt Göttingen von der Universität erhöht sich durch die indirekte Wirkung auf weitere wissenschaftliche Einrichtungen. Die 30.200 Studierenden (WS 20/21) sind ein wichtiger Wirtschaftsfaktor für die Gastronomie, den Einzelhandel und die kulturellen Einrichtungen der Stadt.

## Gleichstellung und Ombudsangelegenheiten
Seit 1992 verfügt die Universität über ein Gleichstellungsbüro und eine Gleichstellungsbeauftragte, die in den Bereichen „Gleichstellung, Familienfreundlichkeit und Diversity“ tätig ist. Die Universität war in beiden Runden des Professorinnenprogramms erfolgreich und konnte so in jeder Runde die Förderung von drei Regelberufungen erreichen. Im Juni 2015 unterzeichnete die damalige Universitätspräsidentin Ulrike Beisiegel die Charta der Vielfalt. Auch für Fragen der Guten wissenschaftlichen Praxis und des Ombudswesens bei Konflikten mit wissenschaftlichem Fehlverhalten verfügt die Universität über eine Geschäftsstelle.

## Finanzierung
Die Aufwendungen der Universität beliefen sich im Jahre 2018 auf über 1.2 Milliarden Euro, wobei der Löwenanteil (knapp 778 Millionen Euro) auf die Medizinische Fakultät mit dem aufwändigen Universitätsklinikum entfiel, das sich wiederum über seine medizinischen Leistungen finanziert. Bei den Zahlen handelt es sich um die sogenannten kalkulatorischen Aufwendungen, die nicht vergleichbar sind mit den Aufschlüsselungen anderer Universitäten.
Die Universität wird als Stiftungsuniversität nach wie vor aus dem Haushalt des Landes Niedersachsen unterstützt. Sie ist, wie andere Hochschulen auch, zunehmend auf die Akquisition von zusätzlichen Drittmitteln angewiesen. Sie hat jedoch mit den anderen Hochschulen des Landes gemeinsam den Vorteil, dass mit der Volkswagenstiftung die größte deutsche Stiftung zur Förderung von Wissenschaft im Lande ansässig ist. Das von dieser satzungsgemäß bereit zu stellende Niedersächsische Vorab wird nicht von der Stiftung selbst, sondern von der Landesregierung verteilt.

## Exzellenzinitiative
Im Oktober 2006 konnte die Universität in der ersten Runde in die Förderlinie zwei der Exzellenzinitiative des Bundes und der Länder ein naturwissenschaftliches Exzellenzcluster einbringen. Im Rahmen dieser Maßnahme wurde der Ausbau des DFG Forschungszentrums „Molekularphysiologie des Gehirns (CMPB)“ gefördert. Ein Cluster neuer Nachwuchsgruppen sollte dabei das bestehende CMPB erweitern. Ziel war die Entwicklung innovativer Mikroskopiemethoden mit einer Auflösung im Nanometerbereich und ihre biologische Anwendung.
Die Anträge der Universität Göttingen zur Einrichtung eines Haeckel-Zentrums für Funktionale Biodiversitätsforschung und zur Förderung der Göttinger Graduiertenschule Geistes- und Kulturwissenschaften wurden abgelehnt.
In der zweiten Auswahlrunde der Exzellenzinitiative hatte sich die Universität – wie am 19. Oktober 2007 bekannt wurde – mit einem Vollantrag für ihr „Zukunftskonzept zum projektbezogenen Ausbau der universitären Spitzenforschung“ (Förderlinie drei) mit der Bezeichnung „Göttingen. Tradition – Innovation – Autonomie“ durchsetzen können.
Zusätzlich wurde die Göttinger Graduiertenschule für Neurowissenschaften und Molekulare Biowissenschaften (GGNB) zur Förderung im Rahmen des Programms vorgesehen.
Eine wichtige Komponente in dem Zukunftskonzept der Universität ist die Vernetzung mit den außeruniversitären Forschungseinrichtungen in Göttingen. Eine besondere Rolle spielen dabei die Akademie der Wissenschaften zu Göttingen, die fünf Max-Planck-Institute, das Deutsche Primatenzentrum und das Deutsche Zentrum für Luft- und Raumfahrt.
Im Juni 2012 verlor die Hochschule ihren Elite-Status.

## Von der Universität verliehene Preise
- Heinrich-Christian-Burckhardt-Medaille
- Albrecht-von-Haller-Medaille
- Robert-Wichard-Pohl-Medaille
- Gerlach Adolph von Münchhausen-Medaille

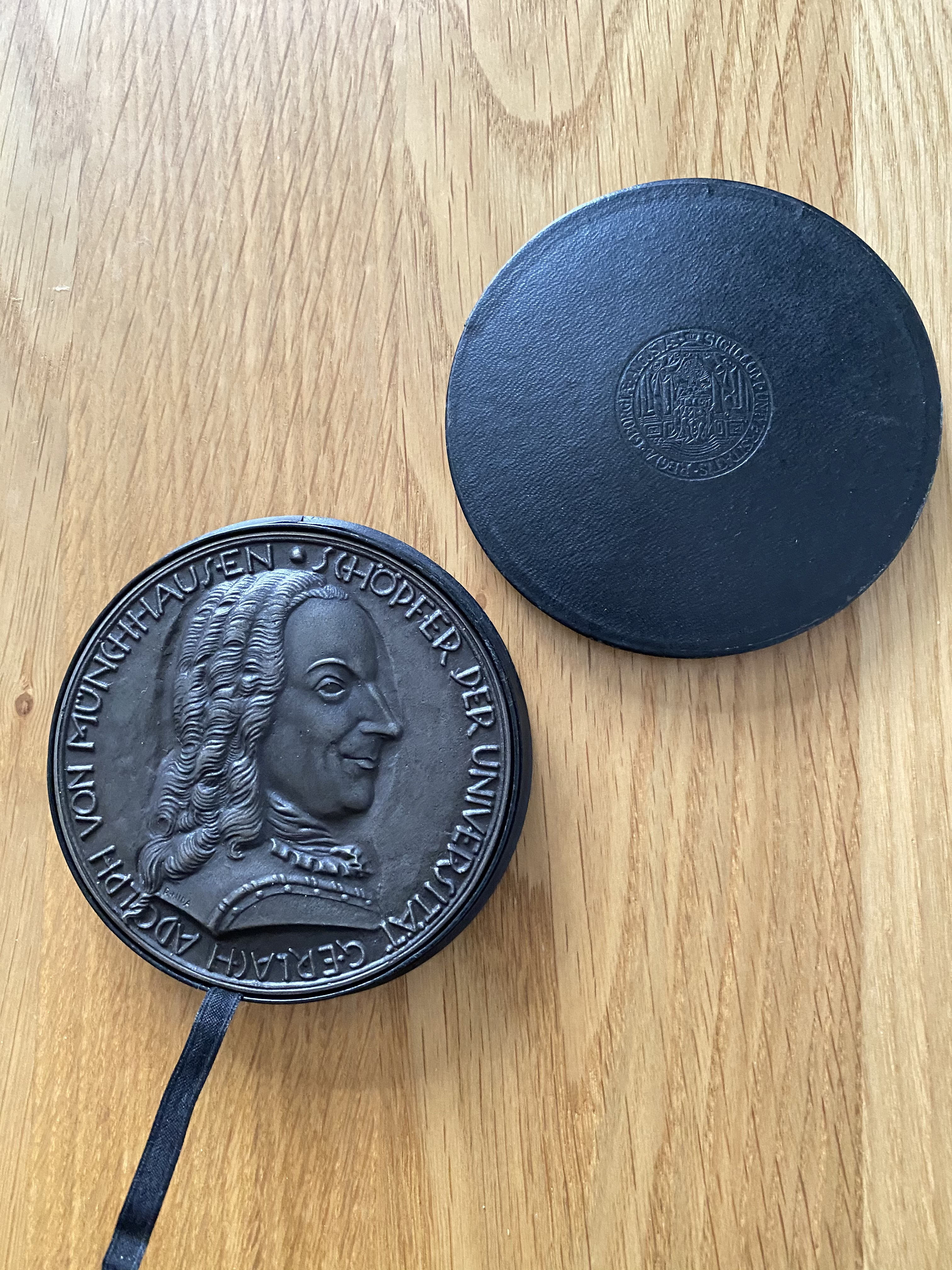

## Studentische Traditionen

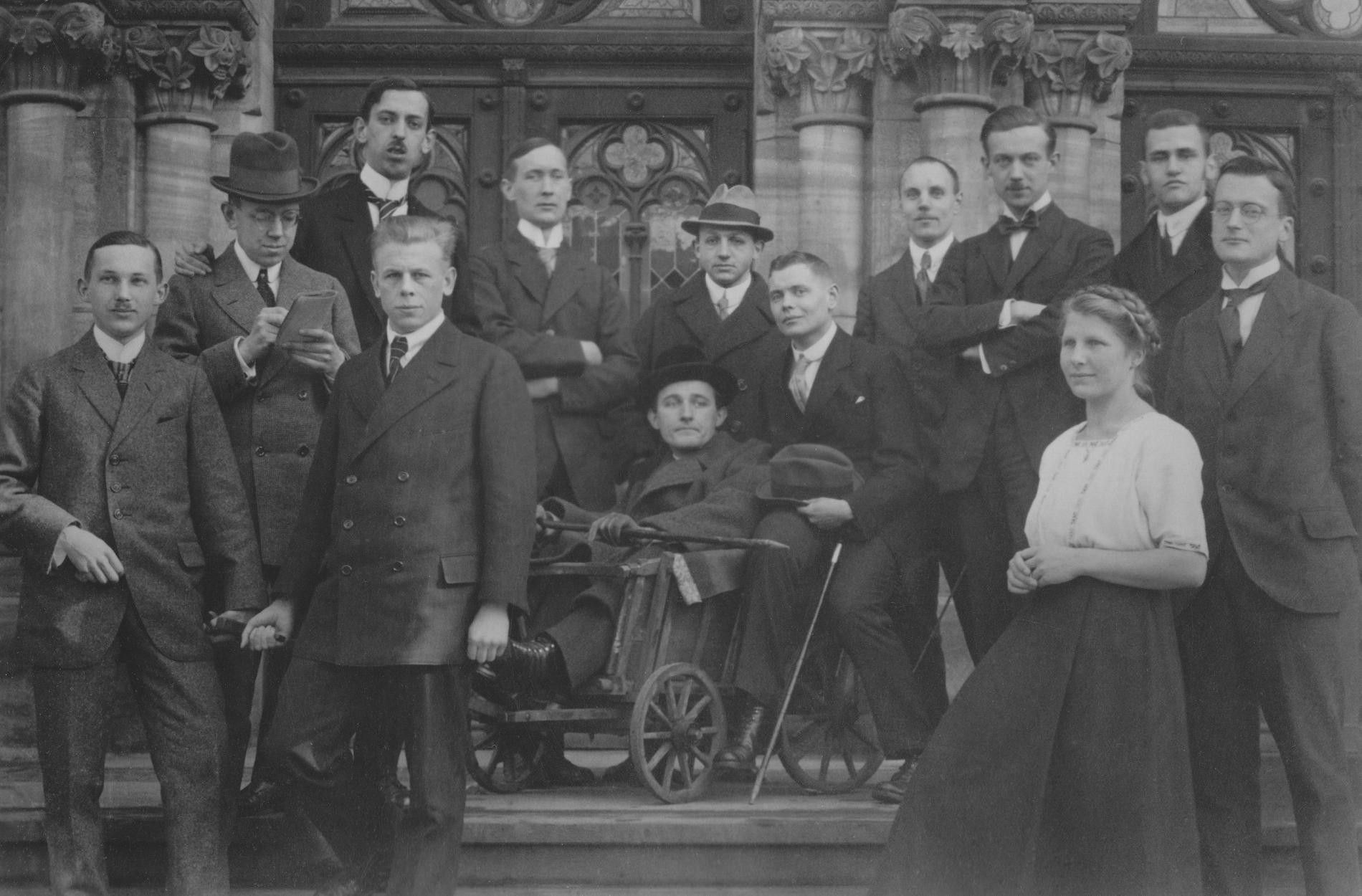
Feier der Promotion von Carl Ludwig Siegel (Juni 1920): Siegel im Bollerwagen sowie Grandjot, Bessel-Hagen, Rogosinski, Ness, Windau, Walfisz, Krull, Emersleben, Kopfermann, Hedwig Wolff, Boskowits und Kneser.

Eines der wenigen, allgemein ausgeübten Relikte studentischer Tradition in Göttingen ist das Küssen des Gänseliesels. Traditionell küsst jeder frischgebackene Doktor das Wahrzeichen der Stadt, nämlich die auf dem Marktplatz vor dem Rathaus stehende Brunnenfigur, nachdem er in einem Bollerwagen von Freunden und Bekannten dorthin gefahren wurde.

## Geschichte

### Bis zur Inauguration 1737

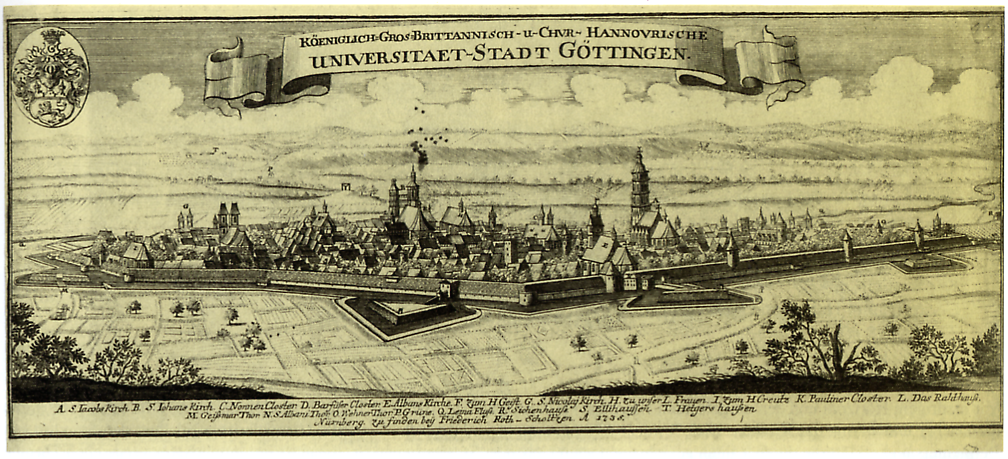
Erste Darstellung Göttingens als Universitätsstadt (1735)

Im Jahre 1732 entschloss sich die Hannoversche Landesregierung unter Georg August, Kurfürst von Braunschweig-Lüneburg (Kurhannover), Herzog zu Braunschweig und Lüneburg und als Georg II. zugleich König von Großbritannien und Irland, die neue Universität des Kurfürstentums Braunschweig-Lüneburg in Göttingen zu gründen.
Zur europaweiten Anerkennung der Studienabschlüsse einer Universität bedurfte es allerdings noch eines speziellen kaiserlichen Privilegs, das Karl VI. am 13. Januar 1733 dem hannoverschen Gesandten Johann Diede zum Fürstenstein in Wien erteilte. Es entsprach inhaltlich weitgehend dem der 40 Jahre zuvor gegründeten Universität Halle, wenn auch in einer säkularisierteren Variante mit einem deutlich geringeren Einfluss der theologischen Fakultät, die im Gegensatz zu anderen Universitäten kein Aufsichtsrecht über die anderen Fakultäten mehr erhielt. Denn Göttingen war ähnlich wie Halle als Universität der Aufklärung konzipiert, weshalb die Forschungsergebnisse nicht mehr der Zensur der Kirche unterlagen. Um die in Halle praktizierte Lehre auch in Göttingen umzusetzen, wurden zu Beginn einige Schüler der in Halle beheimateten Gelehrten Gundling und Thomasius nach Göttingen geworben, so zum Beispiel Georg Christian Gebauer oder Johann Jakob Schmauß.

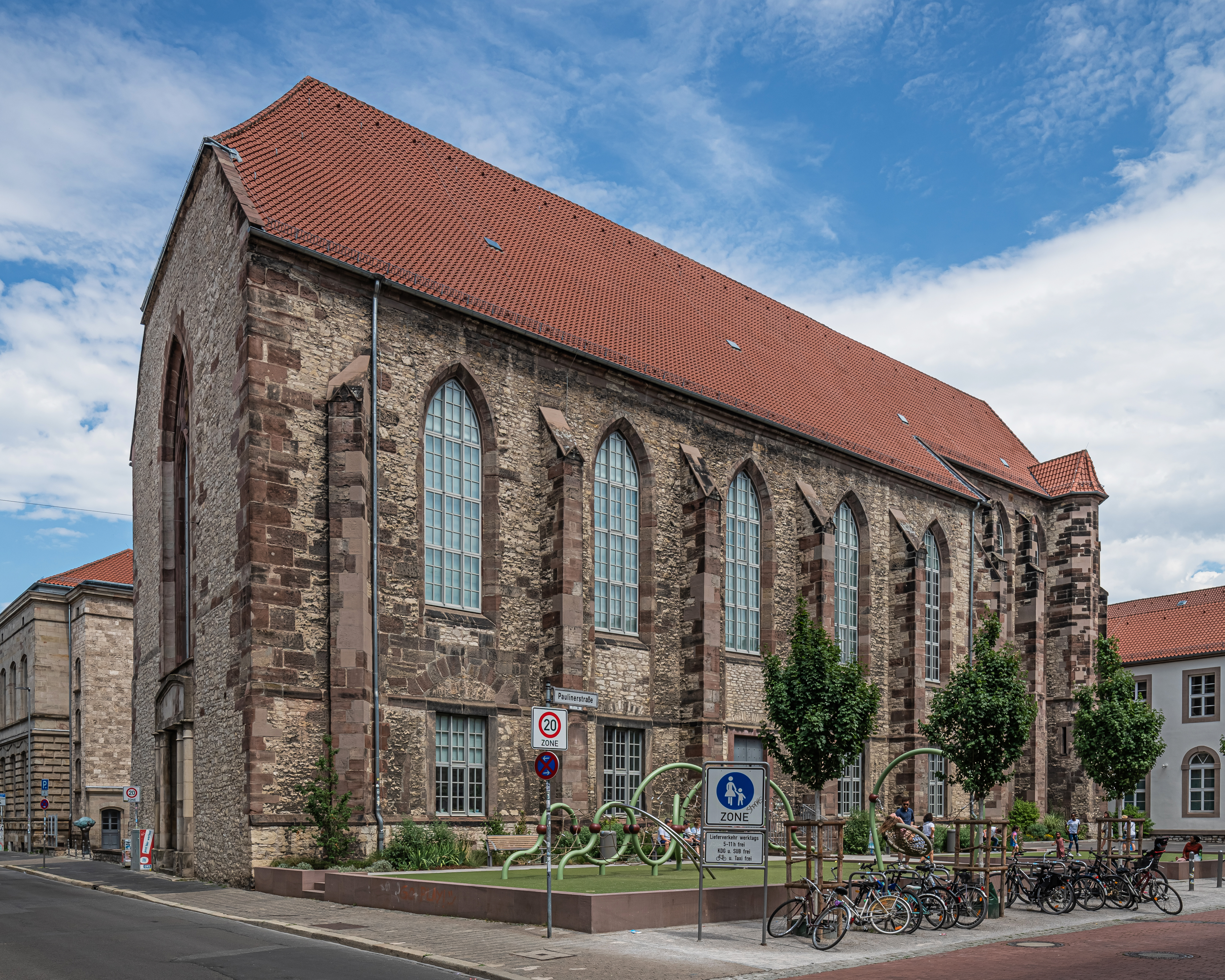
Paulinerkirche

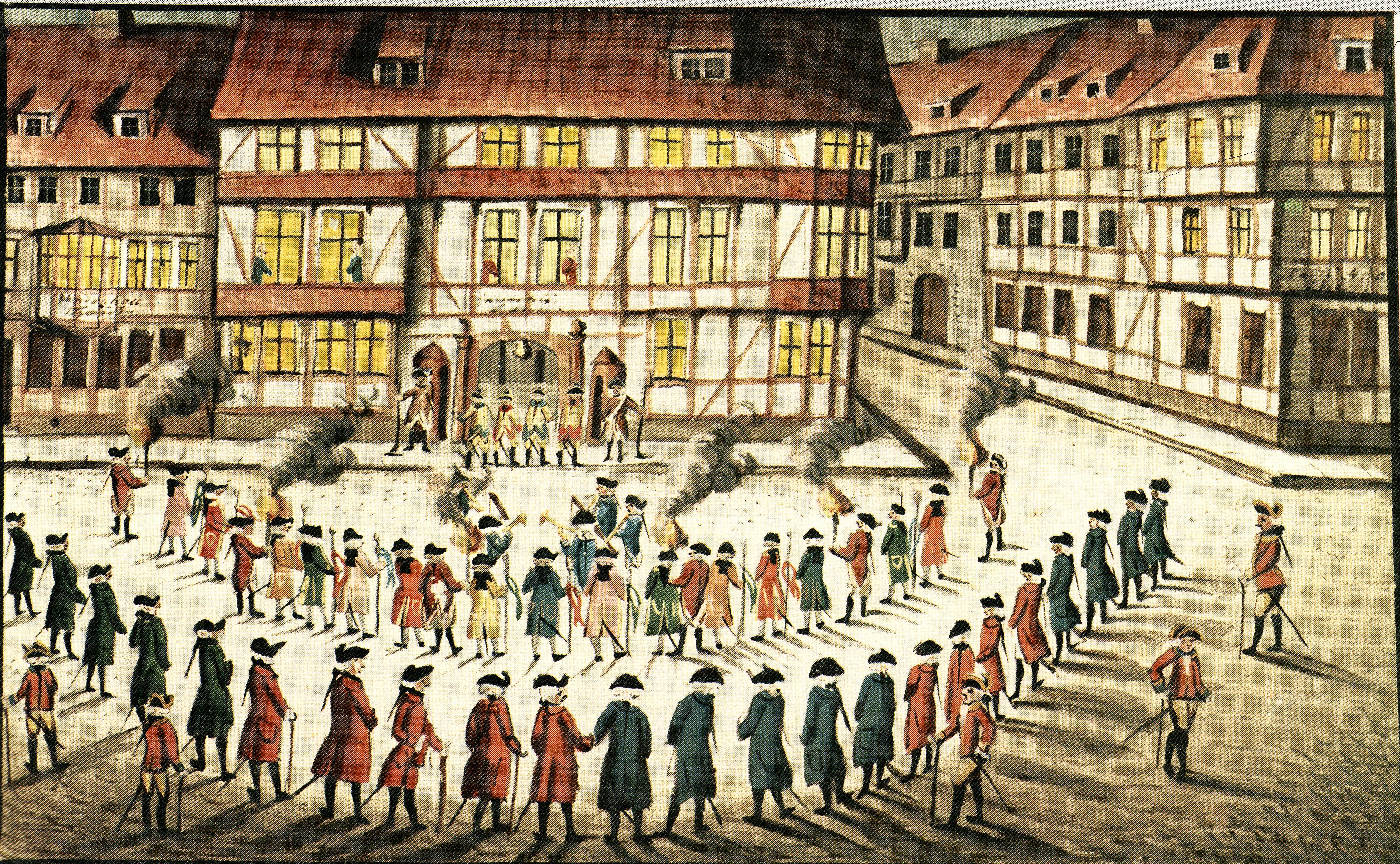
Aufzug Göttinger Studenten für Münchhausen aus Anlass der Inauguration (vor dem Kommandantenhaus)

Die erste Vorlesung an der noch nicht inaugurierten neuen Universität fand am 14. Oktober 1734 in einem alten Getreideschuppen statt. Sie wurde von dem Philosophen und Naturforscher Samuel Christian Hollmann gehalten. Zur baulichen Keimzelle der Georgia Augusta wurde das dazu ungenutzte Gymnasium im ehemaligen Paulinerkloster nebst Paulinerkirche, wobei man das mittelalterliche Klostergeviert abriss und 1735 bis 1737 auf dem alten Grundriss durch das barocke Kollegiengebäude ersetzte. Die alte Paulinerkirche diente anfangs auch als Universitätskirche; heute hat diese Funktion die ebenfalls in der Altstadt gelegene Kirche St. Nikolai inne, in der evangelische und katholische Gottesdienste stattfinden.
Schon im ersten Semester ließen sich 147 Studenten in Göttingen immatrikulieren, darunter der spätere Göttinger Rechtsprofessor Johann Christian Claproth. Erster Kurator der Göttinger Universität war der Minister und Geheime Rat Gerlach Adolph von Münchhausen (1688–1770), Vetter des Lügenbarons. Münchhausen war seit 1732 federführend bei der Planung und Umsetzung der Universitätsgründung gewesen. Unterstützt wurde Münchhausen konzeptionell und organisatorisch von dem Bibliothekar Johann Daniel Gruber. Das Konzept zielte auf die Gewinnung von möglichst zahlungskräftigen Studenten insbesondere aus den Familien des Adels und der sogenannten hübschen Familien Hannovers. Insofern wurde die Universität mit einem repräsentativen Wohn- und Logierhaus (Michaelishaus), einem Universitätsreitstall und einer Fechthalle ausgestattet, es gab Lehrveranstaltungen im Tranchieren des Wildbrets und sogar ein Ballhaus war geplant, so dass die besonderen Bedürfnisse dieser Zielgruppe, auch in der Ausbildung von Umgangsformen, von vornherein berücksichtigt und eingeplant wurden. Ab 1734 veröffentlichte Johann Daniel Gruber einen mehrbändigen Stadtführer zu Göttingen, der Lage und Potential der künftigen Universitätsstadt vorstellte, um auswärtige Studenten anzuwerben. Als erster Neubau der Universität entstand 1734–1736 der repräsentative Universitätsreitstall an der Weender Straße. Der zweite Neubau war das 1734–1737 errichtete Kollegiengebäude, in dem u. a. die Bibliothek ihre Räume bezog. Der Portalgiebel des Reithauses mit Wappen und Inschrift steht heute transloziert auf dem neuen Campus (Platz der Göttinger Sieben), nachdem das Baudenkmal 1968 einem Hertie-Kaufhaus weichen musste.
Die Universität wurde mit einer philosophischen, einer theologischen, einer juristischen und einer medizinischen Fakultät gegründet, so dass von Anfang an alle klassischen Fakultäten in Göttingen vertreten waren. Die Aufbauphase dauerte etwa bis zum Jahr 1770. In dieser kam es zu Problemen und Spannungen mit den eingesessenen Bürgern Göttingens, die der Universitätsgründung in ihrer Stadt zunächst ablehnend gegenüberstanden.
Die feierliche Inauguration unter ihrem Namensgeber König Georg August erfolgte am 17. September 1737. Da der König sich selbst die Stellung des Rektors vorbehalten hatte, war Leiter der Universität vor Ort fortan der Prorektor.

Persönlichkeiten der Gründungsphase
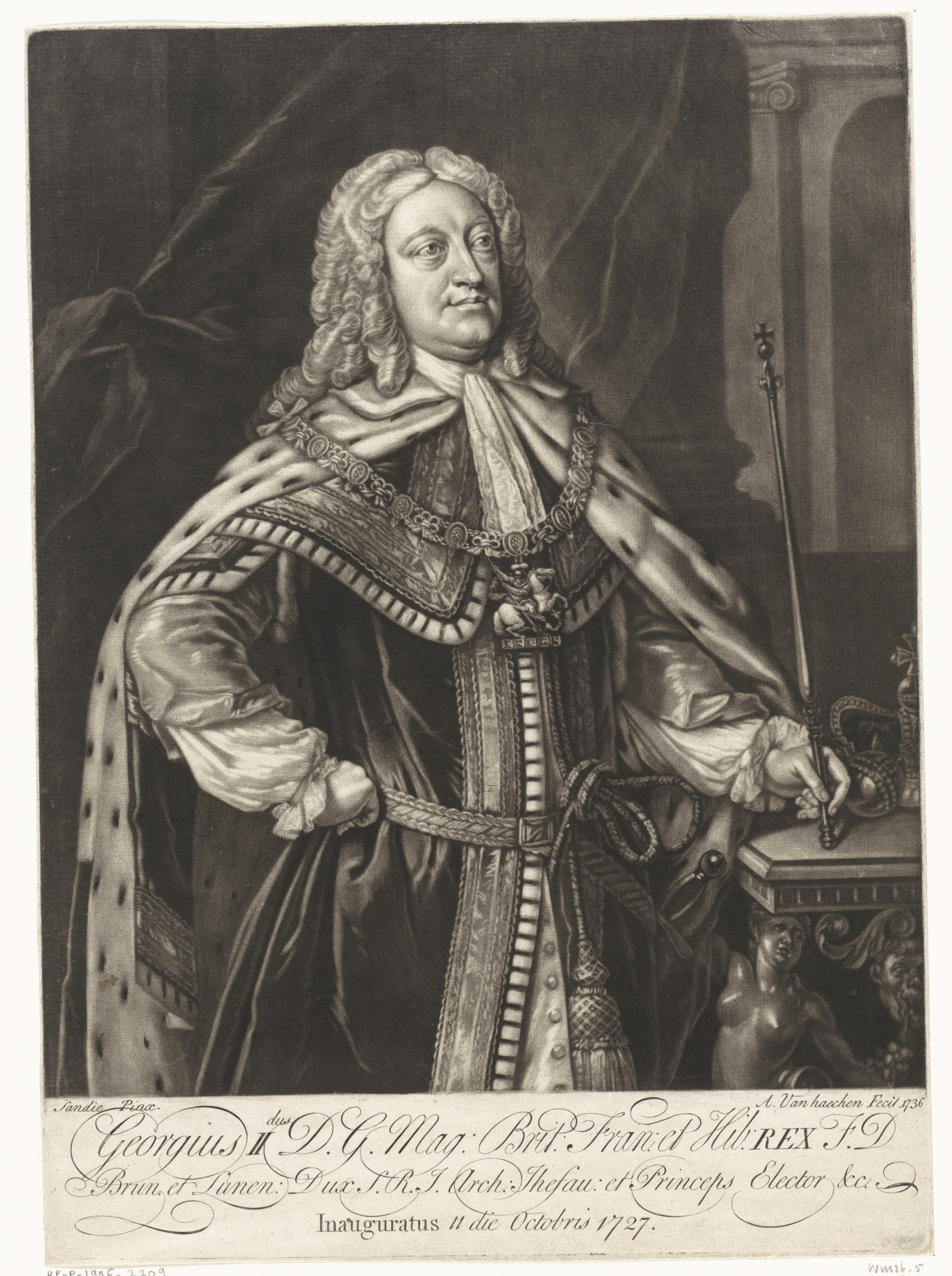
Stifter und formeller Rektor: Georg II. Kurfürst von Braunschweig-Lüneburg  und König von Großbritannien (Porträt von 1736)
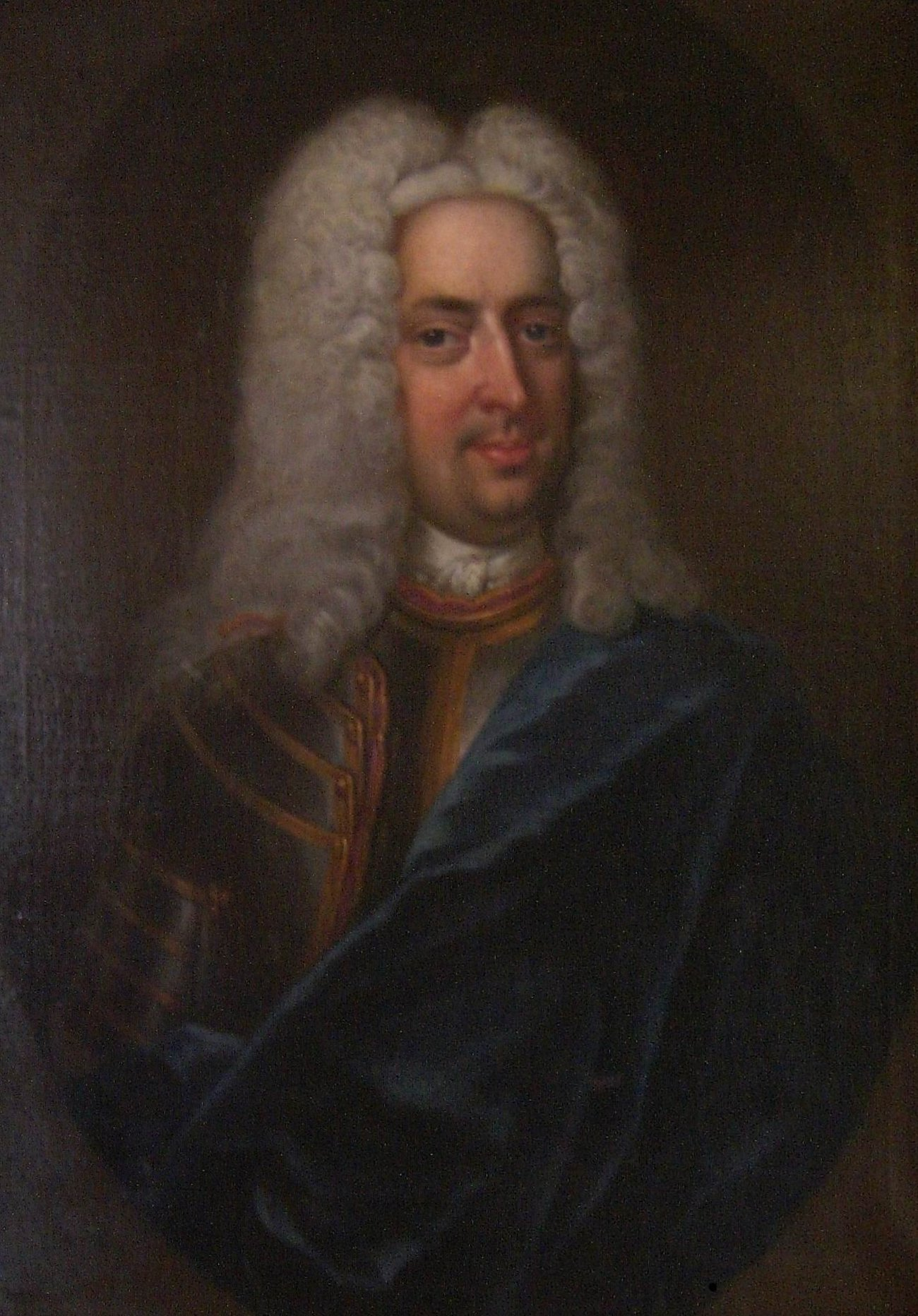
Kurator: Gerlach von Münchhausen
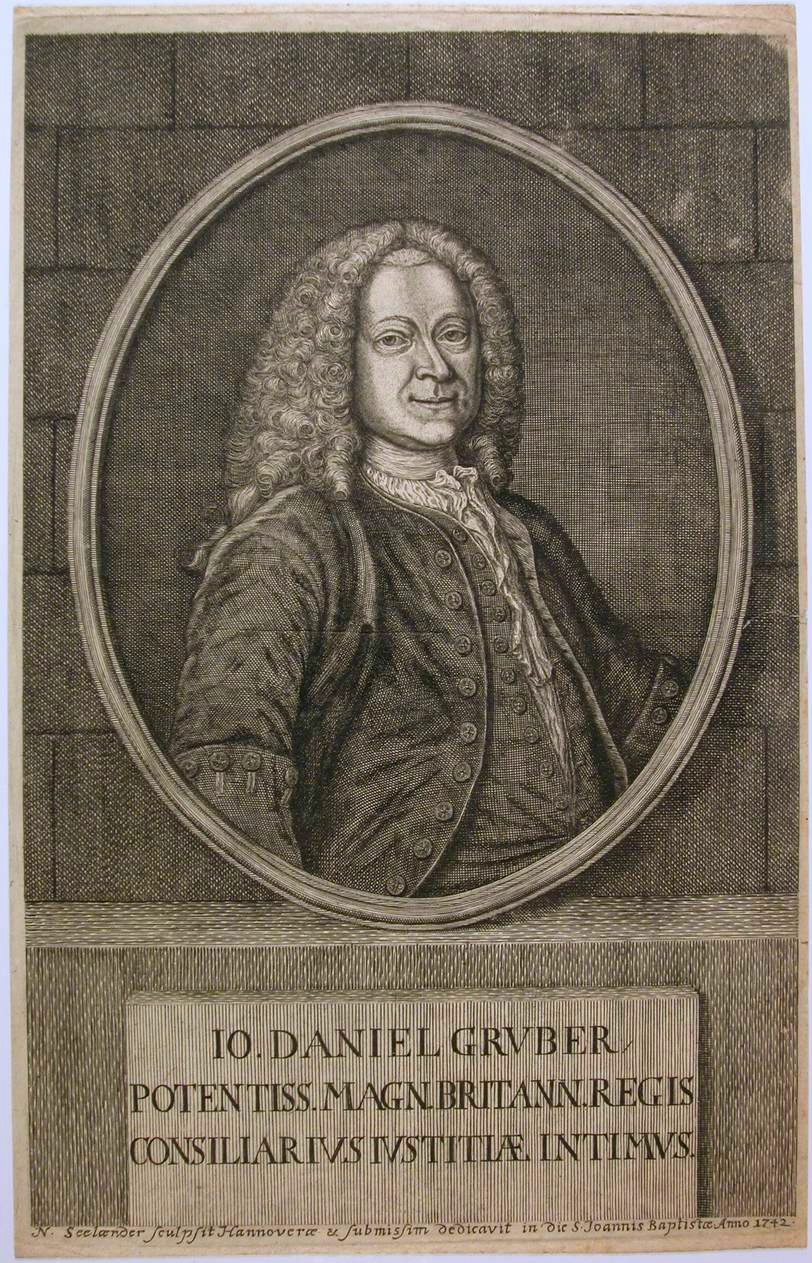
Bibliothekar: Johann Daniel Gruber
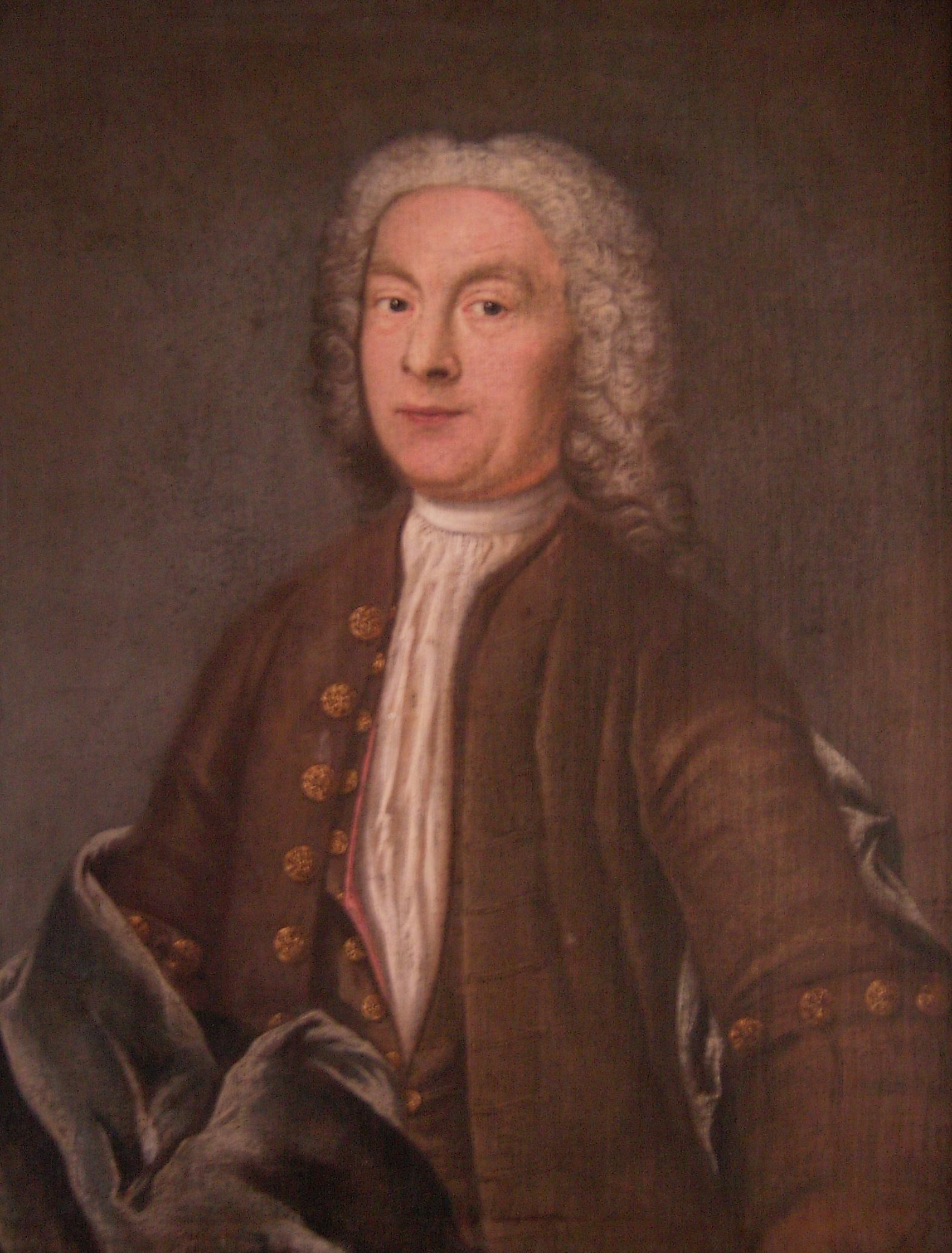
Physiker: Samuel Christian Hollmann
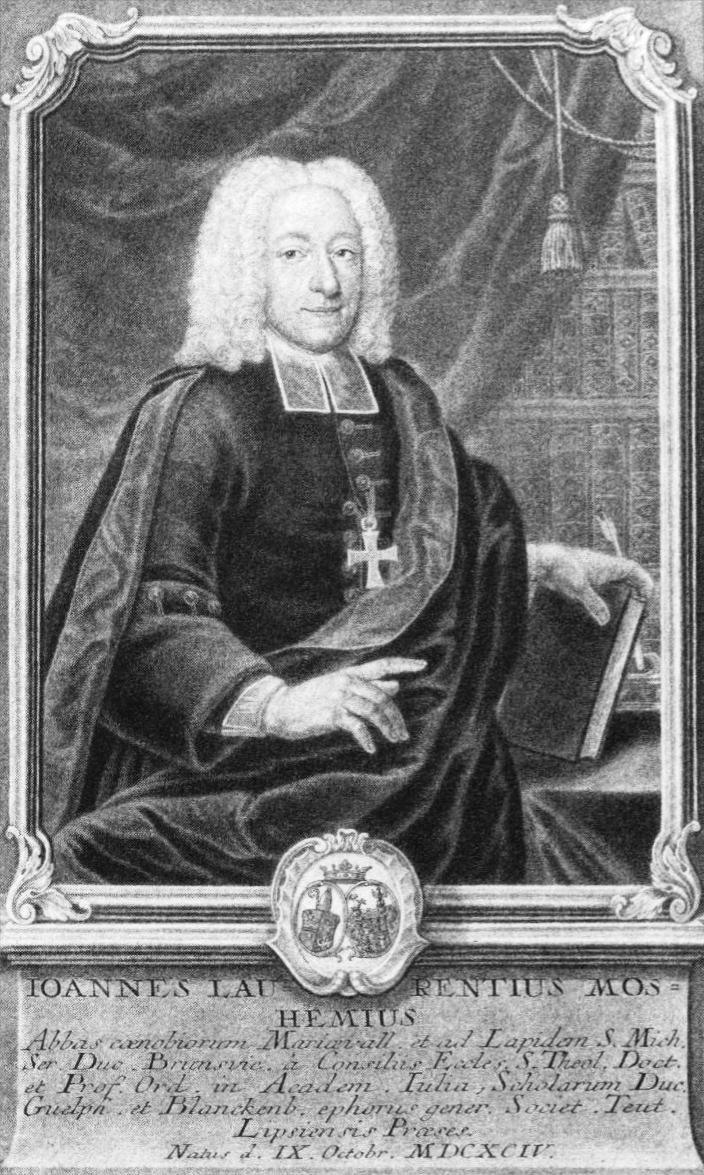
Theologe und ab 1747 Kanzler: Johann Lorenz von Mosheim

### Von der Inauguration bis zur Französischen Besetzung

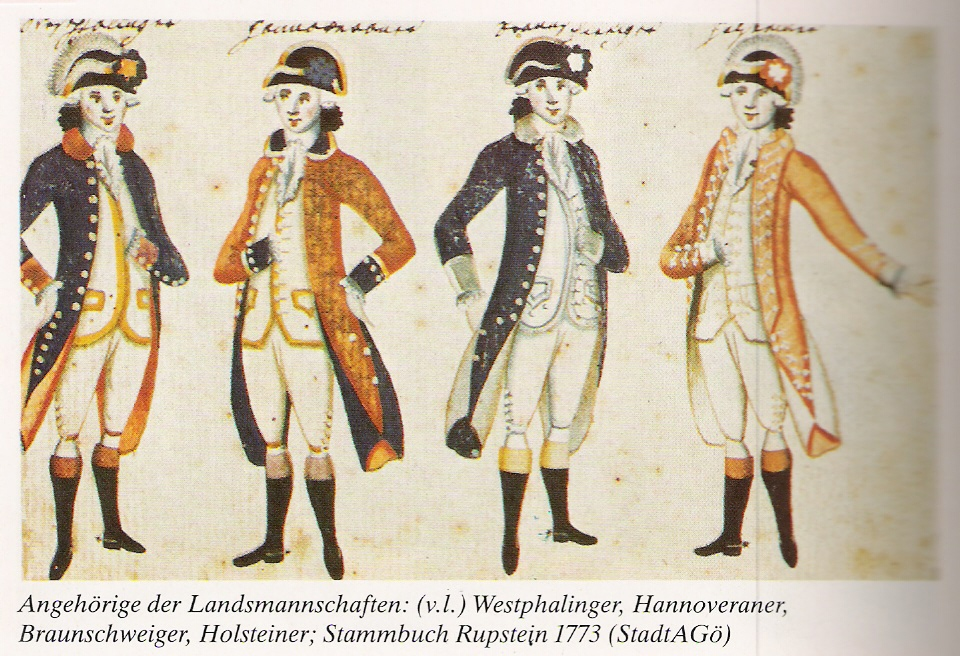
Göttinger Studenten in landsmannschaftlichen Uniformen (v. l. n. r.): ein Westfale, ein Hannoveraner, ein Braunschweiger, ein Holsteiner (1773)

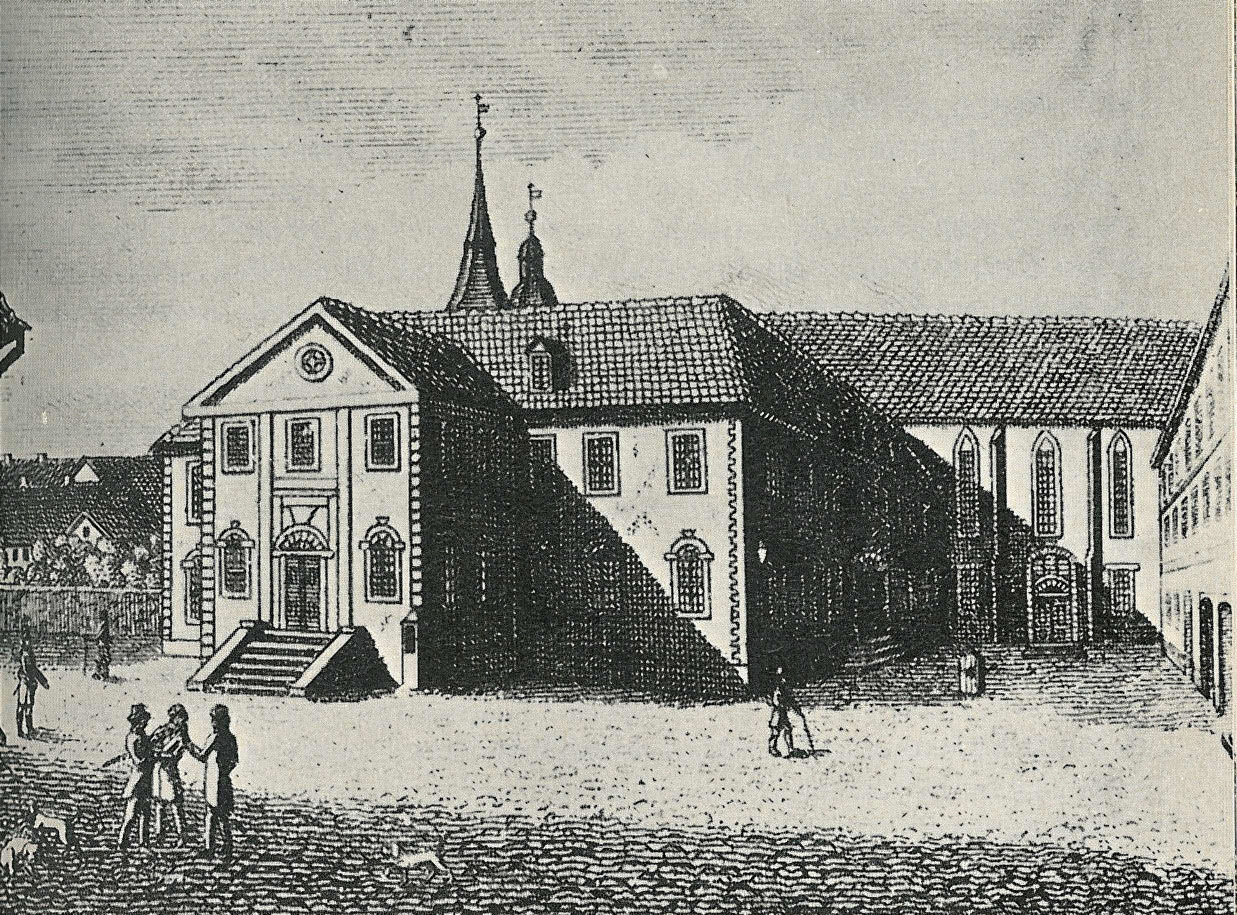
Das alte Göttinger Universitäts- und Bibliotheksgebäude, genannt Kollegiengebäude, um 1815

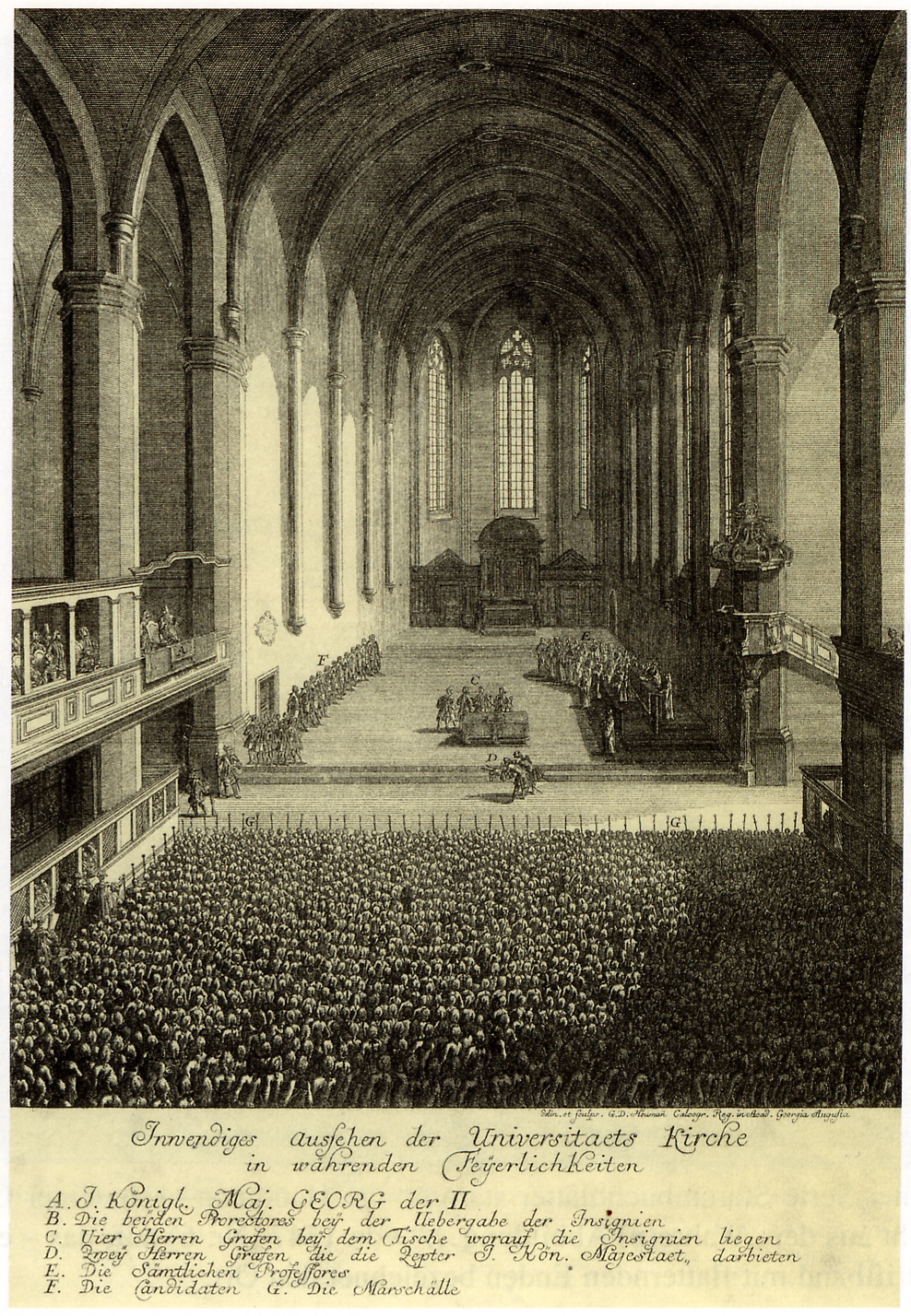
König Georg II. in der Paulinerkirche (1748)

Die neue Universität zog viele Studenten von anderen Universitäten an, besonders von der Friedrichs-Universität Halle. Deshalb streuten Hallenser Bürger das Gerücht, dass das Leben in Göttingen sehr teuer sei. Dem trat 1739 eine Göttinger Werbeschrift entgegen. Sie gibt Aufschluss über die damaligen Lebenshaltungskosten eines Göttinger Studenten.

#### Studenten und Gesellschaft
Etwa um 1745 wuchs und stabilisierte sich die Studentenzahl auf um 600, durchaus dem Plan entsprechend überwiegend aus den angedachten höhergestellten Familien erlangte die Georgia-Augusta schnell den Ruf, gut und teuer zu sein. Als Kaderschmiede für die Universität galt die ihr organisatorisch eng verbundene Klosterschule Ilfeld. Die Regelstudienzeit des 18. Jahrhunderts hieß Triennium und betrug sechs Semester. Durch Studenten, die insbesondere von den Universitäten Helmstedt, Jena und Halle nach Göttingen den Studienort wechselten, kamen rasch auch studentisches Brauchtum und damit studentische Zusammenschlüsse wie Freimaurerorden, studentische Orden und Landsmannschaften an die junge Universität. Aber auch von einem sog. Lakaienorden der Diener der Studenten ist in der Überlieferung, zumeist in Universitätsgerichtsakten aber auch in Stammbuchblättern die Rede. So hatte Münchhausen schon im Juni 1747 erstmals Anlass, das Tragen von bunten Bändern zu verbieten.
Bei den Studierenden bildeten sich bis etwa zur Mitte der zweiten Hälfte des 18. Jahrhunderts überzogene Ehrbegriffe aus. Im Jahr 1766 kam es in Göttingen zu einem Todesfall aufgrund eines Zweikampfs, dem einzigen des 18. Jahrhunderts. Die Folge war, dass das studentische Fechten in Deutschland von Göttingen aus grundlegend reformiert wurde, indem man unter Abkehr von der gefährlichen Stoßmensur zur Göttinger Hiebmensur überging. Damit ging auch der Wechsel zu einem leichten Säbel (Göttinger Hieber) einher, der später vom studentischen Korbschläger abgelöst wurde.
Von 1769 bis 1772 studierte Adolph Freiherr Knigge, der spätere Autor von Über den Umgang mit Menschen (auch schlicht „der Knigge“ genannt), in Göttingen Jura und Kameralistik.
Im Jahre 1772 immatrikulierte sich Johann Heinrich Voß in Göttingen, der sich später durch seine einflussreichen Übersetzungen der Ilias und der Odyssee sowie weiterer antiker Klassiker, aber auch von Shakespeares Werken, einen Namen machen sollte. Voß wurde auch Gründer des Göttinger Hainbundes.
Der spätere preußische Reformer Karl Freiherr vom und zum Stein studierte von 1773 bis 1777 in Göttingen Jura, Geschichte und Kameralistik, hatte es aber als adliger Student nicht nötig, ein Examen abzulegen.
Für Göttingen war es ein großes Ereignis, als sich am 10. Juli 1786 drei Prinzen, allesamt Söhne des britischen Königs und hannoverschen Kurfürsten Georg III., an der Universität einschrieben. Es handelte sich um:
- Ernst August, Herzog von Cumberland und ab 1837 König von Hannover,
- August Friedrich, Herzog von Sussex sowie
- Adolph Friedrich, Herzog von Cambridge.

Sie bezogen das später so genannte Prinzenhaus in der Mühlenpfortenstraße, die später in Prinzenstraße umbenannt wurde. Für die Ausbildung der Prinzen wurde sichergestellt, dass der Göttinger Universitätsreitstall der beste in Europa war. Obwohl kein eigenes Studienfach, war ars equitandi so beliebt, dass über 60 der berühmtesten künftigen Stallmeister Europas in Göttingen bei Johann Heinrich Ayer lernen wollten.
Im Jahre 1788 immatrikulierte sich Wilhelm von Humboldt in Göttingen für das Fach Rechtswissenschaften. Hier sollte er durch die Verflechtung von Universität und Akademie erste Eindrücke von der Bedeutung des Zusammenwirkens von Lehre und Forschung bekommen, eines Konzeptes, das er 1810 bei der Gründung der Berliner Universität umsetzte und das weltweit die Entwicklung von Universitäten prägen sollte. Am 25. April 1789 immatrikulierte sich auch sein Bruder Alexander von Humboldt in Göttingen. Neben dem Physiker Georg Christoph Lichtenberg war hier für Alexander vor allem der Anatom und Zoologe Johann Friedrich Blumenbach wegweisend, der die Forschungsreise als bedeutende Erkenntnisquelle für Anthropologie und Biologie schätzte und einen interdisziplinären Kreis ambitionierter Nachwuchswissenschaftler um sich scharte. Alexander von Humboldt aber drängte es nun vor allem, die Bekanntschaft Georg Forsters zu machen, der als Naturforscher mit Weltumsegelungserfahrung anscheinend den von ihm selbst angestrebten Typus verkörperte.
Zum Sommersemester 1790 meldete sich Caspar Detlev von Schulte für das Studium der Experimentalphysik, hörte dann Georg Christoph Lichtenberg. Der spätere hannoversche Staats- und Finanzminister beschäftigte sich in Göttingen jedoch insbesondere mit dem Lehnsrecht.
Die Spannungen zwischen Universität und Stadt, zwischen Bürgern und Studentenschaft flackerten immer wieder auf. So kam es am 26. Juli 1790 nach vorangegangenem schweren Streit mit den Tischlergesellen in der Stadt zum Auszug der Studenten zum Kerstlingeröder Feld, einer großen Freifläche im östlich der Stadt gelegenen Göttinger Wald. Die Studenten erpressten sich mit ihrer Wirtschaftskraft das Wohlwollen von Stadt und Universität und die Behörden vermittelten die Einigung in diesem Streit.
Im Wintersemester 1803/1804 besuchte Prinz Ludwig von Bayern, der spätere König Ludwig I., die Universität Göttingen, bevor er 1804 nach Rom weiterreiste. Ludwig I. sollte später auch seinen Sohn, den späteren König Maximilian II. zum Studium (1829–1830) hierher schicken.
Bereits 1806 kam es zu erneuten Studentenunruhen in Göttingen, die in einem erneuten Auszug der Studenten am 6. Januar, diesmal nach Hannoversch Münden, ihren Höhepunkt fanden, für die Studenten jedoch weniger erfolgreich waren als der erste, so dass sie am 12. Januar erfolglos nach Göttingen zurückkehrten.

#### Politik, Universitätsstruktur und Bauten

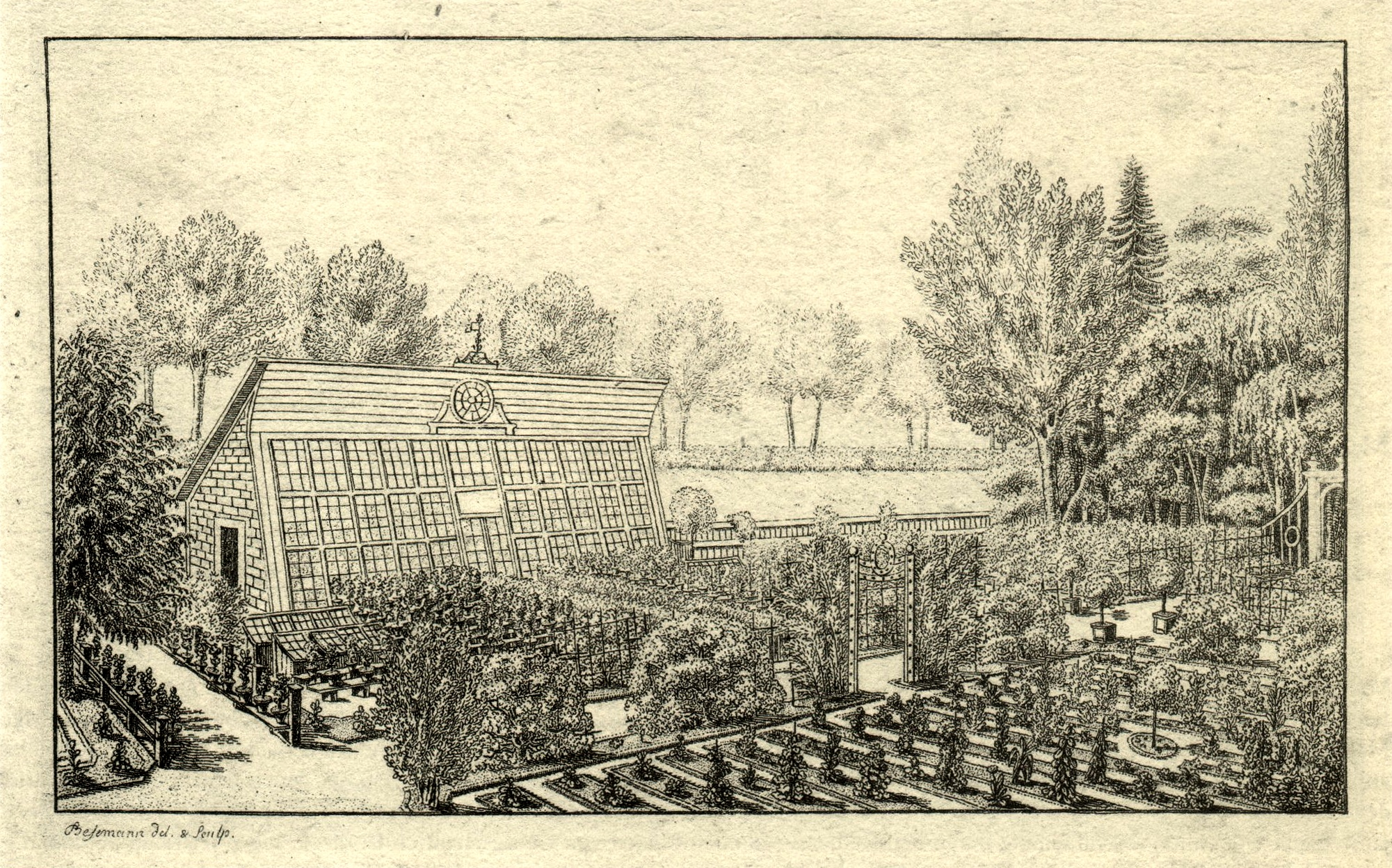
Botanischer Garten um 1800

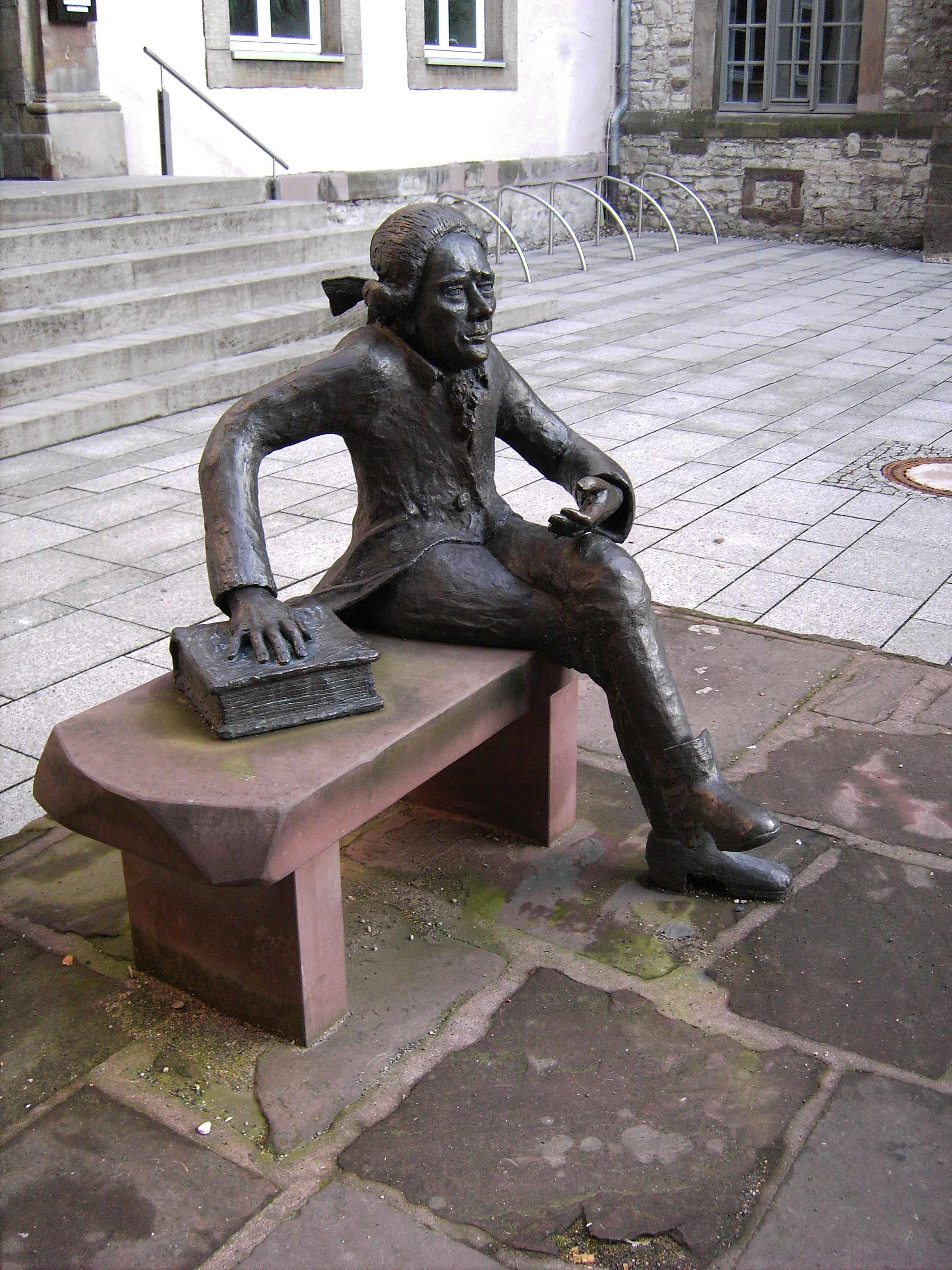
Skulptur Lichtenberg vor dem Historischen Gebäude der Uni

Im Jahre 1738 wurde das Theatrum Anatomicum gebaut, 1739 der Botanische Garten angelegt und 1751 die erste Sternwarte im Ort eröffnet. Ebenfalls 1751 stiftete König Georg II. die heutige Akademie der Wissenschaften zu Göttingen, die gegenwärtig die zweitälteste Einrichtung ihrer Art in Deutschland ist. Sie gibt seit 1753 die Publikation Göttingische Gelehrte Anzeigen heraus, die älteste heute noch erscheinende wissenschaftliche Zeitschrift in deutscher Sprache.
Ein herausragendes Ereignis für die junge Universität war der Besuch von König Georg II. in Göttingen am 1. August 1748. Die Festveranstaltung als Aufzug in der Paulinerkirche ist durch einen zeitgenössischen Stich und den Bericht des Kanzlers Johann Lorenz von Mosheim überliefert. Derartige Besuche, auch von Mitgliedern der Familie des Herrscherhauses bildeten herausragende Höhepunkte für Studierende und Universität, wie die Besuche des Herzogs von York 1765, des Prinzen Ferdinand von Braunschweig 1768 und des Herzogs von Gloucester 1769. Diese Besuche waren mit Comitaten der Studentenschaft in Nörten oder Weende verbunden; die Angehörigen des Welfenhauses wurden also von berittenen Ehrengarden unter Führung der Hannoverschen wie der Braunschweiger Landsmannschaft vor den Toren der Universitätsstadt empfangen, hereingeleitet („eingeholt“) und anschließend auch wieder aus der Stadt hinaus.

#### Professoren und wissenschaftliche Höhepunkte
Der Altertumswissenschaftler und Bibliotheksleiter Christian Gottlob Heyne (1763–1812) begründete im Jahre 1767 die Abgusssammlung von Skulpturen der Antike, die sich bis heute zu einer der größten Sammlungen ihrer Art weltweit entwickelt hat und seit 2004 im Virtuellen Antikenmuseum online zu besichtigen ist.
1770 wurde Georg Christoph Lichtenberg Professor für Physik, Mathematik und Astronomie, der bis heute gültige Erkenntnisse in der Elektrizitätslehre brachte. Als Universalgelehrter hinterließ er nicht nur naturwissenschaftliche, sondern auch philosophische und satirische Abhandlungen (diese u. a. in seinen Sudelbüchern). Er war der erste deutsche Professor für Experimentalphysik. Seine Vorlesung in diesem Fachgebiet wird in Grundzügen bis heute (zum Teil mit historischem Gerät) gehalten. Der Lichtenberg-Hörsaal der Universität Göttingen ehrt den Wissenschaftler mit einem Bronzerelief von Konrad Jochheim.
Neben Lichtenberg wirkten weitere zum Teil weltberühmte Gelehrte im Göttingen des 18. Jahrhunderts. Einer der einflussreichsten war der Arzt, Naturforscher und Dichter Albrecht von Haller (in Göttingen von 1736 bis 1753), der dazu beitrug, dass bedeutende Wissenschaftler für Göttingen gewonnen werden konnten. Unter Johann Christian Polycarp Erxleben wurde in Göttingen 1771 erstmals an einer deutschen Universität die Veterinärausbildung aufgenommen. Weiter zu nennen sind der Theologe und Orientalist Johann David Michaelis (1746–1791), der Geograph Anton Friedrich Büsching sowie der Historiker und Publizist August Ludwig von Schlözer (1769–1809). Zur ersten Generation der von Münchhausen berufenen Professoren gehörten auch die Juristen Georg Heinrich Ayrer (1737–1774), Johann Stephan Pütter (1746–1807) und Gottfried Achenwall (1748–1772), der Philosoph Johann Matthias Gesner (1734–1761), der Theologe Christian Wilhelm Franz Walch (1754–1784), der Historiker Johann Christoph Gatterer (1759–1799), der Mathematiker Abraham Gotthelf Kästner (1756–1800) und der Ökonom Johann Beckmann (1739–1811).
Schlözer wird der Ausspruch zugeschrieben: Extra Gottingam non est vita, si est vita non est ita! („Außerhalb Göttingens gibt es kein Leben, und wenn doch, dann kein solches!“) Dieser Satz steht heute noch am Eingang des Göttinger Ratskellers. Seine Tochter Dorothea, ein anerkanntes Wunderkind ihrer Zeit, promovierte zum 50. Universitätsjubiläum 1787 als erste Frau in Deutschland zum Dr. phil.
In diese Periode außerordentlicher Blüte der Göttinger Universität fielen auch die Studienjahre von Johann Wolfgang von Goethe (1765–70), der sich sehnlichst wünschte, in Göttingen studieren zu können, vom Vater aber auf dessen alte Universität nach Leipzig geschickt wurde.

„Bei diesen Gesinnungen hatte ich immer Göttingen im Auge. Auf Männer wie Heyne, Michaelis und so manchem anderen ruhte mein ganzes Vertrauen; mein sehnlichster Wunsch war, zu ihren Füßen zu sitzen und auf ihre Lehren zu merken. Aber mein Vater blieb unbeweglich.“

Goethe hat sich wohl aus diesem Grund später mehrfach länger in Göttingen aufgehalten.

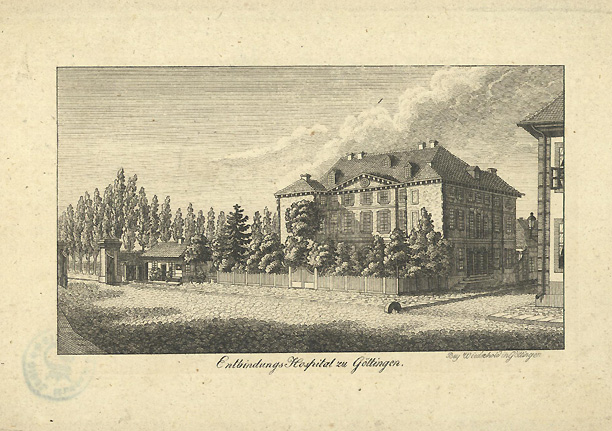
Das Accouchierhaus Göttingen, eine der ersten Universitäts-Geburtskliniken im deutschen Sprachraum

Im Jahr 1751 wurde in Göttingen auf Initiative Albrecht von Hallers die erste Universitäts-Geburtsklinik im deutschen Sprachraum eingerichtet. Zunächst war die Klinik in einem baufälligen Armenhospital untergebracht. Zum Ende des 18. Jahrhunderts wurde ein vergleichsweise moderner und großzügig ausgestatteter Neubau bezogen. Dieses zwischen 1785 und 1790 als „Königliche Entbindungsanstalt“ errichtete Gebäude wird auch Accouchierhaus genannt. Heute befindet sich dort die Musikinstrumentensammlung der Universität.
Der Orientalist Johann David Michaelis regte die erste wissenschaftliche Expedition nach Arabien an. Die Arabische Reise (1761–1767) wurde vom Dänischen Königshaus finanziert. Unter den Teilnehmern waren drei ehemalige Studenten von Michaelis, von denen nur der Kartograph Carsten Niebuhr Europa lebend wieder erreichte.
Anfang der 1770er Jahre fand sich der romantische Göttinger Hainbund zusammen, der als dichterische Jugendbewegung dem Namen der Stadt zusätzlichen Klang verlieh. Damit einhergehend keimte im engen Umfeld der Universität auch die Frauenemanzipation. Die Göttinger Universitätsmamsellen bereiteten das Umfeld für weibliche Teilhabe an staatlich vermittelter akademischer Bildung und den Zutritt zum Wissenschaftsbetrieb.
Um 1780 begründete der Mediziner und Anthropologe Johann Friedrich Blumenbach die Ethnologische Sammlung, die heute zum Institut für Ethnologie gehört. Eine der Schwerpunkte der Sammlung sind Exponate, die von einer der Expeditionen von James Cook mitgebracht wurden. Blumenbach gilt jedoch vor allem als wesentlicher Begründer der Zoologie und der Anthropologie als wissenschaftliche Disziplinen. Er betätigte sich vor allem auf dem Gebiet der Vergleichenden Anatomie. Sein „Handbuch der vergleichenden Anatomie und Physiologie“ (Göttingen 1804, 3. Auflage. 1824) wurde in fast alle Sprachen Europas übersetzt.
Mit der Berufung von Johann Dominik Fiorillo wurde ab 1799 in Göttingen die Kunstgeschichte zum akademischen Lehrfach an deutschen Universitäten.
Bei der Septembersitzung der Göttinger Gesellschaft der Wissenschaften 1802 konnte Georg Friedrich Grotefend, damals noch Student der Philologie und Theologie und gleichzeitig Collaborator am Göttinger Gymnasium, einen Entzifferungsansatz für die persische Keilschrift vorlegen, der weltweit als der Durchbruch bei der Erschließung dieses Schriftsystems gilt. Die Entzifferung der Keilschrift legte den Grundstein für die Erforschung der alten Geschichte des Vorderen Orients.
Zwischen 1815 und 1820 studierten mehrere Mitglieder des Bökendorfer Romantikerkreises, u. a. August von Haxthausen, Georg Friedrich Benecke, August von Arnswaldt und Heinrich Straube, in Göttingen.

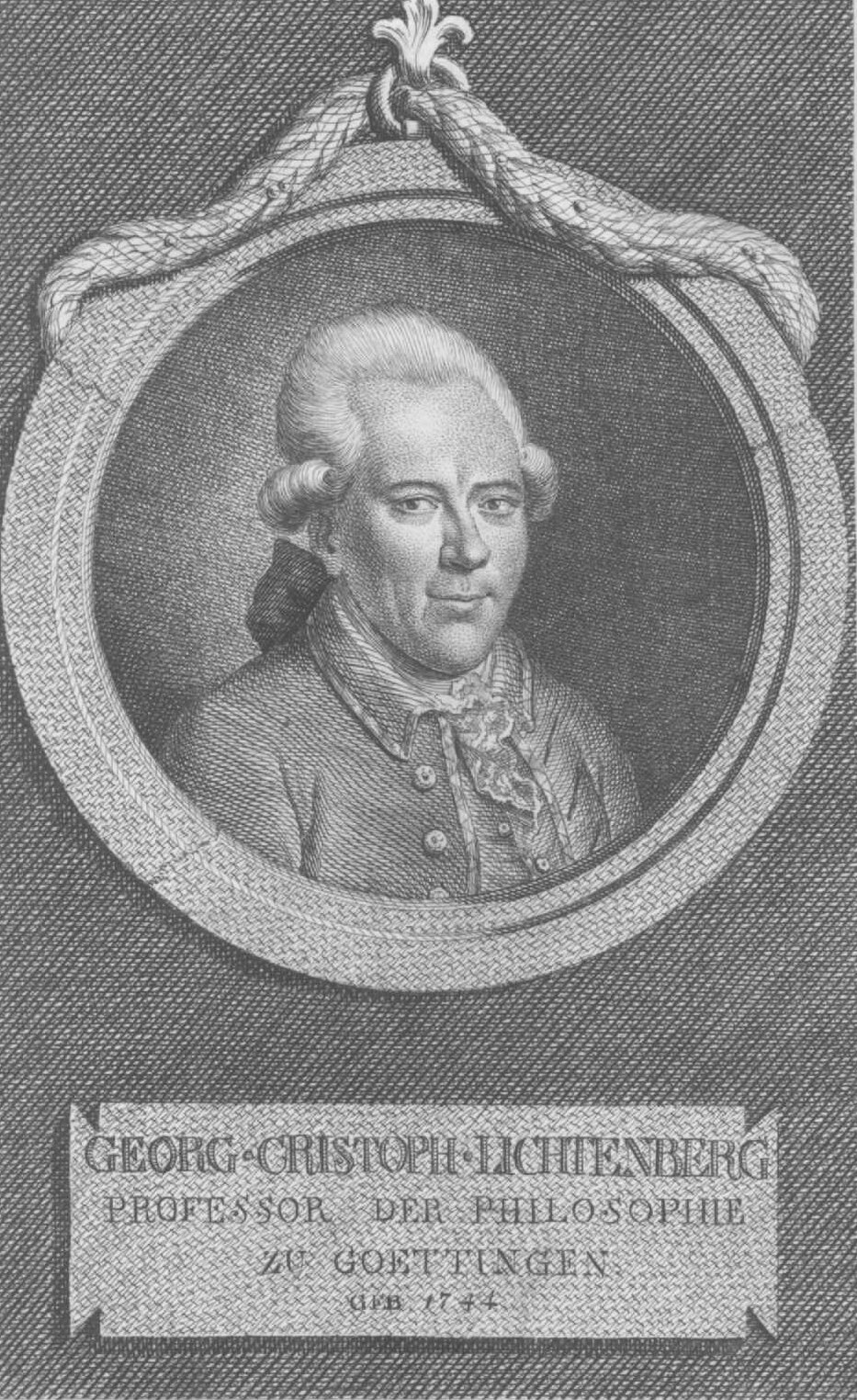
Polyhistor G.C. Lichtenberg
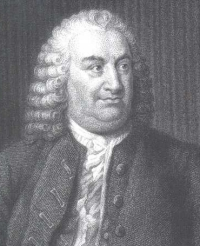
A. v. Haller, Mediziner und Polyhistor
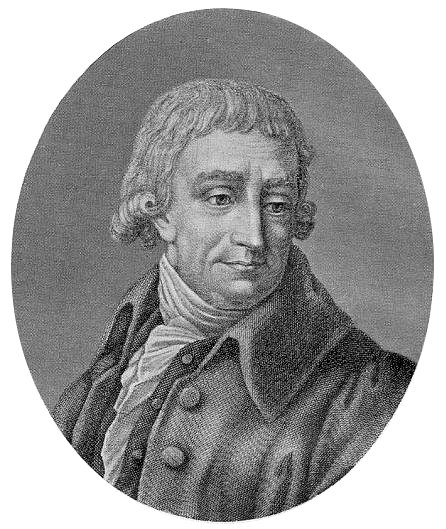
C.G. Heyne
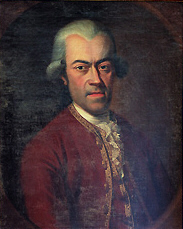
Historiker A.L. Schlözer

### Die Universität im Königreich Westphalen
Nach der französischen Besetzung Hannovers 1803 (Konvention von Artlenburg) und Deutschlands insgesamt durch die Truppen Napoleons im Jahr 1806 kam Göttingen als Hauptstadt des Départements Leine 1807 bis 1813 an das Königreich Westphalen und wurde dementsprechend von der näher gelegenen Residenzstadt Kassel aus regiert und beaufsichtigt.

#### Studenten und Gesellschaft

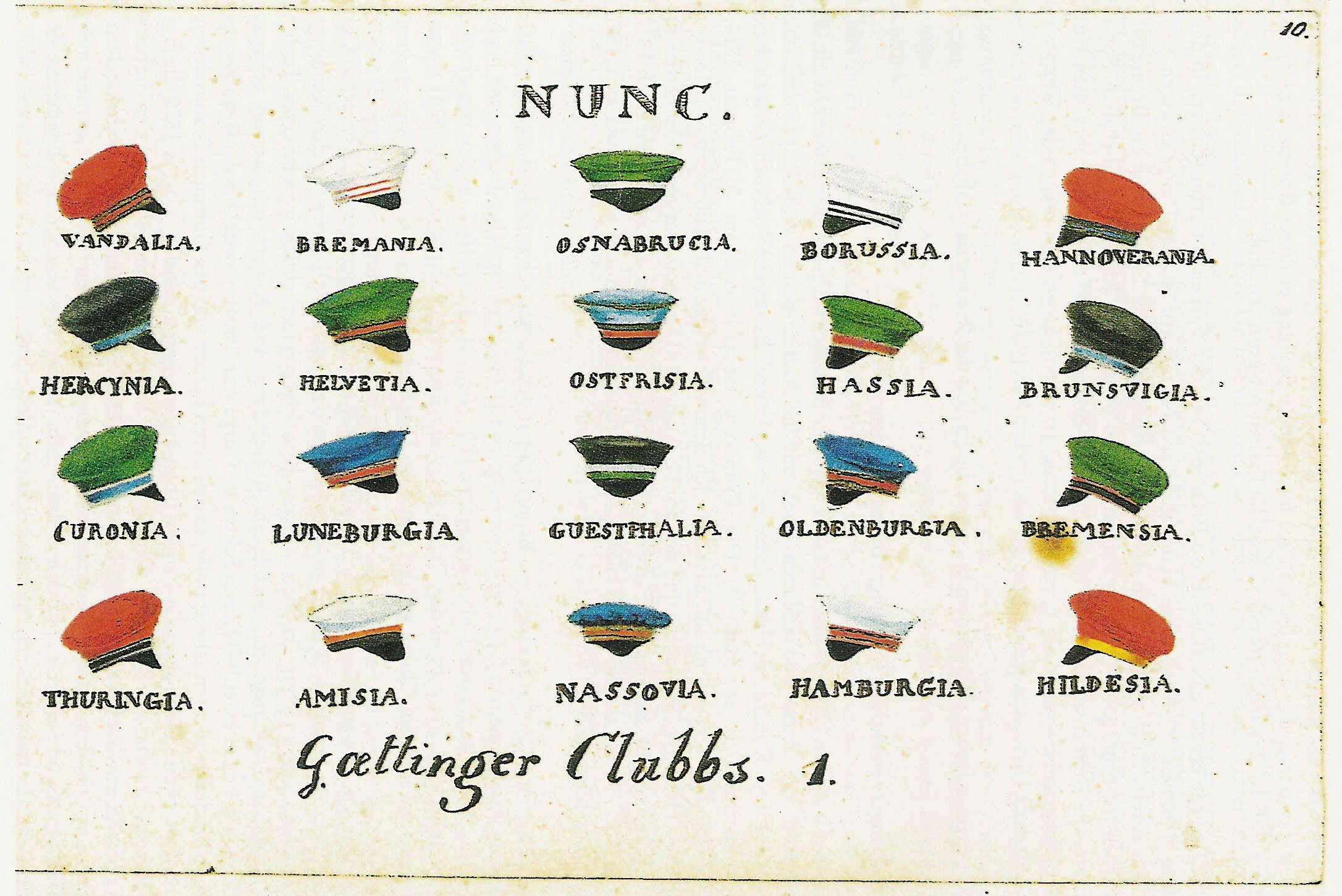
Farben Göttinger Studentenmützen 1827

Die französischen Reformen im Bereich der Staatsorganisation und des Rechtswesens führten dazu, dass die Studenten 1809 nicht mehr der speziellen akademischen Gerichtsbarkeit unterstanden, sondern der regulären Gendarmerie (Polizei). Dies und die damit verbundene, von den Studenten nicht gewohnte Härte in der Ausübung hoheitlicher Gewalt, führte im Jahr 1809 zur Gendarmen-Affäre. Am 17. August wurden ruhig ausreitende Mitglieder des Corps Hannovera von Gendarmen mit der Begründung, diesen nicht den Weg frei gemacht zu haben, verhaftet und körperlich misshandelt, was zu Protesten der Studentenschaft und der Bürger der Stadt führte. Dabei wurde deutlich, dass Corps als Studentenverbindungen trotz Verbot weiter bestanden, woraufhin deren Mitglieder relegiert wurden. Der harte Kurs der Göttinger Universität verband sich für die Studierenden im Wesentlichen mit der Person des Prorektors Gustav von Hugo, der als Jurist zu den Begründern der Historischen Rechtsschule in Deutschland zählt, und mit dessen Vorgesetztem bei der Regierung des Königreichs Westphalen Justus Christoph Leist.
Insbesondere viele der Studenten der Rechte wandten sich so der Universität Heidelberg zu. Die Studentenschaft erklärte die Universität in Verruf, das Verbindungsleben erlosch mehr oder weniger vollständig, und die Studentenzahlen in Göttingen halbierten sich zum Wintersemester 1809/10. Anstatt der 615 Studenten des Sommersemester meldeten sich zum Wintersemester nur 473 Studenten zurück, von denen um 170 Neuimmatrikulierte waren. Erst zum Wintersemester 1810/11 trat unter dem neuen Prorektor Tychsen Entspannung ein.
Aber bereits im Jahr 1811 wurde das (eigentlich verbotene) Tragen bunter Mützen unter den Studenten wieder zum Problem. Der Prorektor David Julius Pott bat um Aufschub und das Verbot, farbige Mützen zu tragen, wurde vom Präfekten in Kassel entgegen erster Absicht nicht erneuert. In der Folgezeit fanden jedoch eigentlich fortwährend Untersuchungen der Regierung in Kassel statt, ob verbotenerweise entstandene Studentenverbindungen bestehen würden. Diese tarnten sich teilweise als so genannte Clubbs. In Einzelfällen kam es durchaus zu Verboten einzelner landsmannschaftlicher Zusammenschlüsse an der Universität.
In den Befreiungskriegen ging die Zahl der Studierenden in Göttingen etwa auf die Hälfte zurück. Viele der zum Kriegsdienst ausgehobenen Göttinger Studenten ließen zwischen 1813 und 1815 ihr Leben.

#### Professoren

Professoren
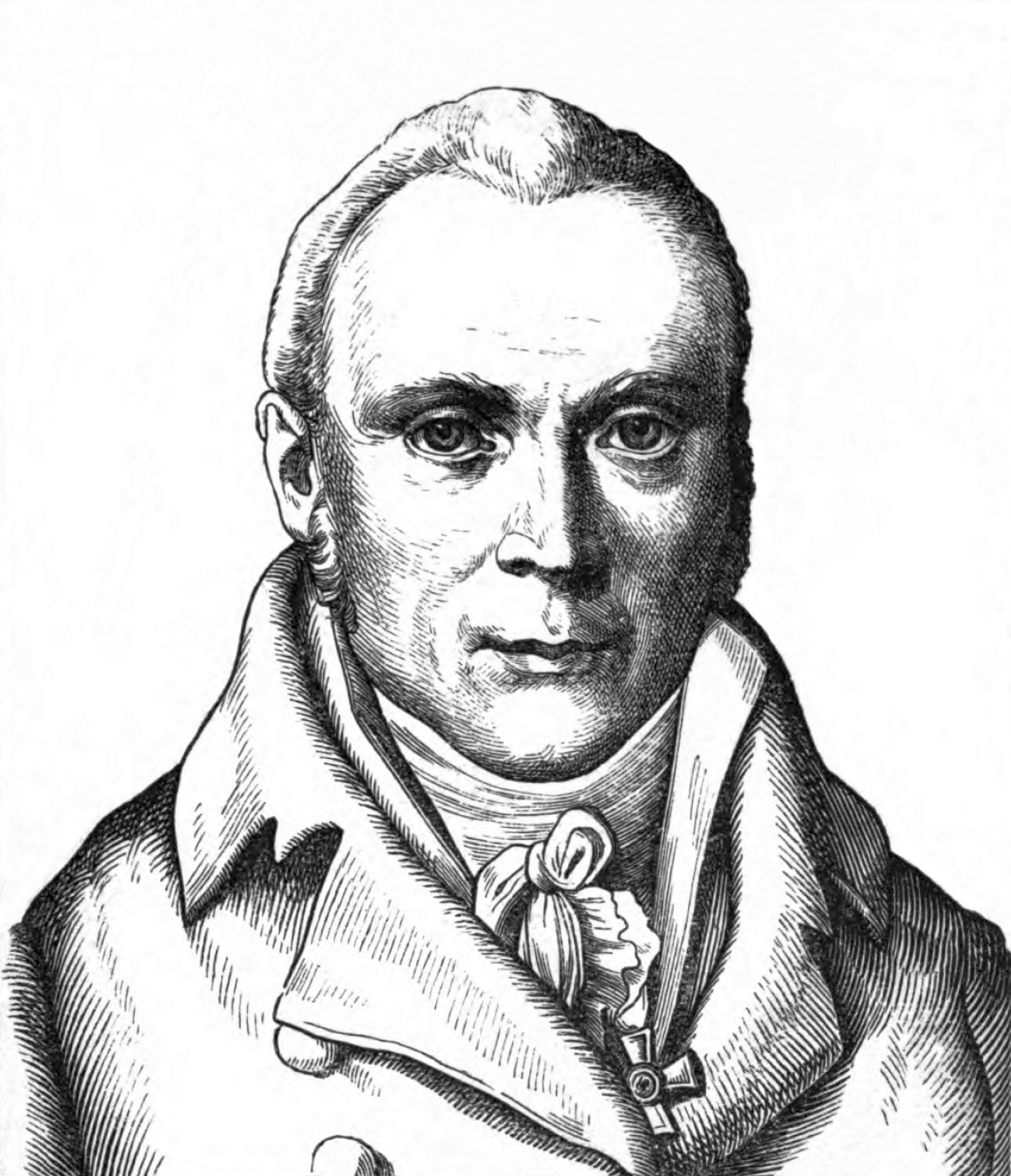
Johann Friedrich Blumenbach
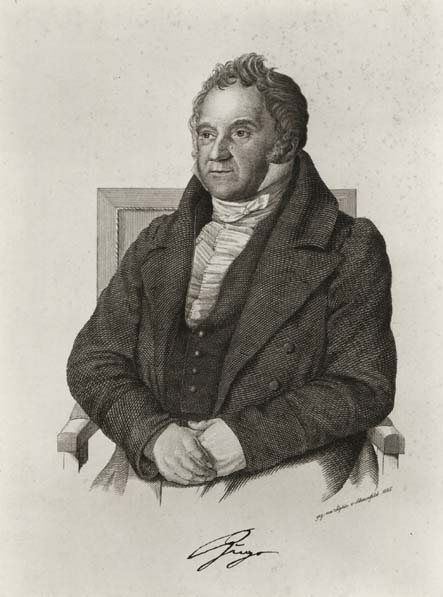
Gustav von Hugo

Der Forschungs- und Lehrbetrieb in Göttingen wurde durch die Franzosenzeit nicht beeinträchtigt, es wurden jedoch im Zuge der restaurativen Tendenzen in Deutschland und Hannover im Anschluss einige der zwischenzeitlich erfolgten Berufungen, wie die des französischen Philosophen Charles de Villers durch Entlassung rückgängig gemacht.

#### Politik und Universitäten
Göttingen wurde von den Maßnahmen der westphälischen Regierung noch vergleichsweise wenig getroffen. Schlimmer erging es der alten welfischen Universität Helmstedt, die im 16. Jahrhundert als Landesuniversität des welfischen Teilfürstentums Braunschweig-Wolfenbüttel gegründet worden war. Sie war für rund anderthalb Jahrhunderte die einzige welfische Universität gewesen. Als jedoch im Wintersemester 1809/10 nur noch 76 Studenten die Lehrveranstaltungen besuchten, wurde sie kurzerhand geschlossen. Göttingen war damit die einzige Universität in den welfischen Territorien.
Die mit durchschnittlich 120 Studenten vergleichsweise kleine Universität Rinteln im Weserbergland wurde ebenfalls im Jahr 1809 zugunsten der Georgia-Augusta geschlossen.

### Vom Wiener Kongress bis zur Annexion Hannovers durch Preußen 1866

#### Studenten und Gesellschaft

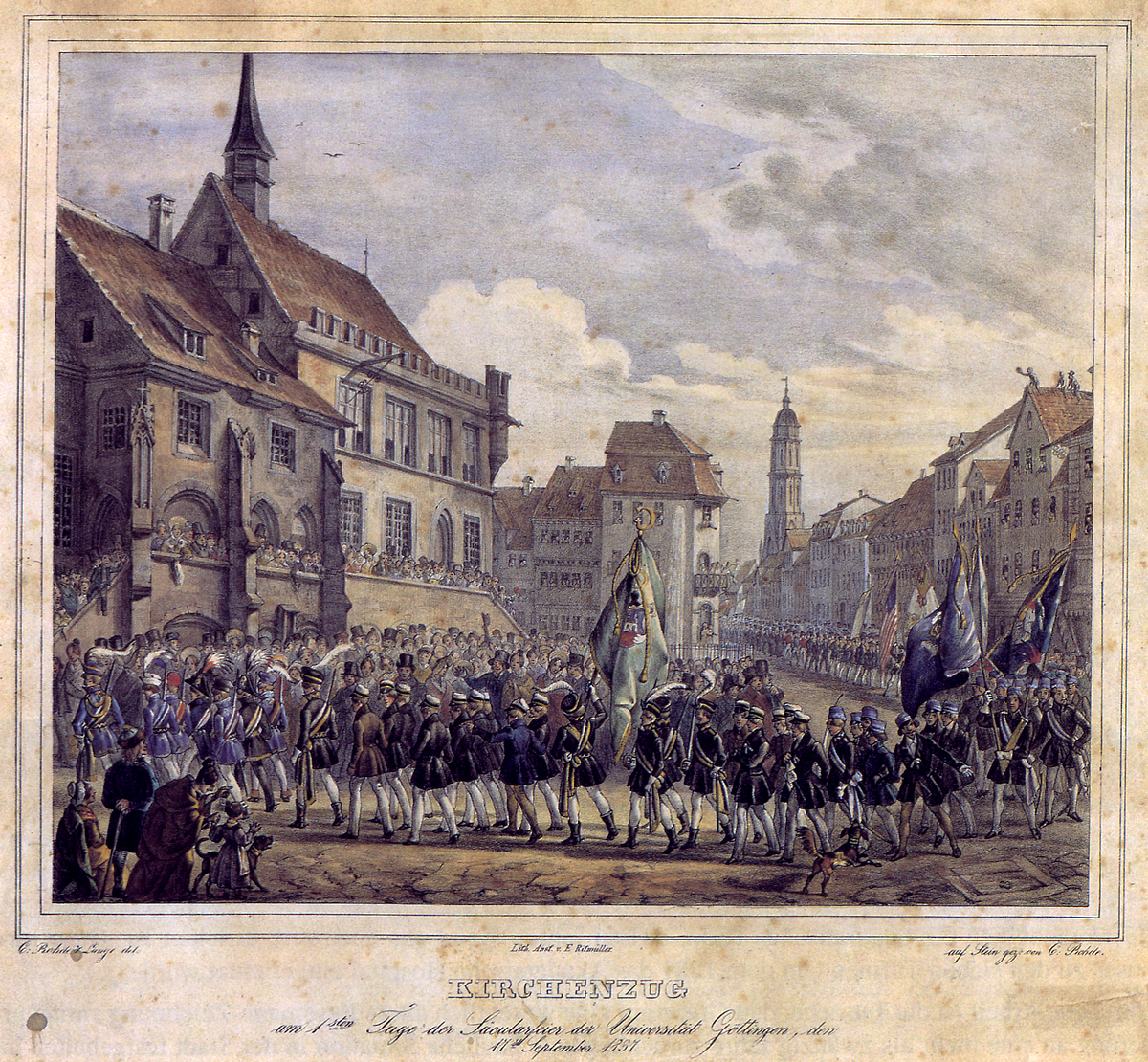
Studentenumzug – Universitätsjubiläum 1837

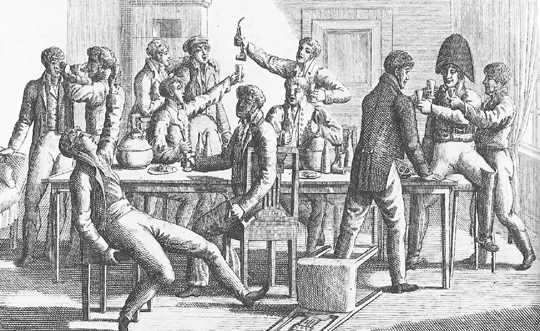
Kneipe Göttinger Studenten 1816

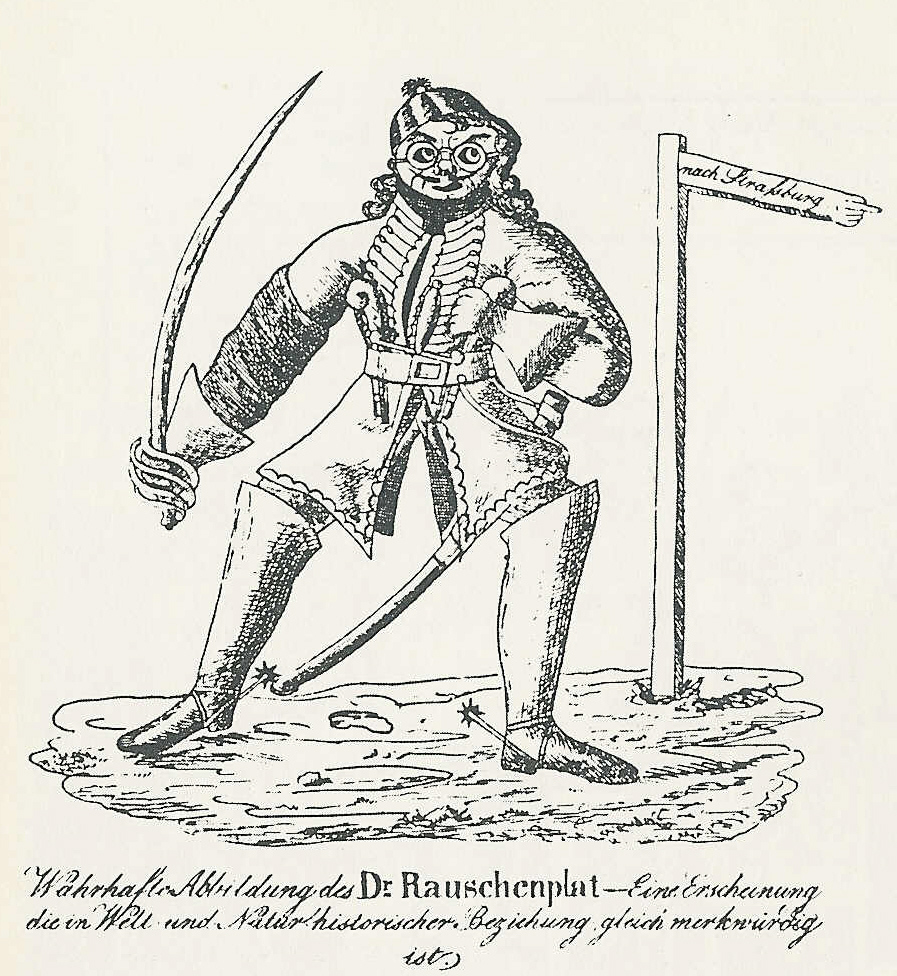
„Wahrhafte Abbildung des Dr. Rauschenplat – Eine Erscheinung, die in Welt und Natur historischer Beziehung gleich merkwürdig ist.“ Anonymer Kupferstich von 1831

Das Ende des Krieges brachte mit den an ihre Studienplätze zurückkehrenden Kriegsteilnehmern den Universitäten in Deutschland und damit auch dem Hannoverschen Göttingen 1815 die neue Idee der Burschenschaft, deren Idee in Jena durchaus mit starken Göttinger Einflüssen auf den Weg gebracht wurde, entstand doch das erste Grundgesetz der Urburschenschaft auf Grundlage der Constitution des Göttinger Corps Vandalia, die ihrerseits auf entsprechenden Vorbildern aus Heidelberg beruhte. Allerdings verfing die Idee der Allgemeinen Burschenschaft bei den Göttinger Studenten nicht sehr stark und wurde insbesondere vom Göttinger Senioren-Convent äußerst reserviert aufgenommen. Insofern blieben die Burschenschaften in Göttingen bis zum Jahr 1848, als dort als erste die Burschenschaft Hannovera gegründet wurde, im Gegensatz zu den Corps unbedeutende Ausnahmeerscheinungen und die Altdeutsche Tracht war im Stadtbild nur vereinzelt anzutreffen.
Im Jahr 1818 kam es nach einer Auseinandersetzung zwischen einem Handwerker und einem Studenten und entsprechender Eskalation zu dem Einsatz Hannoverscher Husaren gegen die Studierenden und in dessen Folge zu einem erneuten Auszug der Studentschaft, diesmal nach Witzenhausen. Da dieser Auszug oder Streik der Studenten wirkungslos blieb, folgte anschließend eine erneute Verrufserklärung der Studentenschaft gegen die Universität mit der Folge, dass die Zahl der Studenten im Wintersemester von 1.158 auf 858 sank. Infolge der hierdurch ausgelösten behördlichen Untersuchungen sowie der in den Karlsbader Beschlüssen vom 20. September 1819 enthaltenen Universitätsgesetze nahm der Verfolgungsdruck auf die im Untergrund oder als Tarnorganisationen fortbestehenden studentischen Zusammenschlüsse an Härte zu und dauerte bis zur Mitte der 1820er Jahre unvermindert an. Ein neuerlicher Auszug nach Witzenhausen 1823 blieb für die Studenten wiederum ohne den erwünschten Erfolg, zumal die Drohung der anschließenden Nichtübernahme in den Staatsdienst Wirkung vor dem Hintergrund zeigte, dass in Preußen die Regierung warnte, dass die akademischen Berufe überfüllt seien.
In den Jahren 1822/23 studierte der spätere Herzog Wilhelm von Braunschweig in Begleitung eines Adjutanten in Göttingen, bevor er in den preußischen Militärdienst eintrat und im Jahre 1830 als Nachfolger seines vom Volke vertriebenen Bruders auf den Thron kam.
Der Dichter Heinrich Heine beschrieb in seiner Harzreise die Stadt, seine Einwohner und die Universität. Voller Sarkasmus und Ironie bemerkte er: „Göttingen ist eine schöne Stadt, besonders, wenn man sie mit dem Rücken ansieht.“
Die Studentenzahlen in Göttingen, das auch bei Studierenden aus den Ostseegouvernements traditionell sehr beliebt war, gingen nicht zuletzt deshalb erheblich zurück, weil Zar Nikolaus I. nach seiner Thronfolge 1825 den Balten wie z. B. den Kurländern das Studium in Deutschland durch drakonische Vorschriften erschwerte bzw. unmöglich machte.
Zu erneuten, ernsten Krawallen kam es in der Silvesternacht 1828/29. Die Universitätsbehörde hatte sich in Anschlägen gegen übermäßigen Biergenuss gewandt, und die Studenten hatten sich auf dem Marktplatz versammelt und Gaudeamus igitur gesungen. Danach waren sie von Pedellen verfolgt durch die Stadt gezogen, hatten Straßenlaternen ausgelöscht und zahlreiche Fensterscheiben von Universitätsmitarbeitern eingeschlagen. Die Handgreiflichkeiten führten zu zahlreichen Verletzungen. Im Nachhinein konnte der Zwischenfall jedoch nicht weiter aufgeklärt werden und blieb daher ohne Konsequenzen.
Von 1829 bis 1830 studierte der spätere Bayerische König Maximilian II., Sohn von König Ludwig I., in Göttingen, wo er besonders Vorlesungen in Geschichte und Staatsrecht besuchte. Dieser war hier Schüler der Gelehrten Friedrich Dahlmann und Arnold Heeren.
Turbulent wurde es dann im Januar 1831 im Anschluss an die Julirevolution in Paris (1830) durch die Revolution der Bürger und Studenten in Göttingen 1831, auch „Göttinger Revolution“ genannt. Unter der Führung des Privatdozenten Johann Ernst Arminius von Rauschenplat wurde ein Revolutionsrat gebildet und am 8. Januar 1831 der Magistrat der Stadt Göttingen aufgelöst. Es wurde vom König eine freie Verfassung für das Königreich Hannover verlangt und der Sturz der Regierung, des Kabinetts Münster. Die Studenten rauchten auf der Straße verbotenerweise Tabakspfeife. Am 15. Januar machte General von dem Bussche mit dem Einmarsch (Spielmannszüge voraus) von 8.000 Soldaten der Hannoverschen Armee von Nörten-Hardenberg aus auch dieser Revolution ein Ende. Eine der wenigen Konsequenzen war die anschließende Ablösung des Grafen Ernst von Münster als Minister für Hannoversche Angelegenheiten in London verbunden mit gleichzeitigen Ernennung des Herzogs von Cambridge zum Vizekönig in Hannover.
In den Jahren 1842/45 ereilten auch die Göttinger Studentenschaft die Wirren des reformerischen Progress, der beseelt vom Gedanken der allgemeinen Gleichheit und auf Strömungen aus der Julirevolution und des Hambacher Festes nach einer Abschaffung von akademischen Privilegien trachtete.
Die Göttinger Studentenschaft nahm mit Abordnungen am Wartburgfest (1848) und am Studententag des gleichen Jahres in Eisenach teil, auf dem versucht wurde, Forderungen der Studentenschaft an die Frankfurter Nationalversammlung zu formulieren.
Mit dem Revolutionsjahr 1848 erlosch auch die Progressbewegung in Göttingen. Dafür trat ab Mitte der 1850er Jahre zunehmend die Bewegung der Wilden an die Stelle des Progress. Ein Schwerpunkt war das Schillerfest 1859. Die Wildenbewegung umfasste Studenten, die sich gegen die Studentenverbindungen organisierten und aus der später die Freistudentenschaft hervorging. Im Juli 1863 wurde aus dieser Wildenschaft heraus ein erster Allgemeiner Ausschuß der Studentenschaft als Vorläufer des heutigen Allgemeinen Studierendenausschusses gegründet. Fortan gewann diese neue Bewegung zu Lasten des Allgemeinvertretungsanspruches der Studentenverbindungen an Kraft.
Der Anschluss Göttingens an die Hannöversche Südbahn 1854/55 erleichterte die Anreise. Gleichzeitig verschärfte der Ausbau des Eisenbahnnetzes den Wettbewerb mit anderen Universitäten um den Nachwuchs an Studierenden. Schon damals gingen mehr norddeutsche Studenten nach Süddeutschland als Süddeutsche nach Norden.
Im Jahre 1856 begann John Pierpoint Morgan, besser bekannt als J. P. Morgan, sein Studium in Göttingen. Morgan war später als Unternehmer in den USA tätig und galt mit seiner Bank J.P. Morgan als der einflussreichste Bankier seiner Zeit.
Am 18. Oktober 1863 kam es in Göttingen zu der Studentenschlacht auf der Weender. Der 50. Jahrestag der Völkerschlacht bei Leipzig sollte mit einem Umzug begangen werden. Es kam zu einem Streit, über die Reihenfolge des Aufzugs und die Platzierung der Musikkapellen im Zug, der in einer Straßenschlacht endete. Einige Verbindungen wurden daraufhin bis 1864 aufgelöst, existierten aber alle insgesamt geheim weiter.
Von 1863 bis 1866 absolvierte Robert Koch sein Medizinstudium in Göttingen, das er hier mit Promotion und Staatsexamen abschloss. Koch gilt heute als der Begründer der modernen Bakteriologie und teilweise auch der Tropenmedizin. Seine Forschungen und die seiner Schüler trugen später dazu bei, die Folgen der schlimmsten Seuchen, die das Leben von Mensch und Tier bedrohten, zu mildern. 1905 erhielt er den Nobelpreis für Physiologie oder Medizin. Nach dem Deutschen Krieg kam Wilhelm II. (Württemberg) an die Universität Göttingen.

#### Professoren und wissenschaftliche Höhepunkte

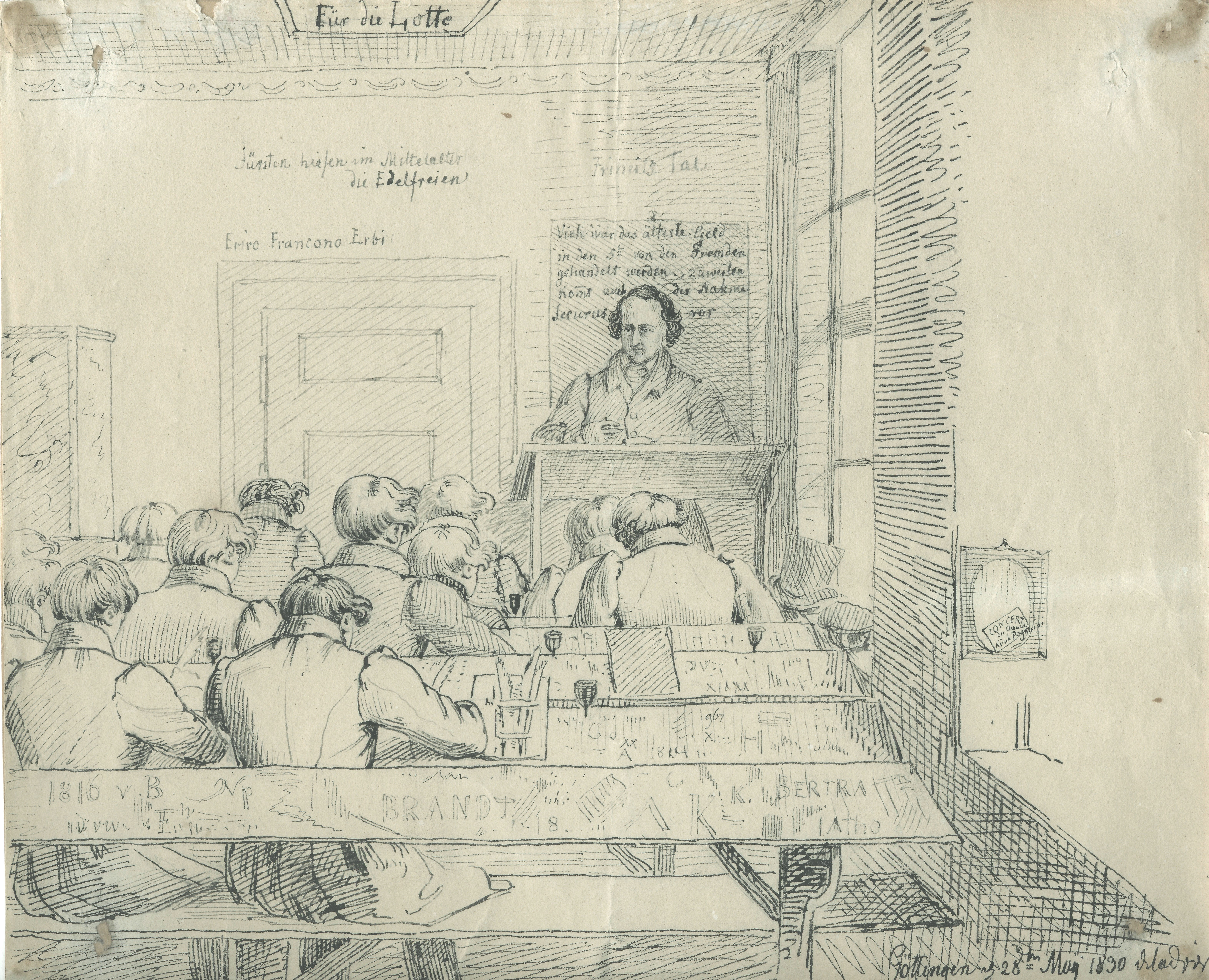
Im Kolleg bei Jacob Grimm, Göttingen 28. Mai 1830

In den unruhigen Zeiten (1830) erhielten die Brüder Jacob Grimm und Wilhelm Grimm einen Ruf nach Göttingen, Jacob als Bibliothekar und Professor, Wilhelm erst nur als Bibliothekar, später auch als Professor. Hier beschäftigten sie sich mit alter Literatur und hielten auf der Basis ihrer Forschungsergebnisse Vorlesungen zu den deutschen Rechtsaltertümern sowie zur Sprach- und Literaturwissenschaft. Sie legten damit den Grundstein zur neu entstehenden Wissenschaft der Germanistik.
Der Chemiker Friedrich Wöhler trat 1836 die Nachfolge von Friedrich Stromeyer an. Wöhler gilt als Pionier der organischen Chemie wegen seiner Synthese von Harnstoff aus Ammoniumcyanat im Jahre 1828. Diese Harnstoffsynthese eröffnete das Feld der Biochemie, da zum ersten Mal ein Stoff, der bisher nur von lebenden Organismen bekannt war, nämlich Harnstoff, aus „unbelebter“ Materie künstlich erzeugt werden konnte, nämlich aus Ammoniumcyanat. Diese In-vitro-Synthese widerlegte die Theorie des Vitalismus, eine transzendente Lebenskraft (vis vitalis) sei zur Erzeugung organischer Stoffe unabdingbar.
In jener Zeit war Carl Friedrich Gauß, einer der größten Mathematiker aller Zeiten, Professor an der Universität und auch als Leiter der Sternwarte tätig.

#### Politik, Universitätsstruktur und Bauten

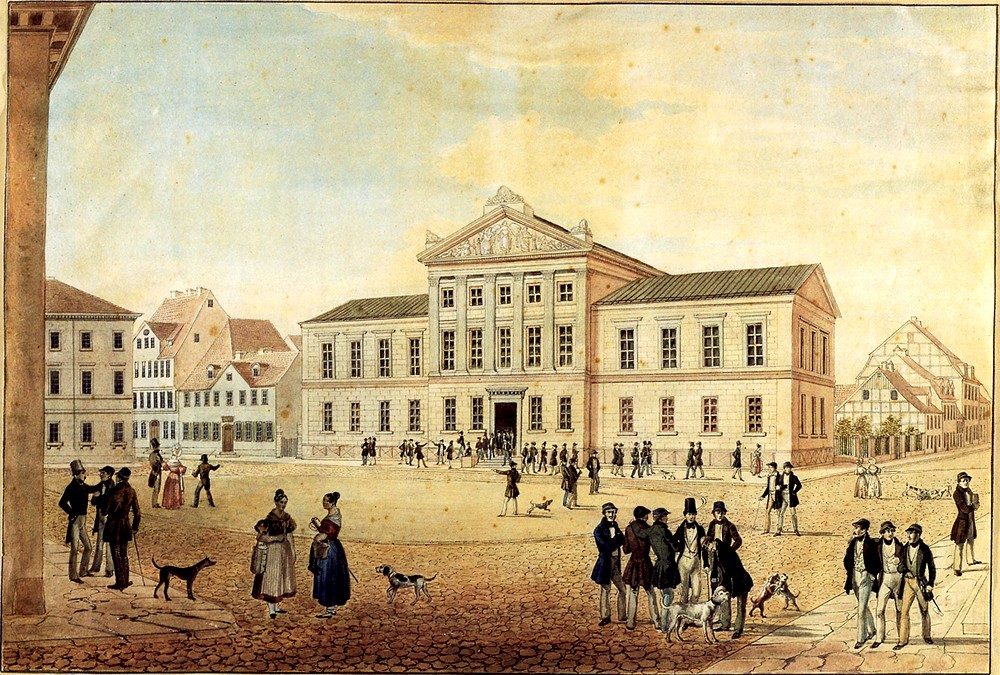
Aula am Wilhelmsplatz um 1837

Da das Herzogtum Nassau über keine eigene Universität verfügte, schloss Herzog Wilhelm von Nassau-Weilburg am 28. Oktober 1817 einen Staatsvertrag mit dem Königreich Hannover. Die Königlich-Hannoversche Georg-August-Universität zu Göttingen wurde dadurch bis zur Annexion beider Länder durch Preußen 1866 zur Nassauischen Landesuniversität. 1837 stiftete der englisch-hannoversche König Wilhelm IV. der Georgia Augusta zum 100. Geburtstag die von 1835 bis 1837 erbaute Aula am Wilhelmsplatz, die nach Plänenen von Otto Praël entstand. Der allegorische Figurenschmuck im Tympanon stammt von dem Bildhauer Ernst von Bandel. Zum Dank für die Unterstützung errichteten die Göttinger dem König vor der Aula auf dem Wilhelmsplatz das ebenfalls von Bandel entworfene Denkmal für Wilhelm IV., das bis heute das einzige auf deutschem Boden befindliche Denkmal für einen britischen König ist.
Im Jahr 1837 erlitt die Universität jedoch einen schweren Rückschlag durch die Entlassung von sieben ihrer Professoren, der Göttinger Sieben, darunter die Brüder Grimm und der Physiker Wilhelm Weber, da sie gegen die Aufhebung der hannoverschen Verfassung, des liberalen Staatsgrundgesetzes von 1833, protestierten. Dadurch war die absolutistische Verfassung des Jahres 1819 wieder in Kraft getreten. Da sich die frei gewordenen Lehrstühle nicht qualifiziert besetzen ließen, weil die Kollegen der Verstoßenen in Deutschland Solidarität übten und keinen Ruf annahmen, wurde versucht, die Göttinger Sieben zurückzurufen. Nur der Physiker Weber und der Orientalist Heinrich Georg August Ewald kehrten jedoch an die Georgia-Augusta zurück.

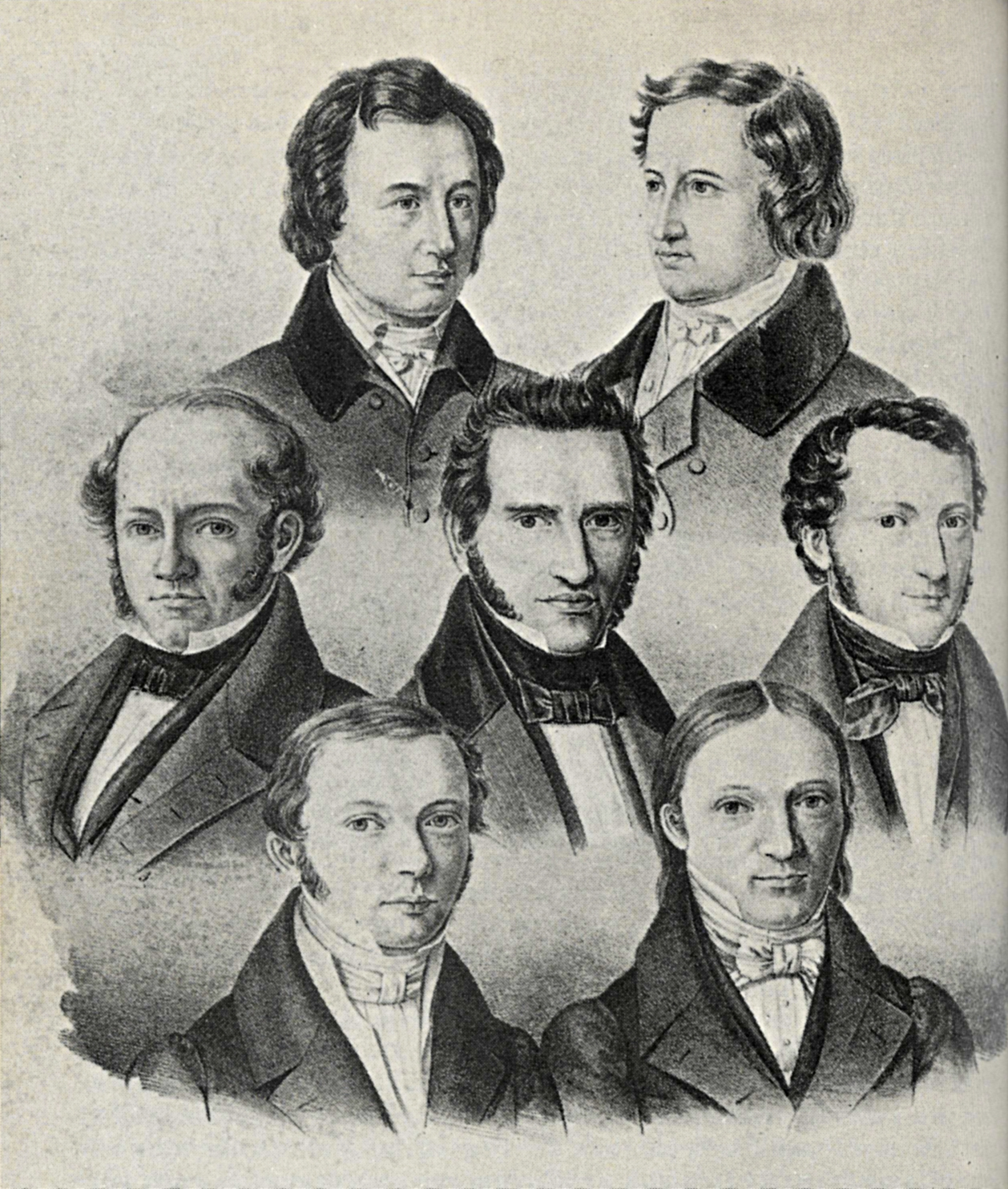
Göttinger Sieben: (1) Wilhelm Grimm, (2) Jacob Grimm, (3) Wilhelm Eduard Albrecht, (4) Friedrich Christoph Dahlmann, (5) Georg Gottfried Gervinus, (6) Wilhelm Eduard Weber, (7) Heinrich Georg August Ewald

Letztlich diese Verfassungsfragen seit 1837 waren es, die auch im Revolutionsjahr 1848 auch in Göttingen und an seiner Universität Unruhen auslösten. Diese wurden im Vormärz durch ein Eingehen der Hannoverschen Regierung auf die Forderungen der Zeit geglättet. Zwei der Professoren der Göttinger Sieben nahmen einen erneuten Ruf nach Göttingen an. Den Studenten wurde Redefreiheit zugestanden. Die Revolution verlief also in Göttingen in vergleichsweise ruhigen Bahnen. Im Sommer kam es jedoch am 30. Juli 1848 zur Schlacht in Bovenden, nachdem revolutionäre Kräfte gefolgt von Ausflüglern und sensationslüsternen Sommerfrischlern sich bei einer Volksveranstaltung in Rauschenwasser getroffen hatten. Die örtlichen Bauern hatten bei den gehaltenen Reden die darin enthaltenen radikalen Enteignungsforderungen falsch aufgefasst und so verstanden, dass mit der Enteignung bei ihnen unverzüglich begonnen werden sollte. Sie griffen daraufhin die Versammlung unverzüglich mit allen zur Verfügung stehenden Waffen einschließlich Dreschflegel und Mistforken an. Ein Student erhielt einen Bauchschuss und verstarb am nächsten Tag an den Folgen. Es brach Panik aus und die Bürgerwehr aus Göttingen wurde hinzugerufen, der es mit Warnschüssen gelang, die Ordnung wiederherzustellen.
1866 wurde das Auditorium am Weender Tor gerade außerhalb der Wallanlagen fertiggestellt, das heute u. a. die Gemäldesammlung der traditionsreichen Kunstsammlung der Universität Göttingen beherbergt. Mit dieser Baumaßnahme wurde Platz geschaffen für die folgende Erweiterung der Universitätsbibliothek im Bereich der Paulinerkirche. Allerdings wurden die Paulinerkirche und auch die Aula am Wilhelmsplatz weiterhin für Vorlesungen genutzt, und zwar bis zur Eröffnung des Mehrzweckgebäudes in den 1970er Jahren.
Im Deutschen Krieg 1866 kam es im Vorfeld der Schlacht bei Langensalza nach dem Abmarsch aller Hannoverschen Truppen in der Stadt zu Unruhen und Plünderungen durch örtliche Asoziale. Der Magistrat der Stadt bat den Prorektor der Universität um Unterstützung und schlug vor, die Studenten zu bewaffnen. In der örtlichen Kaserne wurden daraufhin drei Studentengruppen zur Wiederherstellung der öffentlichen Ordnung bewaffnet. Es kam jedoch zu keinen weiteren Auseinandersetzungen mehr. Zwei Tage später, rechtzeitig vor dem Eintreffen der von Hamburg herannahenden preußischen Truppen, legten die Studenten ihre Waffen nieder.

Prominente Mitglieder der Universität im neunzehnten Jahrhundert
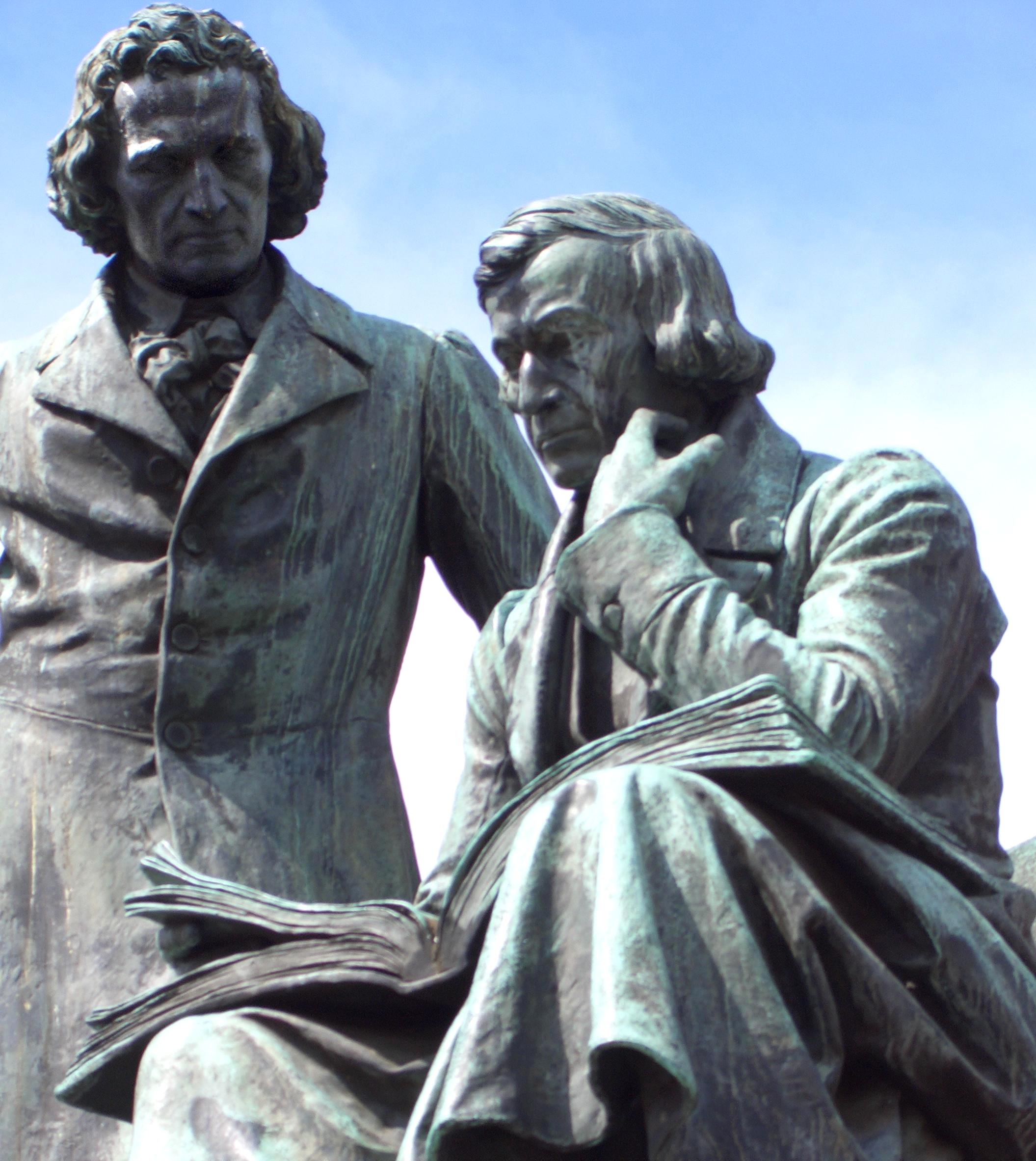
Wilhelm und Jacob Grimm, Sprachwissenschaftler
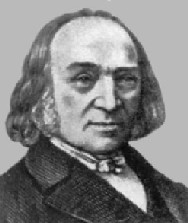
Heinrich Georg August Ewald, Orientalist
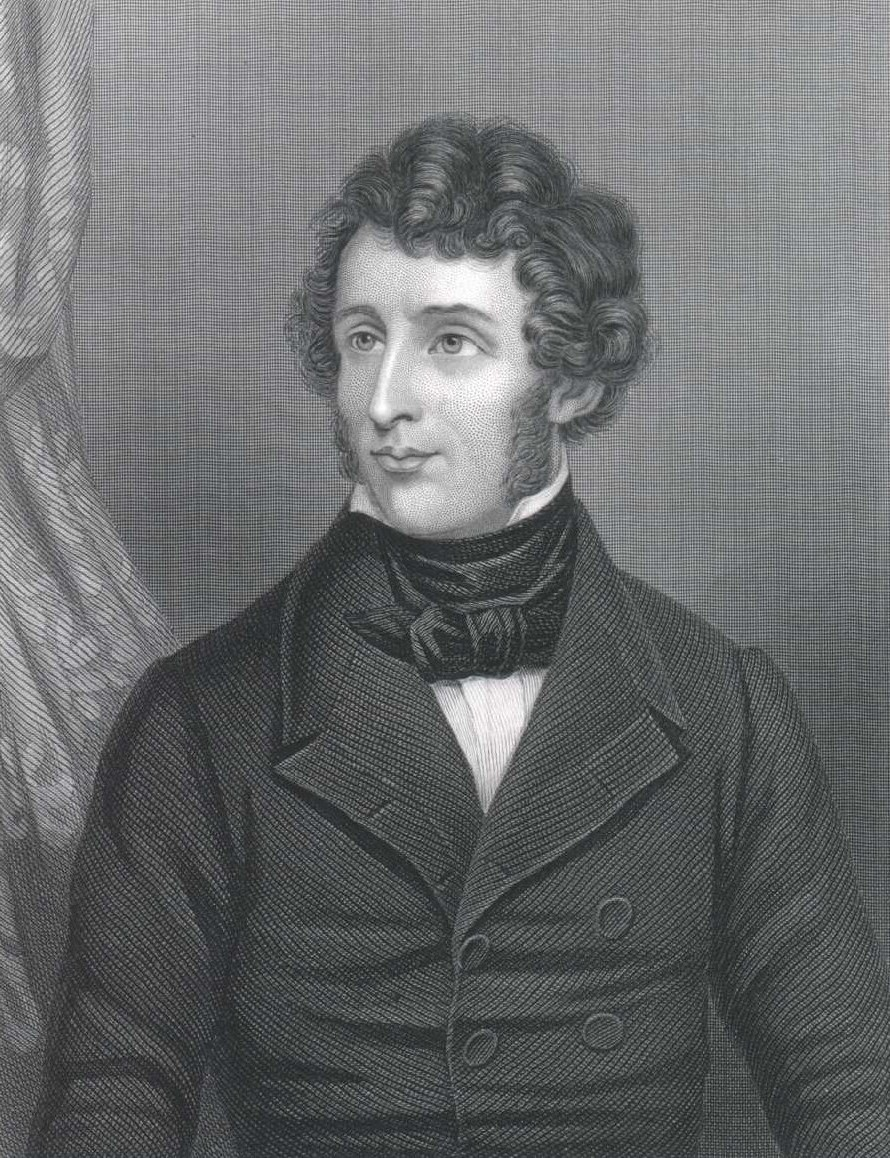
Friedrich Wöhler, Chemiker
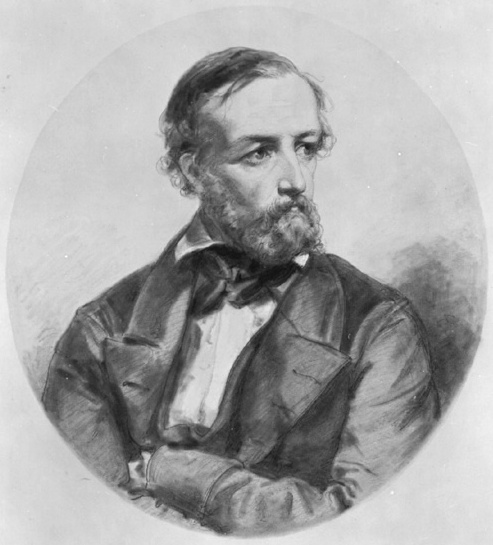
Peter Gustav Lejeune Dirichlet, Mathematiker
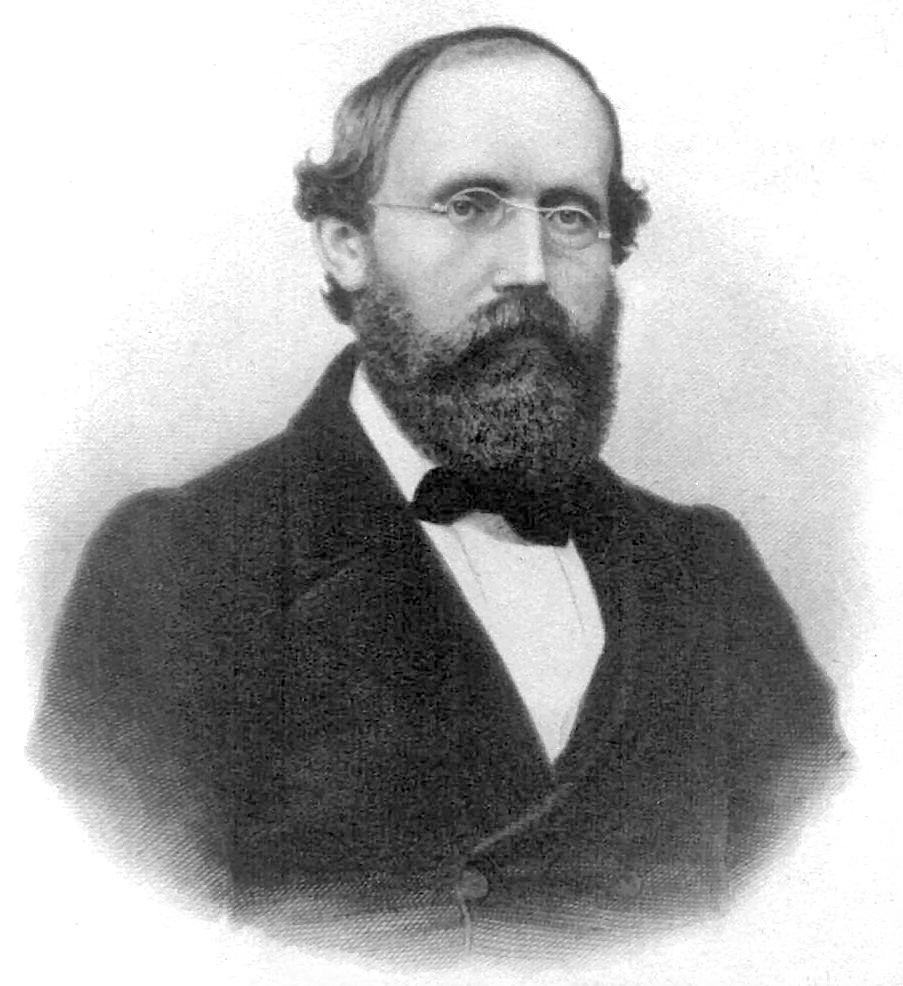
Bernhard Riemann, Mathematiker

### Die Georgia-Augusta im Deutschen Kaiserreich
Mit dem Wintersemester 1866/67 wurde die Georgia-Augusta eine preußische Universität.

#### Studenten und Gesellschaft
Das Jahr 1881 brachte den Studenten der Universität Göttingen eine einschränkende Veränderung der Polizeistunde und löste so am 15. Mai den Göttinger Bierkrawall aus, der zu 300 Verhaftungen führte und zahlreichen anschließenden Verurteilungen bis hin zu Haftstrafen führte.

#### Professoren und wissenschaftliche Höhepunkte

Chemisches Laboratorium, Göttingen, um 1890

Mit Rudolf von Jhering prägte einer der bedeutendsten deutschen Juristen den Ruf Göttingens in dieser Zeit.
Durch die aktive und nicht unumstrittene Berufungspolitik des selbstbewussten wie eigensinnigen Ministerialbeamten im preußischen Kultusministerium Friedrich Althoff entstand um die Jahrhundertwende in Göttingen aufgrund planvoller Hochschulpolitik ein weltweit anerkanntes Cluster für Mathematik, Chemie und Physik, dessen Wirkung bis in die 1920er Jahre nachhaltig andauerte und das auch als Göttinger Nobelpreiswunder verklärt wird. Eine der entscheidenden Berufungen Althoffs war der Mathematiker Felix Klein, der selbst ein hervorragender Wissenschaftsorganisator war und eng mit Althoff beim Aufbau der Mathematik und Naturwissenschaften in Göttingen zusammenarbeitete. In diese Zeit fallen beispielsweise die Berufungen der Chemiker Walther Nernst und Richard Zsigmondy, heute erinnert das Museum der Göttinger Chemie an diese Zeit. Hilberts Liste von 23 mathematischen Problemen wurde 1900 von ihm in Paris veröffentlicht und beeinflusste die Mathematik des 20. Jahrhunderts. Der 1904 nach Göttingen berufene Physiker Ludwig Prandtl begründete die Strömungsmechanik und die Aerodynamische Versuchsanstalt Göttingen (AVA).
Constantin Carathéodory hatte in Göttingen studiert und mit dem Thema Über die diskontinuierlichen Lösungen in der Variationsrechnung promoviert. In Göttingen wurde die Jahrhundertbegabung Carathéodorys erkannt und noch am Vortag des Rigorosums trat Felix Klein an ihn mit dem Vorschlag heran, sich in Göttingen zu habilitieren. Den Doktorgrad erwarb er am 1. Oktober 1904. Sein Doktorvater war Hermann Minkowski. Carathéodorys Beiträge zur Variationsrechnung, Funktionentheorie, geometrischen Optik, Thermodynamik sowie zur theoretischen Physik beeinflussten viele namhafte Mathematiker. Aus der Korrespondenz mit Albert Einstein geht hervor, dass Carathéodory diesem wichtige mathematische Erklärungen für seine Grundlegung der Relativitätstheorie geben konnte. Der neue Feldbegriff, den Carathéodory in die Variationsrechnung eingeführt hat, sollte große Folgen haben. Carathéodory leitete daraus eine Ungleichung ab, die 20 Jahre später unter anderem Namen als Bellmansche Gleichung oder Ungleichung in der mathematischen Welt Aufsehen erregte und die Grundlage wurde für das Prinzip der Dynamischen Optimierung, und seither weit über die Mathematik hinausstrahlt. Carathéodory lieferte fundamentale Ergebnisse in vielen Gebieten der Mathematik, insbesondere in der Theorie der partiellen Differentialgleichungen, der Funktionentheorie (Carathéodorysche Metrik) und der Maß- und Integrationstheorie. Er hat auch mehrere mathematische Lehrsätze entdeckt, darunter das Maximumprinzip. Carathéodorys Theorem zur Messbarkeit ist bis heute Gegenstand zahlreicher mathematischer Untersuchungen.

Bis zum Ende des Ersten Weltkriegs
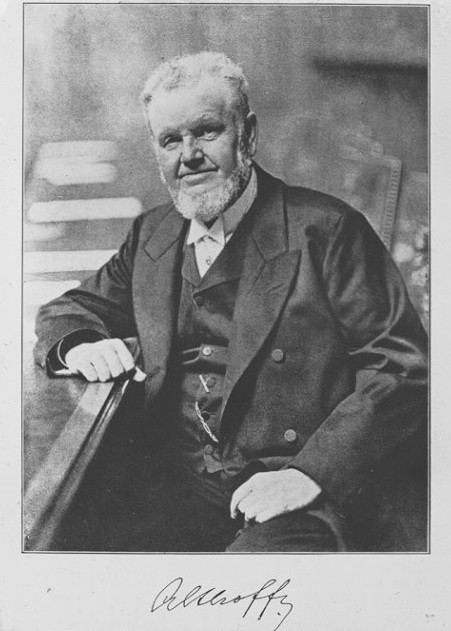
Friedrich Althoff, preußischer Hochschulpolitiker
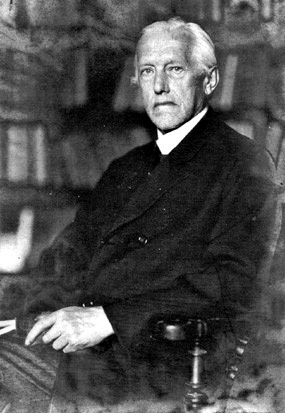
Der Altphilologe Ulrich von Wilamowitz-Moellendorff beriet Althoff in Berufungsfragen
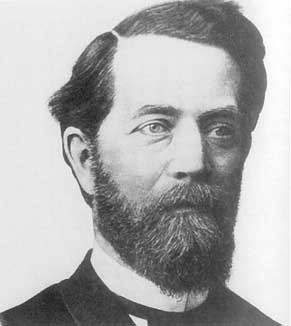
Felix Klein, Mathematiker
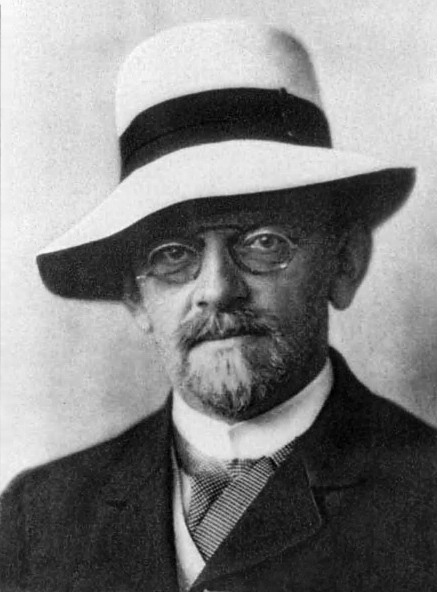
David Hilbert, Mathematiker
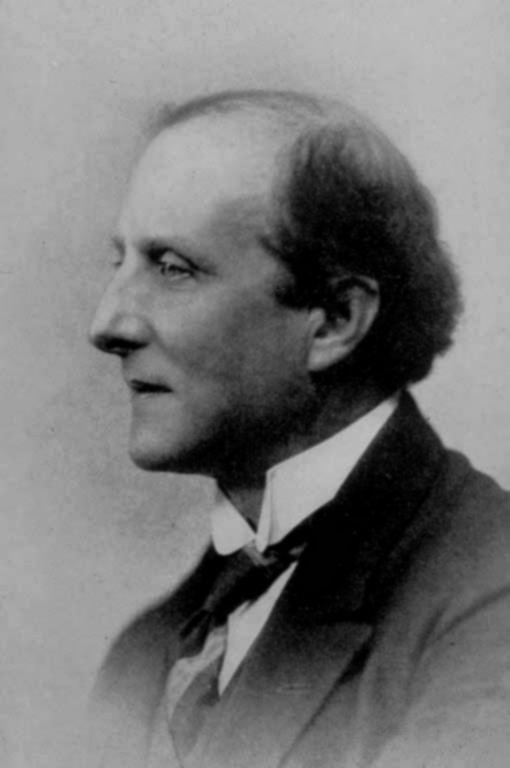
Constantin Carathéodory, Mathematiker
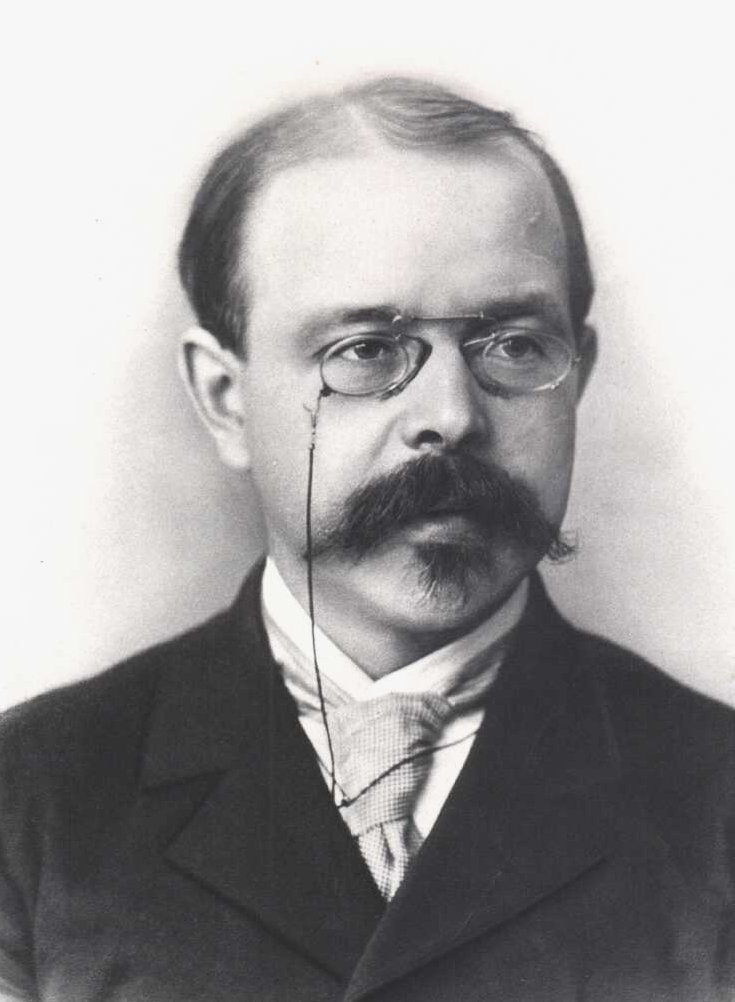
Walther Nernst, Physikochemiker
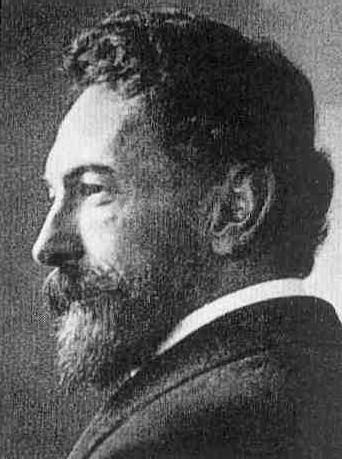
Richard Zsigmondy, Chemiker
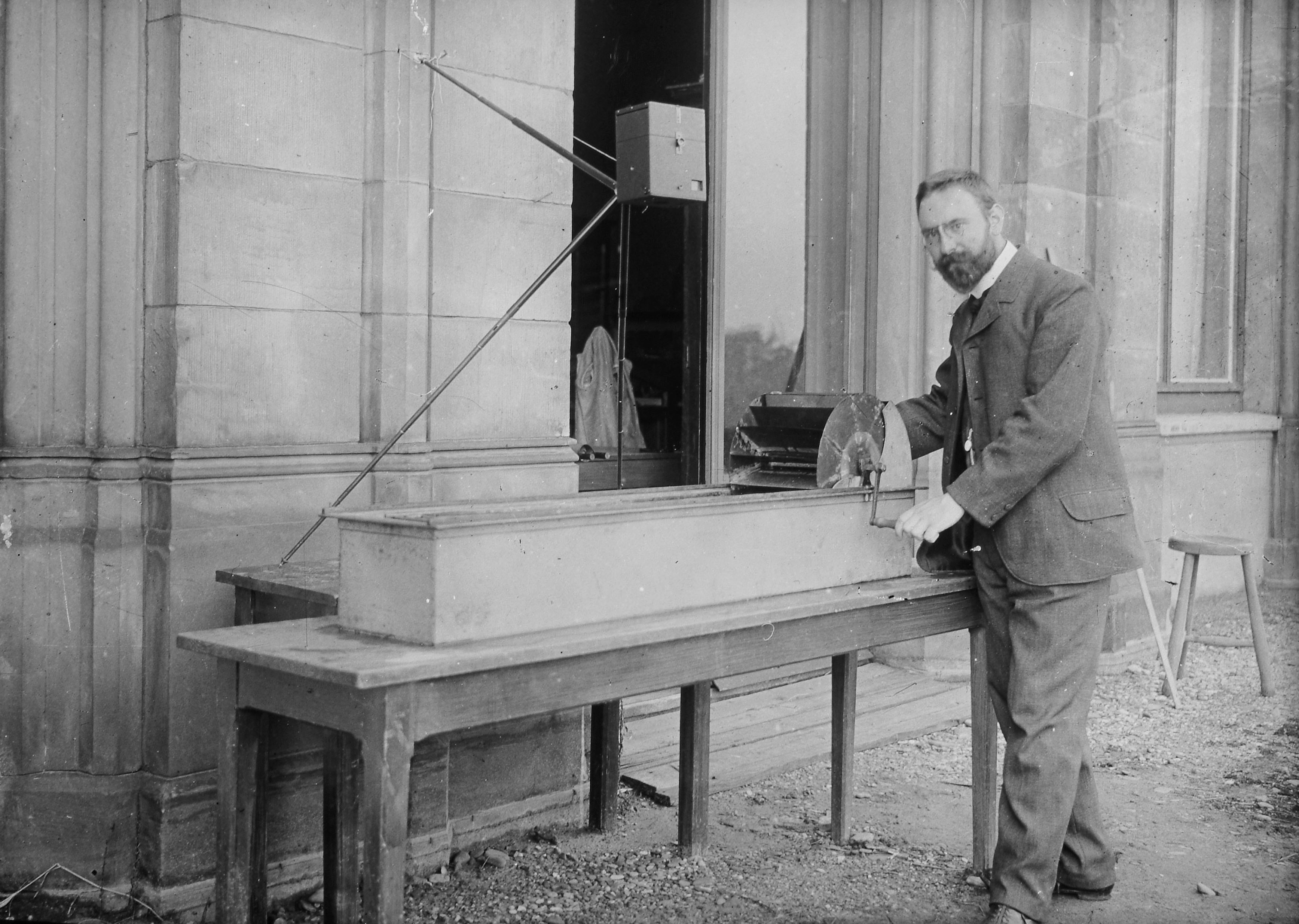
Der Physiker Ludwig Prandtl mit einem Wasserkanal

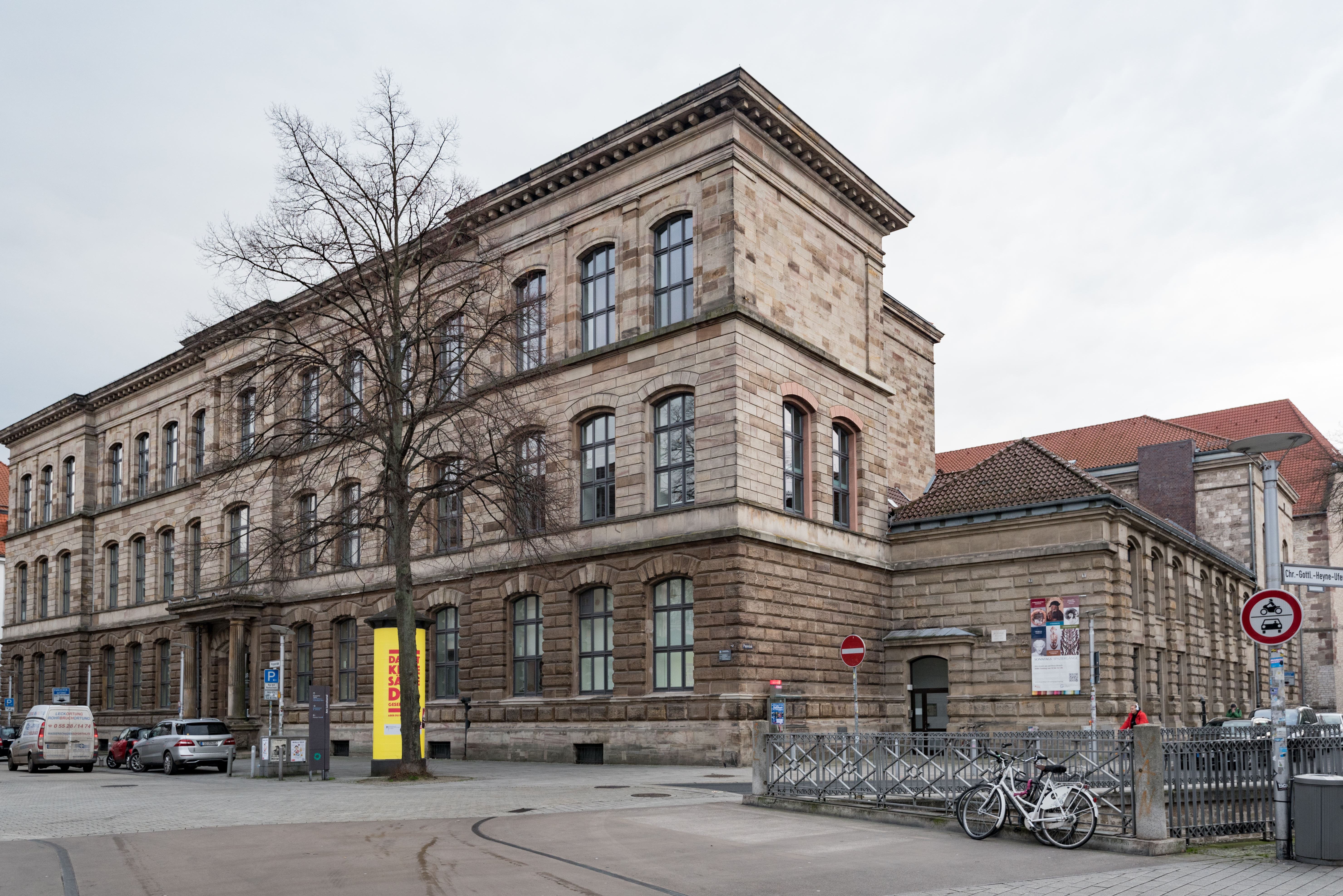
Prinzenstraßengebäude der Bibliothek

#### Politik, Universitätsstruktur und Bauten
1878 bis 1882 wurde an der Prinzenstraße der große Erweiterungsbau der Universitätsbibliothek errichtet, der mit den durch die Bibliothek im Netz des preußischen Bibliothekswesens neu hinzugekommenen Aufgaben, wie der Fernleihe, erforderlich geworden war. Der zeitgemäße Baustil dieses Baukörpers setzte sich in seiner historisierenden Architektur deutlich von den bisherigen klassizistischen Bauten ab.
1887 fand das 150. Universitätsjubiläum als Universitäts-Jubelfeier statt. Der Kaiser Wilhelm I. hatte seine landesherrliche Stellung als oberster Rektor der Universität auf den Regenten des Herzogtums Braunschweig, Prinz Albrecht von Preußen übertragen, der mit den hochrangigen Vertretern der Provinz Hannover zugegen war.

### Die Georgia-Augusta in und zwischen den Weltkriegen

#### Studenten und Gesellschaft
In der euphorischen Stimmung bei Ausbruch des Ersten Weltkrieges beschloss die Universität die Immatrikulation der am Krieg teilnehmenden Studenten aufrechtzuerhalten. Die Studentenzahlen gingen somit nicht in dem Maße zurück, wie die Studenten ins Feld zogen. Tatsächlich waren etwa 3/4 der Studenten der Georgia-Augusta Kriegsteilnehmer; 726 von ihnen wie auch 22 Mitarbeiter der Universität ließen so ihr Leben.
Am 8. November 1918 bildete sich in Göttingen abends ein Arbeiter- und Soldatenrat. Am 9. November wehte auf dem Rathaus eine rote Flagge, die zwei Löcher in Form eines fehlenden Halbmondes und eines Sterns hatte. Die Studentenschaft stellte dem Arbeiter- und Soldatenrat einen beratenden Ausschuss in akademischen Angelegenheiten zur Seite, nachdem sich die Linke in der Studentenschaft gegen die konservative Mehrheit nicht durchsetzen konnte.

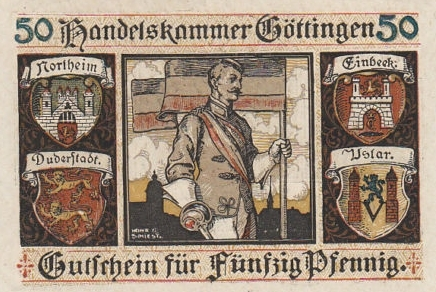
Notgeld der Handelskammer Göttingen in den 1920er Jahren mit Motiv eines Verbindungsstudenten

In der sich anschließenden unruhigen Zeit der Weimarer Republik forderte die Reichsregierung zur Aufrechterhaltung der öffentlichen Ordnung Studentenbataillone als Zeitfreiwillige der Reichswehr von fast allen Universitäten an, die überall im Land zum Einsatz kamen.
Am 22. Juli 1920 wurde in Göttingen der Deutsche Hochschulring (DHR) als verbindungsübergreifende Sammlungsbewegung „national“ und „völkisch“ gesinnter Studenten gegründet. Er errang vor allem in der ersten Hälfte der 1920er Jahre großen Einfluss in den örtlichen Allgemeinen Studentenausschüssen (AStA) sowie in deren Dachverband Deutsche Studentenschaft (DSt). So gewann er etwa bei den Göttinger AStA-Wahlen im Mai 1921 16 von 20 Sitzen. Die mehr nationalliberalen Corps verließen den DHR bereits im Sommersemester 1922. Der DHR war an zahlreichen republikfeindlichen und antisemitischen Aktionen an deutschen Hochschulen während der 1920er Jahre maßgeblich beteiligt und gilt als Wegbereiter der nationalsozialistischen Ideologie in der Studentenschaft. Mit dem Aufkommen des 1926 gegründeten NS-Studentenbunds verlor der DHR an Bedeutung.
1934 kündigen die Göttinger Krawalle die Gleichschaltung der Studentenschaft auch an der Universität an.
Die Gleichschaltung war bis zum 200. Jubiläum der Universität 1937 abgeschlossen. Alle Studierenden waren vom NSDStB in Kameradschaften organisiert.
1937 wurden im Rahmen der deutschlandweiten konzertierten Aktion „Entartete Kunst“ aus den Kunstsammlungen der Universität Werke einer Vielzahl bildender Künstler beschlagnahmt. Die meisten wurden anschließend vernichtet.
Während des Zweiten Weltkrieges erhöhte sich die Zahl der Studenten von etwa 1700 auf 4884 im letzten Kriegstrimester vor der Kapitulation 1945. Der Anstieg der Studentenzahl im Krieg ist darauf zurückzuführen, dass insbesondere die zunehmende Zahl versehrter Kriegsteilnehmer die Gelegenheit zum Studium erhielt, um beispielsweise als Mediziner wieder der Verwendung zugeführt werden zu können.

#### Professoren und wissenschaftliche Höhepunkte

Physiker
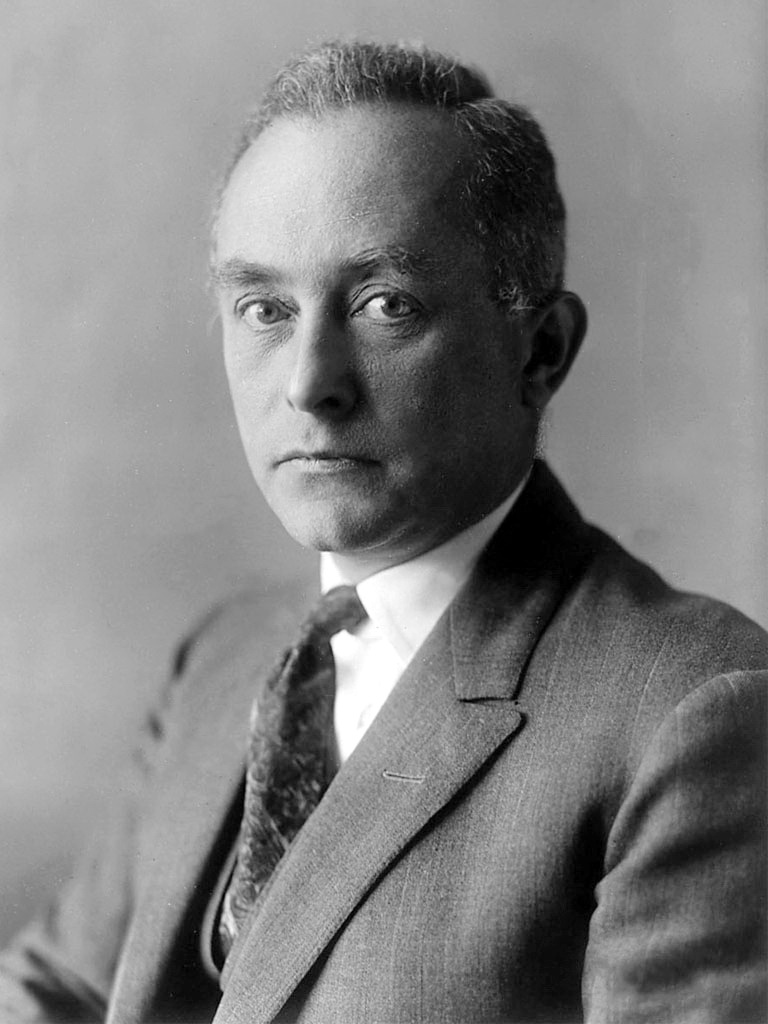
Max Born
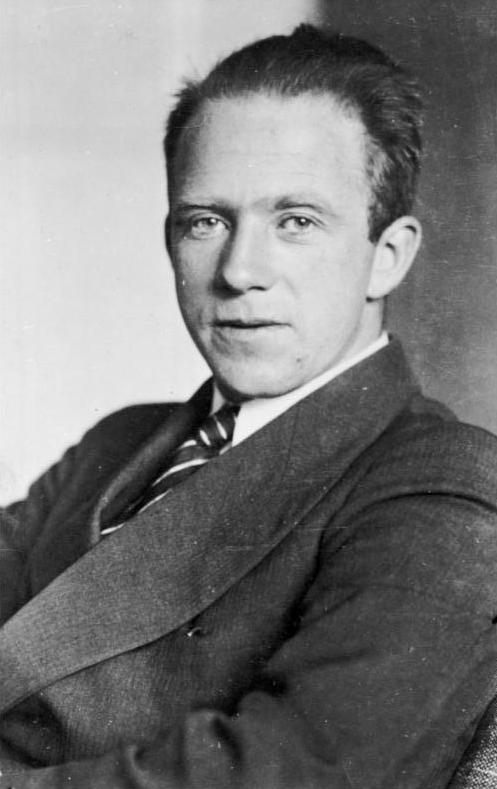
Werner Heisenberg, 1933
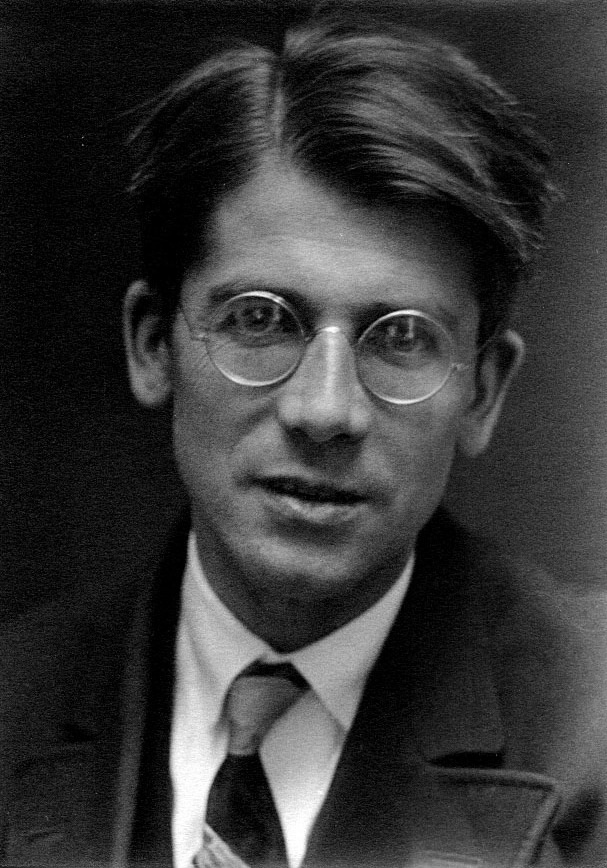
Friedrich Hund (1920er Jahre)
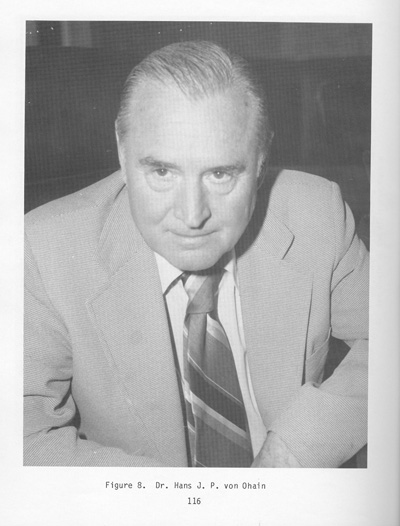
Hans Joachim Pabst von Ohain

Von 1920 bis zu seinem Tode 1930 wirkte Friedrich Ludwig, einer der Begründer der Historischen Musikwissenschaft, als Professor in Göttingen. Er war 1929/30 Rektor der Universität.
Max Born war von 1921 bis 1933 Professor für theoretische Physik in Göttingen. Friedrich Hund war 1922 bis 1927 Assistent von Max Born, lieferte wesentliche Beiträge zur Physik, war als Professor in Rostock, Leipzig, Jena, Frankfurt/Main und seit 1957 noch weitere 40 Jahre wieder in Göttingen tätig. Im Jahre 1924 wurde Werner Heisenberg Assistent von Max Born in Göttingen und arbeitete mit Niels Bohr in Kopenhagen. In den folgenden Jahren begründete er mit Max Born, Friedrich Hund und Pascual Jordan in Göttingen die Quantenmechanik.
Im Jahre 1927 promovierte Robert Oppenheimer, der später der Vater der Atombombe genannt werden sollte, in Göttingen „mit Auszeichnung“ bei Max Born zum Thema Quantenphysik. Hier kam es in diesen Jahren zu einem Gedankenaustausch zwischen den bedeutendsten Atomwissenschaftlern der damaligen Zeit (siehe auch: Born-Oppenheimer-Näherung). Oppenheimer ging später in die USA zurück.
Von 1931 bis 1933 arbeitete Edward Teller (Vater der Wasserstoffbombe) als wissenschaftlicher Mitarbeiter in der Arbeitsgruppe um den Nobelpreisträger James Franck. Beide verließen Göttingen nach der Machtergreifung der Nationalsozialisten und kamen später in die Vereinigten Staaten.
Im Jahr 1935 testete Hans Joachim Pabst von Ohain (neben Frank Whittle der Vater des Strahltriebwerks), der gerade beim Direktor des 1. Physikalischen Instituts Robert Wichard Pohl promoviert hatte, im Institutshof sein erstes Turbinenstrahlantriebs-Demonstrationsmodell. Pohl, der das Potential der Idee erkannte, empfahl von Ohain bei Ernst Heinkel, wo die Weiterentwicklung dieses Ansatzes am 27. August 1939 mit dem weltweit ersten Flug eines strahlgetriebenen Flugzeuges (He 178) einen Meilenstein in der Luftfahrtgeschichte setzte.

#### Vertreibung und Emigration

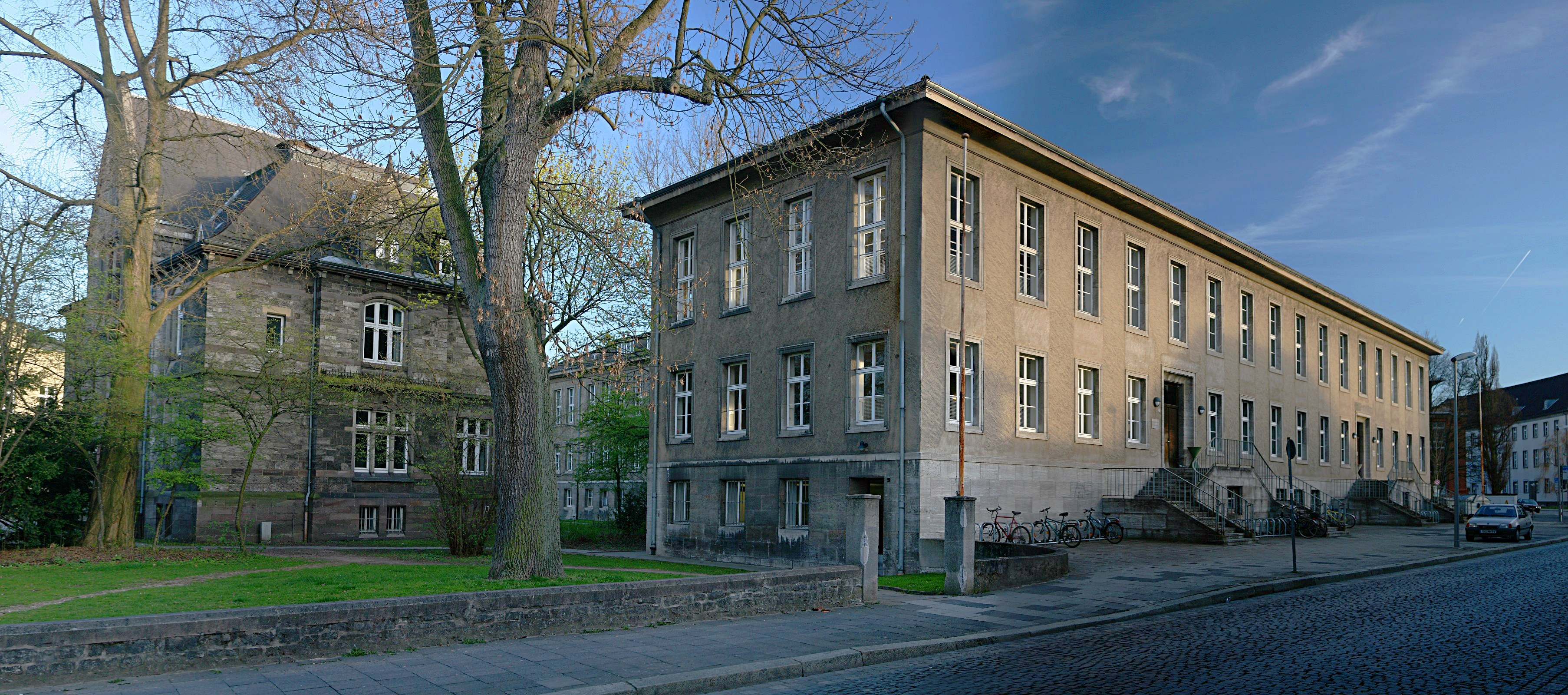
Mathematisches Institut in der Bunsenstraße

Die durch die Weltwirtschaftskrise bereits angeschlagenen Institute der Universität und der Kaiser-Wilhelm-Gesellschaft erlitten 1933 nach der Machtergreifung der Nationalsozialisten durch die im Berufsbeamtengesetz verfügte Entlassung von Wissenschaftlern aus rassistischen oder politischen Gründen einen erheblichen Verlust an wissenschaftlicher Substanz. Mehr als ein Fünftel des Lehrkörpers der Universität (20,6 %) wurde mit dieser Säuberungsaktion von den Nationalsozialisten entlassen. Am stärksten betroffen waren die Mathematik, die unter anderen die hochangesehenen Professoren Richard Courant, Hermann Weyl und Edmund Landau sowie die Dozentin Emmy Noether verlor, und die Naturwissenschaften, wo beispielsweise die berühmten Physiker Max Born und James Franck abwanderten. War Ende der 1920er Jahre noch mit Finanzmitteln der Rockefeller Foundation das neue Mathematische Institut der Universität errichtet worden, so musste die Stiftung unter ihrem Vorsitzenden Max Mason schon kurz darauf den Umzug der „Göttinger Mathematik“ nach New York fördern, wo ein „Courant-Institut“ gegründet wurde. Auf diese Weise wurde die Göttinger Mathematik „internationalisiert“. Ferner wurde 72 Personen aus rassistischen oder politischen Gründen der Doktortitel aberkannt, darunter auch den Nobelpreisträgern Ludwig Quidde und Max Born.
Ein Jahr später erkundigte sich der Reichserziehungsminister Bernhard Rust anlässlich eines Banketts bei dem neben ihm platzierten Mathematiker David Hilbert, ob das Mathematische Institut in Göttingen durch die Entfernung der jüdischen, demokratischen und sozialistischen Mathematiker gelitten habe. Hilbert soll in seiner ostpreußischen Mundart erwidert haben: „Jelitten? Dat hat nich jelitten, Herr Minister. Dat jibt es doch janich mehr.“
Einige ehemals in Göttingen tätige Wissenschaftler (Enrico Fermi, Edward Teller, James Franck) arbeiteten als Gegenentwurf zum Uranprojekt ab 1942 unter der wissenschaftlichen Leitung des in Göttingen promovierten Robert Oppenheimer in Los Alamos (USA) am Manhattan-Projekt zur Entwicklung der ersten Atombombe mit und leisteten teilweise später noch wesentliche Beiträge zum Aufbau des Nuklearwaffenpotenzials der Vereinigten Staaten.

1933 entlassene und ausgewanderte Lehrkräfte
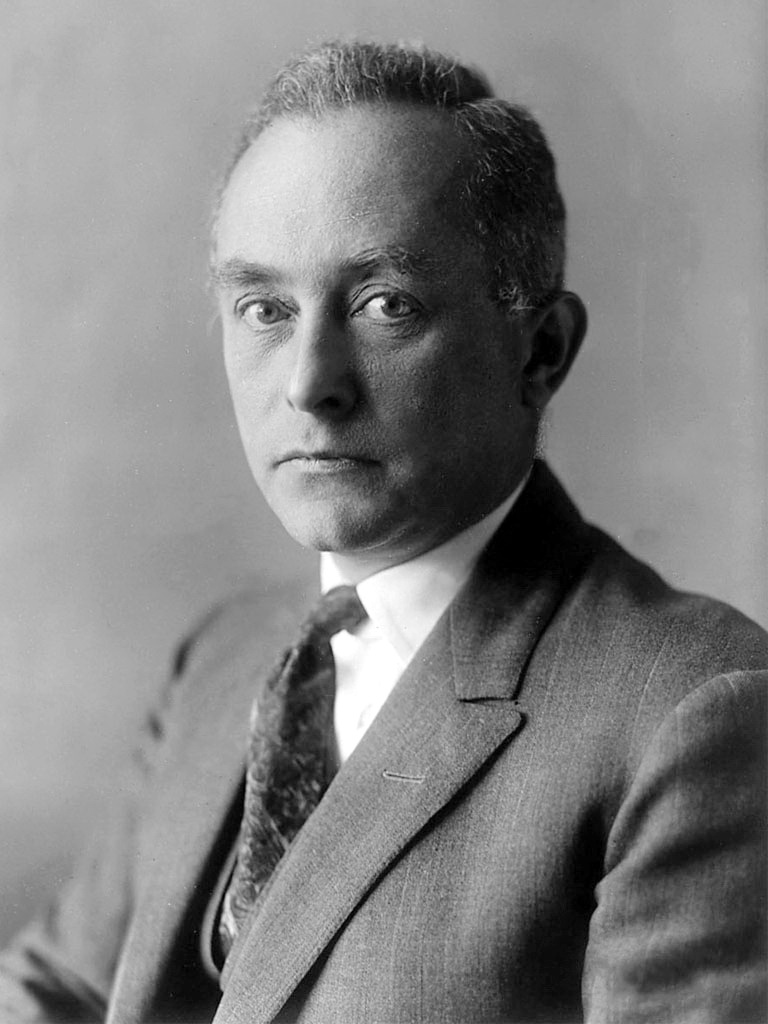
Max Born, Nobelpreisträger für Physik
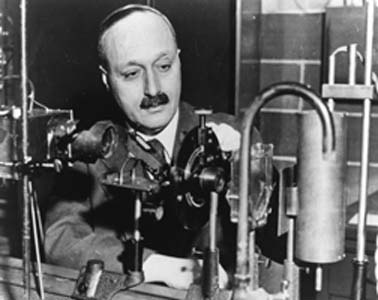
James Franck, Nobelpreisträger für Physik
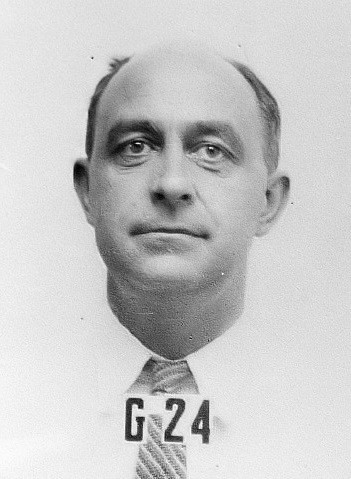
Enrico Fermi, Nobelpreisträger für Physik
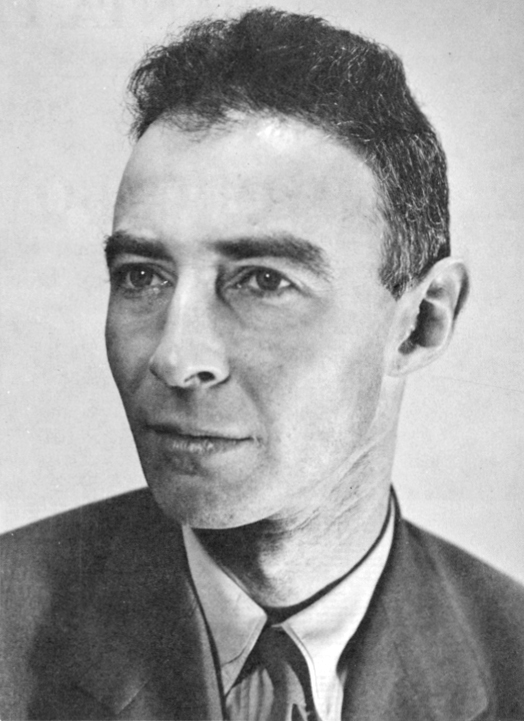
Robert Oppenheimer, Promotion in Göttingen
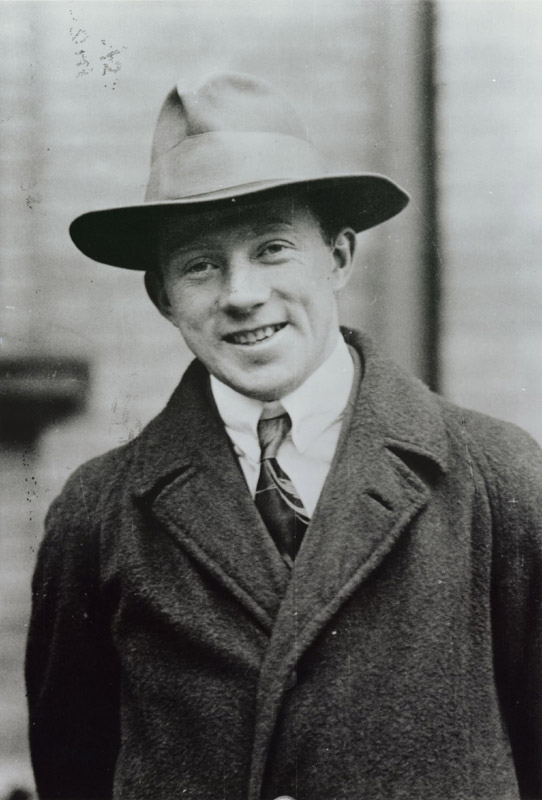
Werner Heisenberg, begründete die Quantenmechanik; Ko-Autor von Born
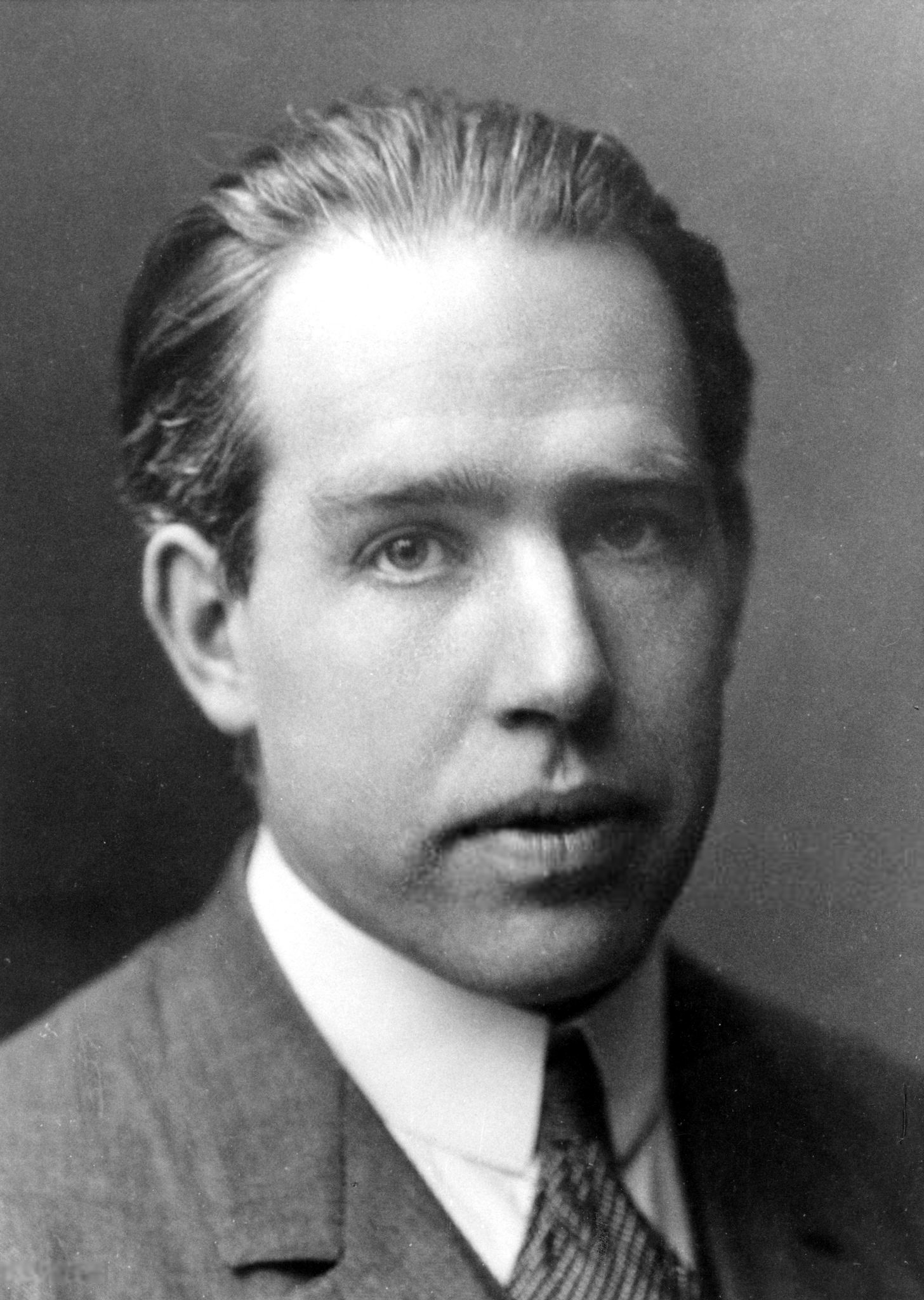
Niels Bohr, häufiger Gast aus Kopenhagen
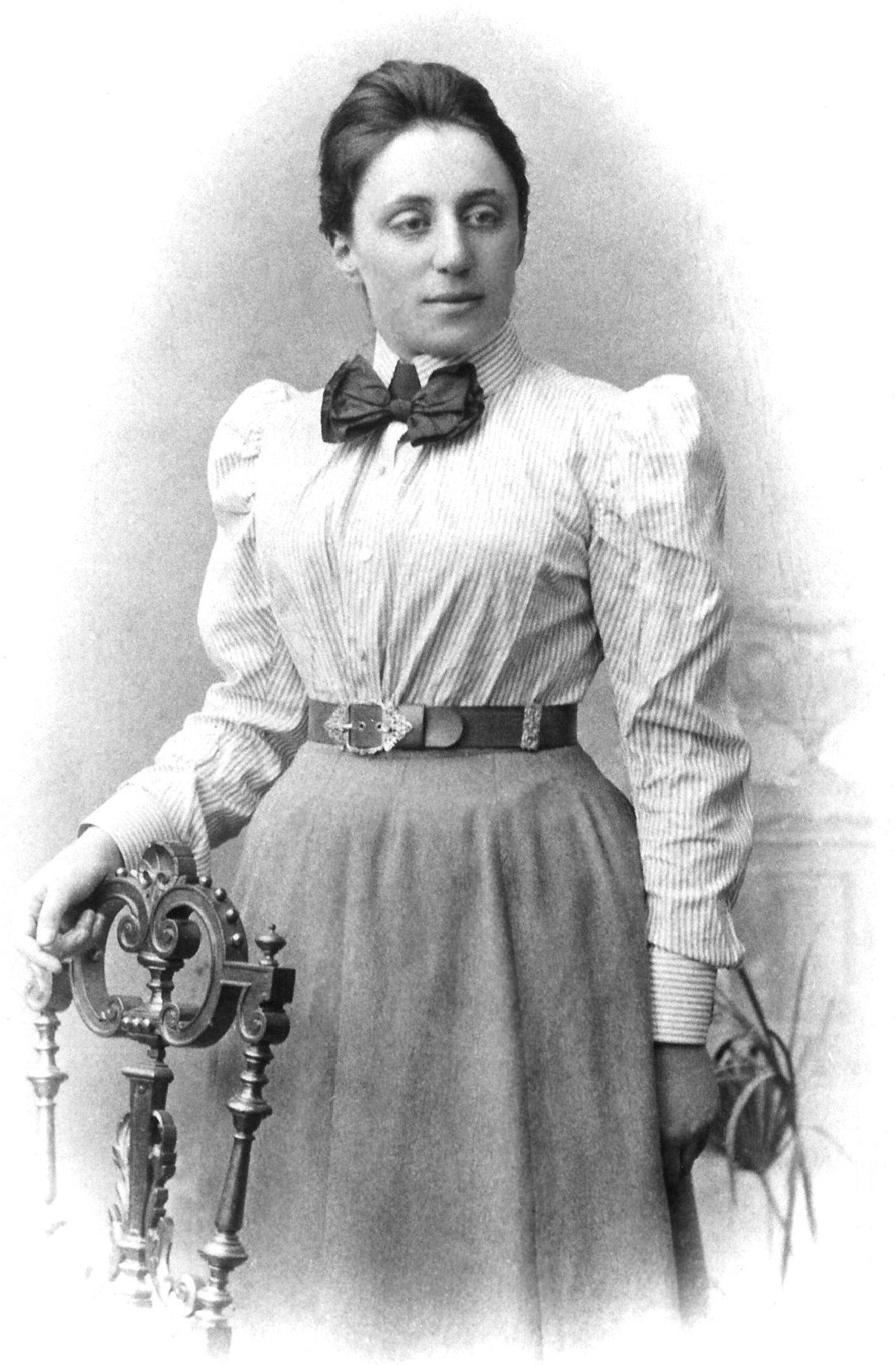
Emmy Noether, Mathematikerin; ging mit dem Noether-Theorem in die Lehrbücher ein
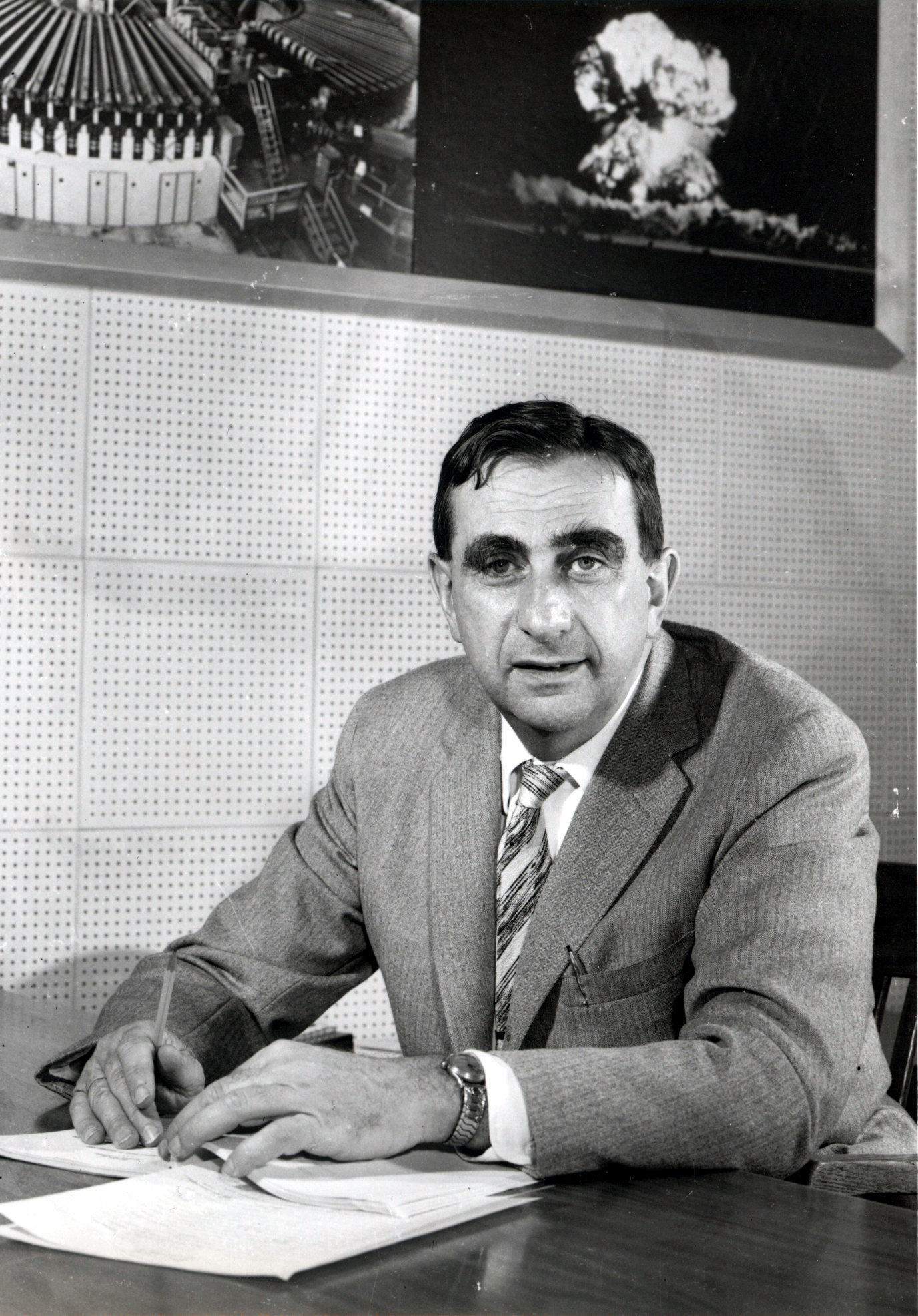
Edward Teller, ehedem Mitarbeiter

### Seit 1945 – Universität in Niedersachsen

#### Studenten und Gesellschaft
Nach dem Krieg erholte sich die Universität langsam wieder. Zum Wintersemester 1945/46 nahm die Georgia-Augusta den Studienbetrieb unter der Kontrolle der Britischen Militärregierung wieder auf. Damals waren 4.296 Studenten immatrikuliert, 78 Prozent männlich. Von diesen männlichen Studenten waren 98,5 Prozent Kriegsteilnehmer, knapp ein Drittel von ihnen Offiziere gewesen. Zu ihnen zählte der spätere Bundespräsident Richard von Weizsäcker, der sein Jurastudium in Göttingen absolvierte und mit beiden Staatsexamina abschloss. Auch der Kriegsteilnehmer Horst Ehmke, der später Kanzleramtschef und Bundesminister in verschiedenen Ressorts werden sollte, studierte von 1946 bis 1949 in Göttingen Rechtswissenschaften und Volkswirtschaftslehre, bevor er sein Studium in den USA fortsetzte.

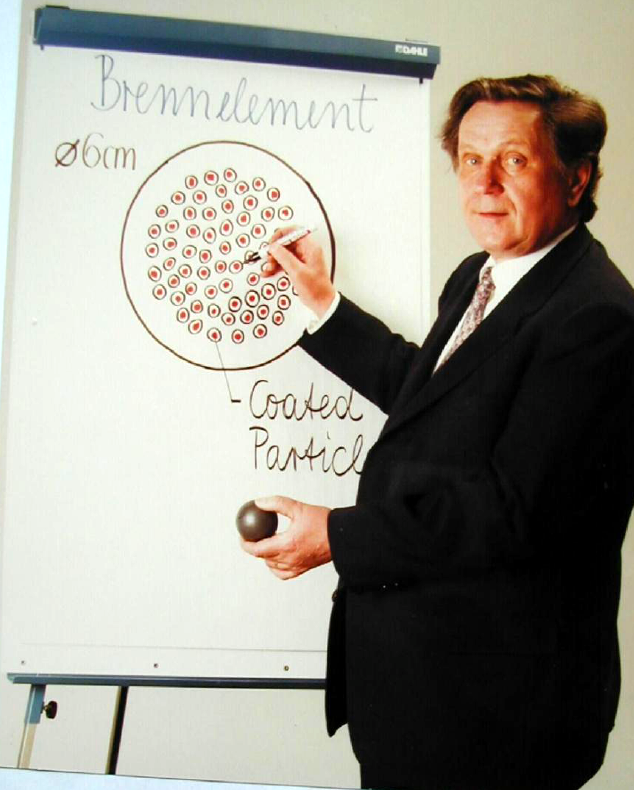
Rudolf Schulten (1923–1996)

1953 wurde Rudolf Schulten, der Entwickler des Kugelhaufenreaktor-Kernkraftwerks, unter Werner Heisenberg promoviert.
Bereits im Dezember 1945 wurde der erste AStA gewählt, erster Vorsitzender wurde der ehemalige Offizier der Wehrmacht und Widerstandskämpfer Axel von dem Bussche. Im Juli 1946 trafen sich in Göttingen erstmals wieder frei gewählte Studentenvertreter zum 1. Studententag der britischen Besatzungszone. Später entstand aus diesen regelmäßigen Zusammenkünften der Verband Deutscher Studentenschaften.
Die Studentenverbindungen wurden von der britischen Militärregierung nur zögerlich wieder zugelassen. Auch die Leitung der Universität versuchte auf die Wiederaufnahme studentischer Traditionen Einfluss zu nehmen und verbot das studentische Fechten. Eine Klärung brachte ab 1951 der Göttinger Mensurenprozess mit einigen verwaltungsrechtlichen Folgeverfahren, mit denen durchaus mit deutschlandweiter Verbindlichkeit grundsätzlich festgestellt wurde, das solche Restriktionen mit dem Recht der Bundesrepublik nicht zu vereinbaren sind. Bereits 1949 beschloss der Große Senat der Universität Tübingen In den studentischen Gemeinschaften wird kein Platz mehr sein für […] das öffentliche Tragen von Farben. Die Westdeutsche Rektorenkonferenz des Jahres 1949 machte sich in Tübingen diese Auffassung zunächst zu eigen. Die Wiedereinführung der Couleur stieß also bei den offiziellen Stellen an vielen Hochschulen Deutschlands und in weiten Teilen der Studentenschaft auf Unverständnis. Erste Versuche in den 1950er Jahren, in großem Stil öffentlich in Couleur aufzutreten, riefen Protestkundgebungen hervor, die vom SDS organisiert wurden. In Göttingen wurde den Corps Bremensia und Hannovera am 28. Juli 1953 durch den Rektor der Universität Hermann Heimpel für zwei Semester wegen „Farbentragens in der Öffentlichkeit“ die Zulassungslizenz entzogen. Diese Maßnahme wurde auf Klage dieser Corps am 8. Juli 1954 durch das Verwaltungsgericht Hannover aufgehoben. Das Gericht merkte in den Entscheidungsgründen an: Weder der Staat noch die Universität haben die Befugnis, den einzelnen Studierenden oder studentische Vereinigungen hinsichtlich der verfassungsmäßigen Grundrechte unter ein Ausnahmerecht zu stellen. Das Farbentragen verletzt aber weder die Rechte anderer noch verstösst es gegen das Sittengesetz oder die verfassungsmäßige Ordnung. Ähnliche Urteile ergingen auch an anderen Hochschulorten und in der Rektorenkonferenz setzte sich bis 1952 die Rechtsauffassung durch, das Couleur nicht verboten werden könne. Die im Intercorporativen Convent (ICC) zusammengeschlossenen Göttinger Verbindungen stellten bis Ende der 50er Jahre die Mehrheit der Vertreter im Studentenparlament und damit auch den AStA.
Die Dominanz der Göttinger Verbindungen im Stadt- und Universitätsbild zeigte sich in dieser Zeit oftmals an Großveranstaltungen in Couleur, die auch Unterstützung durch die Universitätsobrigkeit erhielten. Im Sommersemester 1957 veranstalteten sie etwa einen Fackelzug mit über 1000 Teilnehmern anlässlich des 200. Geburtstages des Freiherrn vom Stein, dessen Abschluss Reden des Rektors Werner Weber und des AStA-Vorsitzenden Ruprecht Vorndran (Corps Hannovera) auf der Empore des Alten Rathauses bildeten.

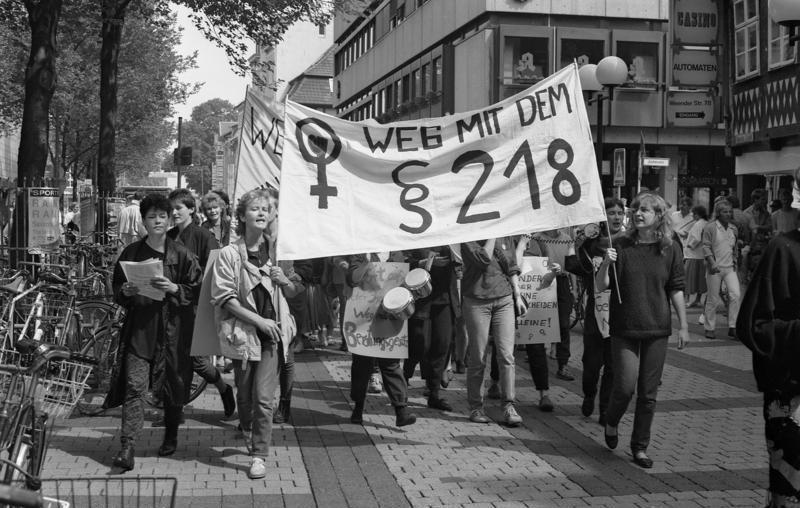
Demonstration 1988 in Göttingen

Seit den politisch bewegten Zeiten ab Ende der 1960er Jahre gab es in Göttingen für längere Zeit solide „linke“ Mehrheiten im AStA. Als Massenuniversität erwarb sich die Universität spätestens im Deutschen Herbst 1977 mit dem international Aufsehen erregenden Nachruf des Göttinger Mescalero auf den Bundesanwalt Siegfried Buback den Ruf einer Hochburg der autonomen antifaschistischen Linken.
Seit einigen Jahren haben radikal linke Gruppen jedoch erheblich an Einfluss verloren. Sie stellen derzeit nur 6 von 49 Sitzen des Studierendenparlaments.

#### Integration der „Hochschule für Sozialwissenschaften“
Die Hochschule für Sozialwissenschaften aus Rüstersiel wurde im Jahr 1962 nach Göttingen verlegt und entstand gleichzeitig als neue Wirtschafts- und Sozialwissenschaftliche Fakultät der Universität. Mit der Verlegung kamen zahlreiche neue Professoren und Studenten nach Göttingen.

#### Als spätere Politiker erfolgreich
Es studierten später sehr einflussreiche Politiker in Göttingen.
- Der in Göttingen geborene spätere Verteidigungsminister und SPD-Fraktionsvorsitzende im Deutschen Bundestag Peter Struck begann nach seinem Abitur 1962 sein Jurastudium in Göttingen, das er dann in Hamburg fortsetzte.
- Der spätere niedersächsische Ministerpräsident und spätere deutsche Bundeskanzler Gerhard Schröder (SPD) absolvierte von 1966 bis 1971 in Göttingen sein Jurastudium, in dessen Verlauf er auch hochschulpolitisch aktiv war.
- Die spätere Bundesjustizministerin Sabine Leutheusser-Schnarrenberger (FDP) begann in Göttingen nach ihrem Abitur 1970 das Studium der Rechtswissenschaften.
- Der spätere Bundesumweltminister Jürgen Trittin (Die Grünen) studierte nach Abitur 1973 und folgendem Zivildienst in Göttingen Sozialwissenschaften. In diesem Zeitraum war er Mitglied des Kommunistischen Bundes und hatte einen Sitz im AStA. Zeitweilig war er Präsident des Studentenparlaments.
- Der spätere SPD-Ministerpräsident von Niedersachsen und spätere Bundesumweltminister sowie spätere SPD-Vorsitzende Sigmar Gabriel studierte von 1981 bis 1987 (Erstes Staatsexamen) in Göttingen Deutsch, Politik und Soziologie für das Lehramt.
- Ursula von der Leyen (CDU), geborene Albrecht, die frühere Bundesfamilienministerin, frühere Bundesministerin für Arbeit und Soziales, frühere Bundesverteidigungsministerin, amtierende Präsidentin der Europäischen Kommission, begann 1977 als Tochter des damaligen niedersächsischen Ministerpräsidenten ihr Studium der Volkswirtschaftslehre in Göttingen, bevor sie nach Münster wechselte.
- Der niedersächsische Ministerpräsident Stephan Weil absolvierte sein Jurastudium von 1978 bis 1983 (Erstes Staatsexamen) an der Universität Göttingen.
- Luisa Neubauer (Bündnis 90/Die Grünen), bundesweit bekannte Klimaschutzaktivistin und Hauptorganisatorin der Protestbewegung Fridays for Future, studierte von 2015 bis 2020 Geographie in Göttingen. Sie erreichte ihren Bachelor-Abschluss im Sommersemester 2020.

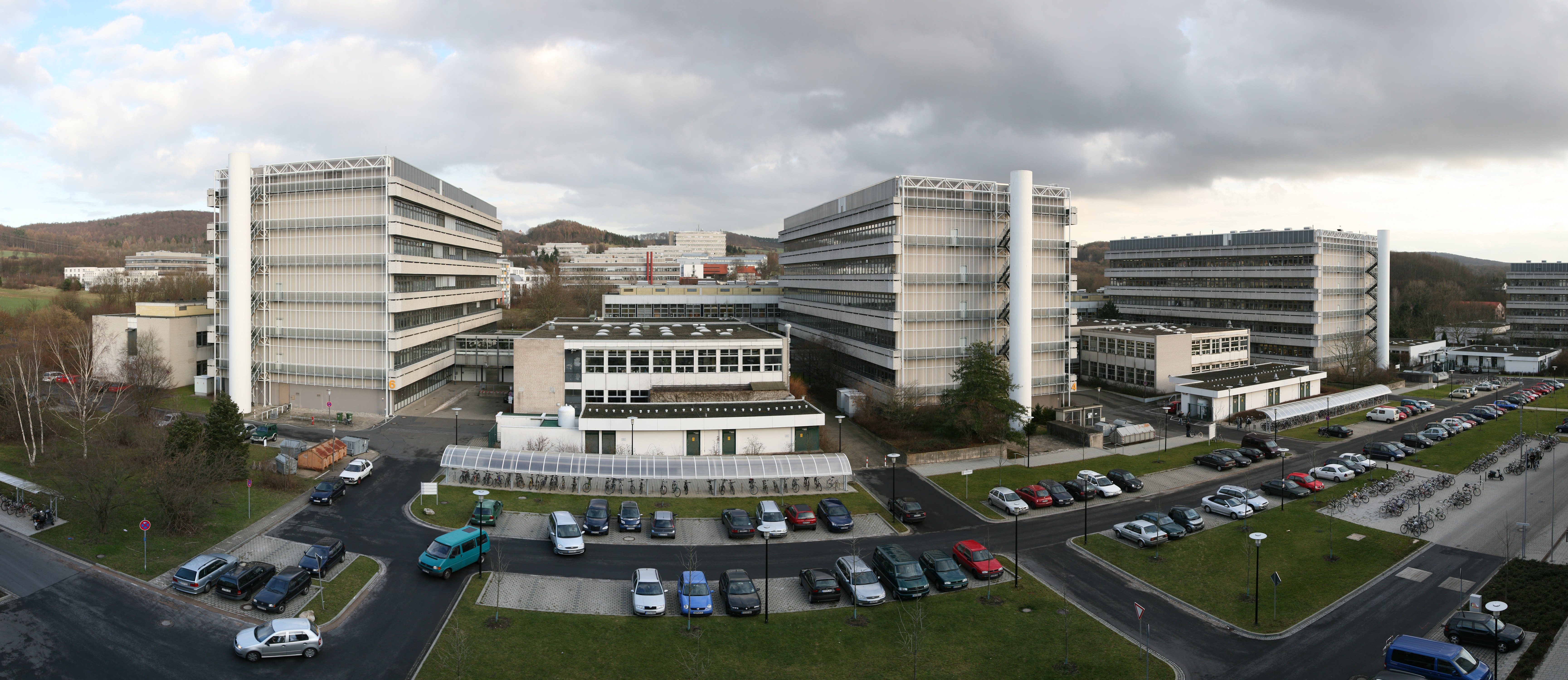
Fakultät für Chemie im Jahre 2007

Im Jahre 1976 habilitierte sich der spätere Bundesjustizminister Edzard Schmidt-Jortzig (FDP) in Göttingen an der Juristischen Fakultät. Er hatte seit 1970 als Assistent am Institut für Völkerrecht gearbeitet. Ein weiterer nennenswerter Alumnus ist der mit 160 Millionen verkauften Tonträgern zu den erfolgreichsten deutschen Musikproduzenten der Gegenwart zählende Dieter Bohlen. Bohlen schloss 1978 sein Studium der Betriebswirtschaftslehre in Göttingen mit dem Examen als Diplom-Kaufmann ab.

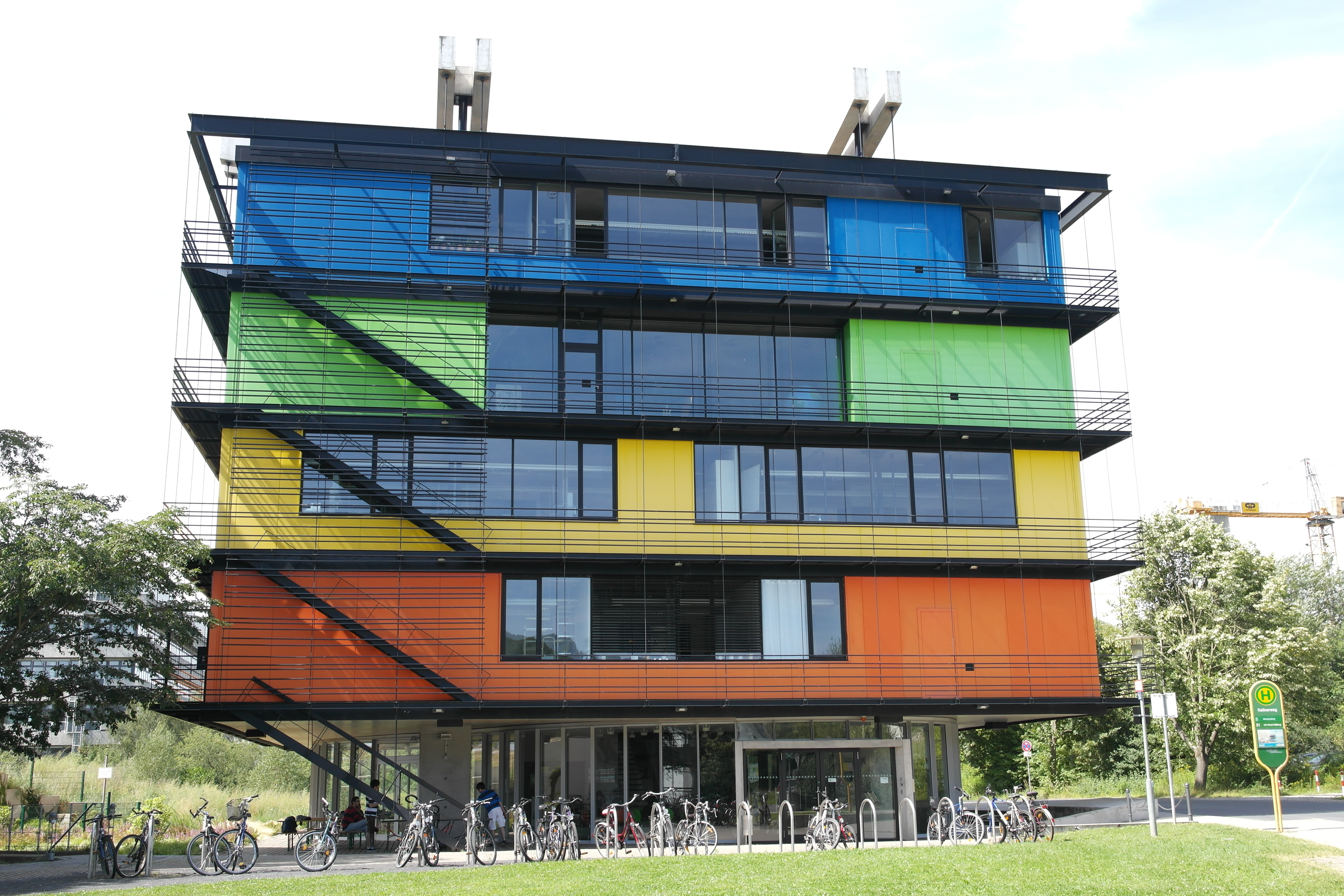
XLAB

#### Bedeutende Professoren und wissenschaftliche Höhepunkte
- Wolfgang Paul, 1944–1952 Professor in Göttingen, erhielt 1989 den Physiknobelpreis für die Erfindung der Paul-Falle.
- Eduard Lohse, 1964–1971 Professor für Neues Testament in Göttingen, 1970/71 Rektor der Universität, 1971–1988 Landesbischof der Evangelisch-lutherischen Landeskirche Hannovers.
- Erwin Neher (Honorarprofessor in Göttingen) erhielt zusammen mit Bert Sakmann (ordentlicher Professor in Göttingen) 1991 den Medizinnobelpreis für bahnbrechende Entdeckungen zur Funktion von einzelnen Ionenkanälen in Zellen.
- Stefan Hell, Honorarprofessor an der Universität Göttingen und seit 2002 Direktor am Max-Planck-Institut für biophysikalische Chemie in Göttingen, erhielt im Jahre 2014 den Chemienobelpreis für die Erfindung des STED-Mikroskops. Zuvor hatte er bereits zahlreiche nationale und internationale Wissenschaftspreise für seine Arbeiten in der Lichtmikroskopie erhalten. Dazu gehören der Carl-Zeiss-Forschungspreis, der Deutsche Zukunftspreis (2006), der Preis der International Commission for Optics, der Julius-Springer-Preis (2007), der Gottfried-Wilhelm-Leibniz-Preis (2008) und der Niedersächsische Staatspreis (2008).

#### Politik, Universitätsstruktur und Bauten
Aufsehen erregte 1955 der Fall des rechtsgerichteten Verlegers Leonhard Schlüter (FDP), der im Kabinett des neugewählten niedersächsischen Ministerpräsidenten Heinrich Hellwege zum Kultusminister ernannt worden war. Der als Rektor der Universität amtierende Agrarwissenschaftler Emil Woermann trat gemeinsam mit dem gesamten Senat der Hochschule unter Protest von seinem Amt zurück. Damit erzwang die Führung der Universität wenige Tage später den Rücktritt dieses Ministers, der auch für die Bundes-FDP unter Thomas Dehler untragbar geworden war.
1957 appellierten die Göttinger Achtzehn mit der Göttinger Erklärung bei Adenauer gegen die atomare Aufrüstung Deutschlands.

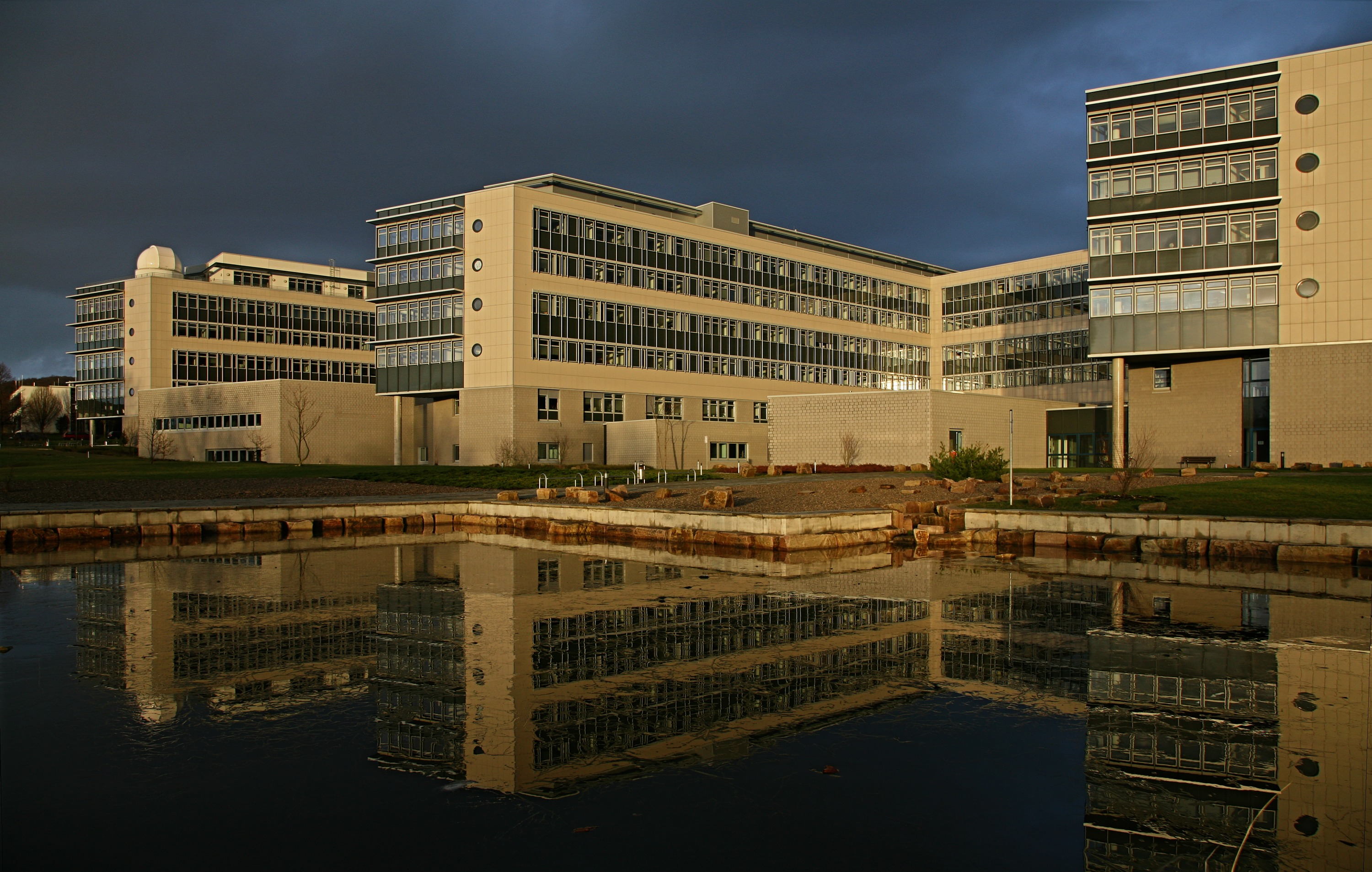
Fakultät für Physik im Nordbereich in Weende

Die Zahl der Studierenden in Göttingen schwankte bis Ende der 50er Jahre zwischen 4.500 und etwas über 6.000. Erst mit Beginn der 60er Jahre setzte die Entwicklung zur Massenuniversität ein, der die Ordinarienuniversität alten Typs nicht mehr gewachsen war (Unter den Talaren – Muff von 1000 Jahren). Durch die Studentenunruhen der Endsechziger entwickelte sich so die Gruppenuniversität als Massenuniversität mit zeitweise weit über 30.000 Studenten. Dazu trug auch die Integration der Pädagogischen Hochschule Niedersachsen, Abteilung Göttingen, 1978 bei, so dass alle Lehrämter an der Universität studiert werden können. Um diesen Ansturm bewältigen zu können, wurde nördlich der Göttinger Innenstadt in den 60er Jahren für die Geisteswissenschaften ein neuer Campus geplant und errichtet. Auf dem Gelände entstanden ein Bau für das Studentenwerk mit Zentralmensa, ein Mehrzweckgebäude (MZG) im Hochhausstil („Blauer Turm“) und das Zentrale Hörsaalgebäude (ZHG) mit dem größten Hörsaal der Universität („011“), der knapp 1.000 Sitzplätze umfasst. In unmittelbarer Nähe wurden Seminargebäude für die Juristische Fakultät (Juridicum), für die Theologische Fakultät (Theologicum) sowie für die Wirtschafts- und Sozialwissenschaften (Oeconomicum) errichtet. 1992 wurde dort die Zentralbibliothek eröffnet sowie 2013 das Lern- und Studiengebäude.
Die Gebäude der Universitätsmedizin Göttingen wurden in den 70ern ebenfalls im Norden der Stadt neu gebaut und weitere naturwissenschaftliche Institute einschließlich des Experimentallabors XLAB sowie ein Wohngebäude für Gastprofessoren entstanden im Stadtteil Weende.
Als im Jahre 1989 die dritte und letzte Serie von D-Mark-Banknoten herausgegeben wurde, bildeten neun verschiedene Persönlichkeiten die Motive auf den Scheinen. Vier dieser Personen waren in ihrem Leben Professoren an der Universität Göttingen gewesen: Carl Friedrich Gauß (10 DM), Paul Ehrlich (200 DM), Jacob Grimm und Wilhelm Grimm (beide 1000 DM). Der 10-DM-Schein zeigte neben dem Bild von Gauß unter anderem historische Gebäude der Universität Göttingen, darunter die Sternwarte und die Aula.
Im Sommer 2020 wurde durch das Studierendenparlament eine Diskussion über die Umbenennung der Universität in Emmy-Noether-Universität angestoßen. Die Mathematikerin Emmy Noether war die erste Wissenschaftlerin, welche in Göttingen habilitiert hat.
Universitätskirche ist seit 1822 die gotische Nikolaikirche im Nikolaiviertel der südlichen Altstadt.

## Forschungseinrichtungen der Universität
- Archäologisches Institut der Universität Göttingen
- Gesellschaft für wissenschaftliche Datenverarbeitung mbH Göttingen
- Göttinger Institut für Demokratieforschung
- Institut für Historische Landesforschung
- Institut für Landwirtschaftsrecht
- Institut für Völkerrecht und Europarecht (Göttingen)
- Johann-Friedrich-Blumenbach Institut für Zoologie und Anthropologie
- Klostergut Reinshof
- Soziologisches Forschungsinstitut Göttingen
- Theodor Fontane-Arbeitsstelle
- Tierärztliches Institut der Georg-August-Universität Göttingen

## Museen, Sammlungen und Gärten im Überblick
Bereits im 18. Jahrhundert war die Universität berühmt für ihre Sammlungen und Gärten, die ein anschauliches, reines Bücherwissen übersteigendes Studium ermöglichten. Auch heute hat Göttingen auf diesem Gebiet teilweise weltweit einzigartige Attraktionen vorzuweisen, welche der Öffentlichkeit zum Teil zugänglich sind.
Naturwissenschaften:
- Alter Botanischer Garten
- Biodiversitätsmuseum Göttingen

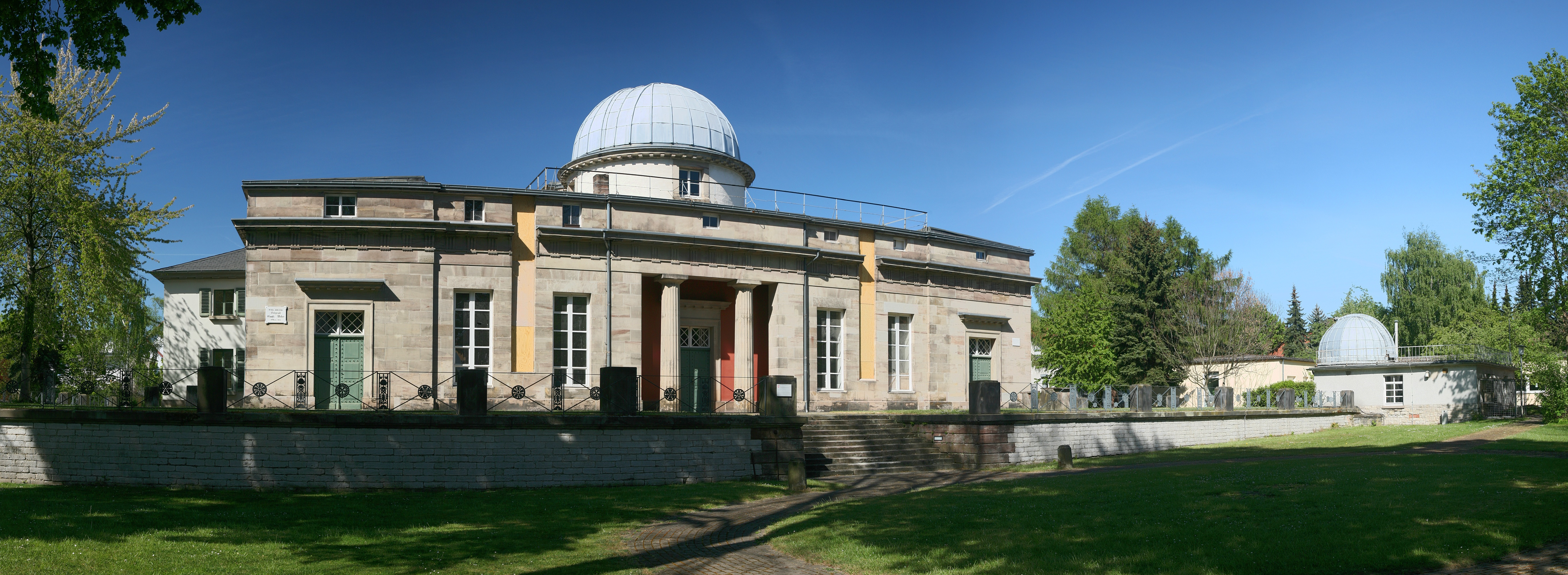
Historische Sternwarte der Universität

- Forstbotanischer Garten und Arboretum
- Experimenteller Botanischer Garten[59]
- Museum der Göttinger Chemie
- Museum, Sammlungen und Geopark des Zentrums für Geowissenschaften
- Pharmakognostisch Warenkundliche Referenzsammlung
- Jagdkundliche Sammlung der Fakultät Forstwissenschaften und Waldökologie (nicht öffentlich)
- Sammlung historischer Objekte im Institut für Geophysik
- Sammlung historischer physikalischer Geräte des I. Physikalischen Instituts
- Sammlung Mathematischer Modelle und Instrumente
- Sammlung von Algenkulturen (SAG)
- Universitäts-Sternwarte
- Universitätsherbarium
- Zoologisches Museum

Geisteswissenschaften:

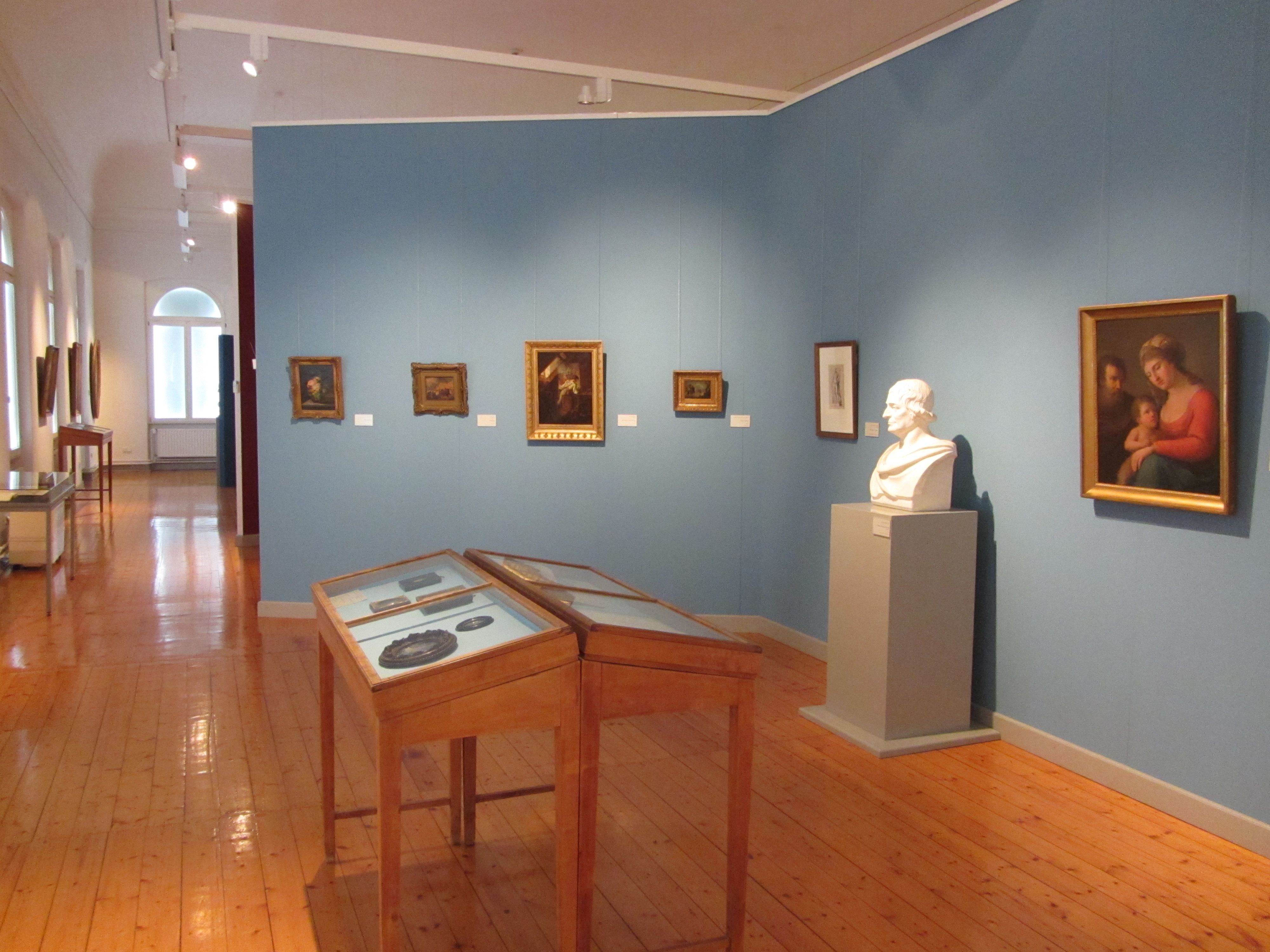
Kunstsammlung der Uni

- Sammlung des Seminars für Ur- und Frühgeschichte
- Abgußsammlung des Archäologischen Instituts der Universität Göttingen, und Münzsammlung
- Diplomatischer Apparat
- Ethnologische Sammlung
- Kunstsammlung der Universität
- Musikinstrumentensammlung

Humanmedizin:
- Sammlung Heinz Kirchhoff: Symbole des Weiblichen
- Blumenbachsche Schädelsammlung
- Sammlung Blechschmidt: Modelle der Embryonalentwicklung

Sonstiges:

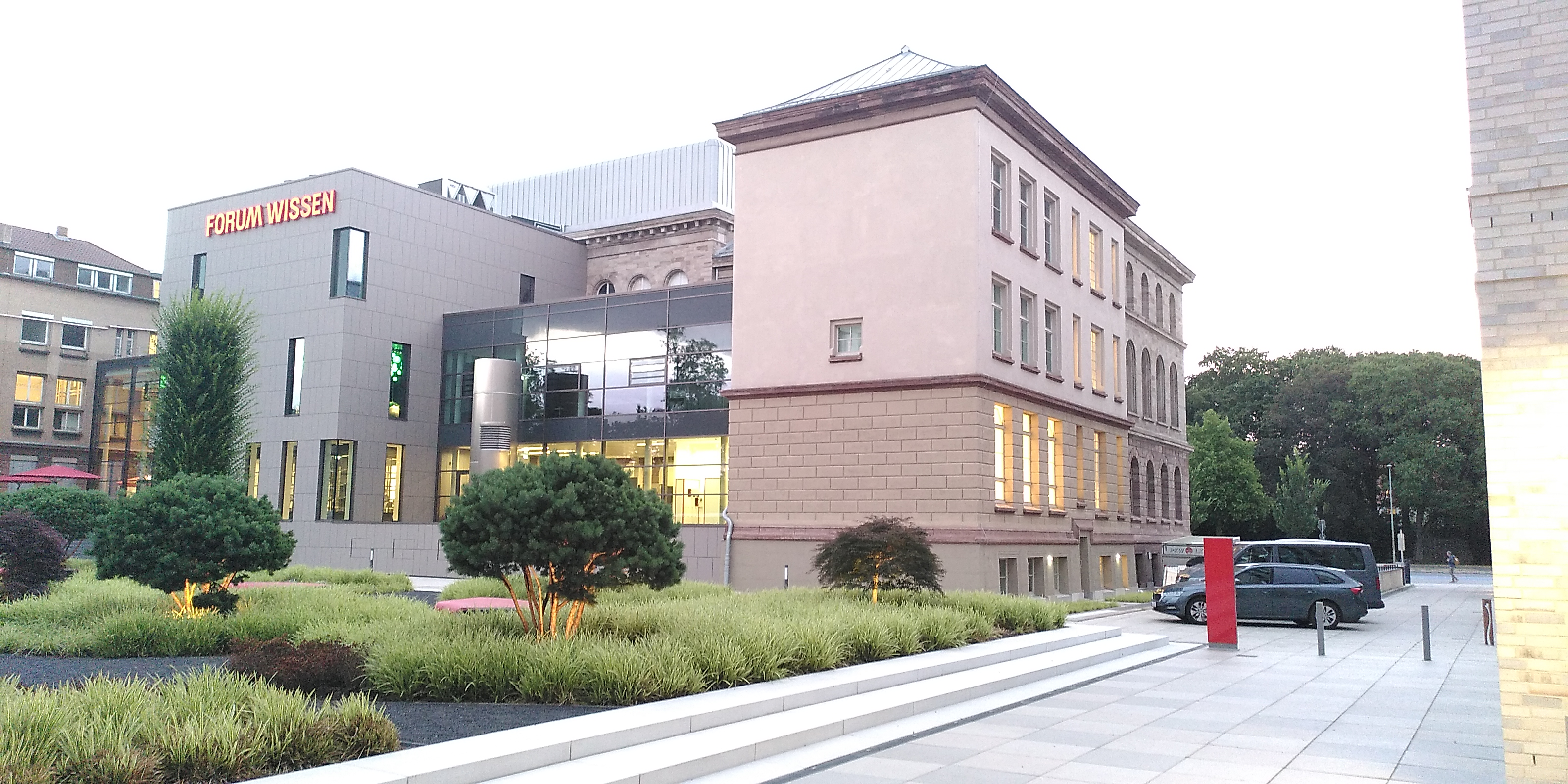
Rückseite des ehemaligen Naturhistorischen Museums nach den Um- und Anbauten zum Forum Wissen (2022)

- Historischer Karzer in der Aula am Wilhelmsplatz
- Sammlung Deutscher Drucke (18. Jahrhundert)
- Forum Wissen

Neben den Einzelsammlungen und Einrichtungen der Fakultäten und Institute der Universität sowie der Niedersächsischen Staats- und Universitätsbibliothek Göttingen verfügt auch das Städtische Museum Göttingen über universitätsbezogene Sammlungen. Die dortige Dauerausstellung gibt einen prägnanten Überblick über die Geschichte der Universität, ihrer Professoren und Studenten.

## Persönlichkeiten und Alumni
Die Universität hatte in ihrer Geschichte viele berühmte Lehrer und Wissenschaftler, nicht alle können hier erwähnt werden.
Im Stadtbild erinnern seit 1874 die typischen Göttinger Gedenktafeln an die Wohnstätten von etwa 320 berühmten Göttinger Gelehrten und Studenten. Sie sind zumeist aus weißem Marmor und verweisen auf die Wohnzeit der geehrten Person in dem Haus, an dem sie angebracht sind. Mit der Anbringung der Tafel ist jeweils eine Göttinger Laudatio verbunden. Zu den bekanntesten Alumni der Georgia Augusta gehört der spätere Reichskanzler Otto von Bismarck als Student, dessen hundertjähriges Immatrikulationsjubiläum 1932 in Göttingen groß gefeiert wurde. An die Zeiten des Bismarck-Kults erinnern in Göttingen noch das Bismarck-Häuschen, der Bismarckturm und der Bismarckstein. Bismarck wurde in Göttingen durch den „Diplomatenbildner“ von Heeren stark beeinflusst.
Die Freunde der Georgia-Augusta sind seit 1918 im Universitätsbund Göttingen e. V. als gemeinnützigem Förderverein zusammengeschlossen, der im Rahmen seiner gemeinnützigen Zwecke für die Universität Drittmittel beschafft. Der Universitätsbund Göttingen gibt auch die Göttinger Universitätsreden bei Vandenhoeck & Ruprecht heraus und gehört zu den Förderern der Alumni-Organisation der Georgia-Augusta. Diese ist im Vergleich zu den Universitäten der USA noch jung und im Aufbau begriffen. Das Alumni-Netzwerk zählt aber bereits rund 30.000 Mitglieder, darunter einen ehemaligen Bundespräsidenten und einen ehemaligen Bundeskanzler.

## Studentische Organisationen
Die folgenden studentischen Vereine und Initiativen sind an der Universität ansässig.
| - Die LISTE (tritt zu Hochschulwahlen an) - Deutsch-Israelische Hochschulgruppe (DIG-HSG) - Gemeinschaft Demokratischer Fachschaftsmitglieder (GDF) (tritt zu Hochschulwahlen an) - Grüne Hochschulgruppe Göttingen (GHG) (tritt zu Hochschulwahlen an) - Hochschulgruppe Effektiver Altruismus Göttingen - Junge Europäischen Föderalist*innen (JEF) - Juso-Hochschulgruppe Göttingen (tritt zu Hochschulwahlen an) - Liberale Hochschulgruppe Göttingen (LHG) (tritt zu Hochschulwahlen an) - Nerdcampus Hochschulgruppe (tritt zu Hochschulwahlen an) - RCDS Göttingen (tritt zu Hochschulwahlen an) - Rebell Hochschulgruppe Göttingen - Students for Future Göttingen - Volt Hochschulgruppe (tritt zu Hochschulwahlen an) | - Bahá’í-Hochschulgruppe - EC Göttingen – Entschieden für Christus - Evangelische Studierenden- und Hochschulgemeinde (ESG) - Evolutionäre Humanisten Göttingen - Katholische Hochschulgemeinde (khg) - Muslimische Hochschulgruppe Göttingen (MHG) - SMD Hochschulgruppe Göttingen - Verband Jüdischer Studierender Nord – Göttingen (VJSNord Göttingen) |

### Studentische Vereine und Initiativen
| - AIESEC Göttingen - Akademische Orchestervereinigung (AOV) (siehe unten) - Akademischer Börsenverein Göttingen (ABVG) - Alea HSG – Rollenspiel Göttingen - Amnesty International HSG Göttingen - aqut* - Arbeiterkind.de Ortsgruppe Göttingen - Arbeitsgemeinschaft Naturgemäße Waldwirtschaft e.V. (ANW) - BlutspendeBotschafter - btS e.V. – Let Life Sciences meet you! - Bundesverband Deutscher Volks- und Betriebswirte e.V (bdvb) - Bündnis nachhaltige Mensa - Camerata Medica – Sinfonieorchester - Catcalls of Göttingen - connACTION - Conquer Babel - consulting team | - Debattierclub Georgia Augusta - Deutsch-Türkischer Akademikerbund Göttingen - DJN Ortsgruppe Göttingen - ELSA (The European Law Students‘ Association) - Enactus Universität Göttingen - Erasmus Student Network Göttingen - Esport Universität Göttingen - E-Volve e.V. Hochschulgruppe Göttingen - Exceed - Foto AG - GEW Hochschulgruppe Göttingen - Greenpeace Göttingen - GöHört – Das Campusradio - GöMUN (Model United Nations Verein Göttingen) | - Göttingen Zero - Göttinger Arbeiten aus Sozial- und Politikwissenschaft - Göttinger Rechtszeitschrift e.V. - IAESTE Göttingen - International Justice Mission Campus Göttingen - JungChemikerForum (JCF) - Junge Deutsche Physikalische Gesellschaft (jDPG) - Junge Tafel Göttingen - Kritische Wirtschaftswissenschaften Göttingen - Medical Students for Choice Göttingen (MSfC Göttingen) - NABU Hochschulgruppe Göttingen - Nightline Göttingen - Pakiju e.V. - PLAN INTERNATIONAL HSG Göttingen - Präviteam Göttinger AIDS-Hilfe | - Refugee Law Clinic Göttingen e.V. (RLC) - ROSA e.V. (Rolling Safespace) - Sinfonisches Blasorchester Göttingen – göfonio - Society for Great Apes - Studieren Ohne Grenzen e.V. - StudyTutors - Sustainable International Agriculture Student Council - ThOP – Theater im OP - Teddybärkrankenhaus Göttingen - TEDxUniGoettingen - Unicante - UNICEF-Hochschulgruppe Göttingen - Unikino Göttingen - Viva con Agua (VcA) - VLWN (Verband für Lehrerinnen und Lehrer an Wirtschaftsschulen in Niedersachsen) - Universitätschor (siehe unten) - Universitätsorchester (siehe unten) - Weitblick Göttingen e.V. - XYJazz -BigBand - Zugvögel Göttingen |

### Akademische Orchestervereinigung Göttingen
Die Akademische Orchestervereinigung Göttingen (AOV) ist das älteste Orchester an der Universität Göttingen. Im Jahre 1906 wurde sie von Professoren, Assistenten und Studierenden der Universität Göttingen gegründet. Ab 1950 war Hermann Fuchs 37 Jahre lang musikalischer Leiter der AOV.
Weit über Göttingen hinaus wurde die AOV vor allem durch die Wiederaufführung von Opern Georg Friedrich Händels in Zusammenarbeit mit dem Göttinger Universitätsbund bekannt. Die alljährlichen Göttinger Händel-Festspiele haben darin ihren Ursprung.
Zum Jubiläum des 111-jährigen Bestehens der AOV wurde von einigen Mitgliedern des Orchesters eine Ausstellung erstellt.

### Universitätschor und Universitätsorchester Göttingen

#### Der Chor
Der Universitätschor wurde im Jahre 1946 gegründet und vom Akademischen Musikdirektor (AMD) Hermann Fuchs bis Dezember 1987 geleitet. Als Nachfolger im Amt leitete bis 2021 AMD Ingolf Helm das Ensemble. Andreas Jedamzik übernahm zum Sommersemester 2021 kommissarisch die Leitung.
Das Programm besteht aus klassisch-romantischen Oratorien- sowie auch A-cappella-Repertoire. Eine Besonderheit sind darüber hinaus die regelmäßigen Aufführungen von Kantaten Johann Sebastian Bachs in den Gottesdiensten der Universitätskirche. Auch zeitgenössische Werke werden ins Programm aufgenommen. So sang der Chor Ende 2009 die Uraufführung des Oratoriums „Verheißungen“ von Ingolf Helm.
Der Universitätschor und das Universitätsorchester folgten mehrmaligen Einladungen der Internationalen Händelgesellschaft Göttingen, um an den Händelfestspielen in den Jahren 1985, 1995, 2005 und 2010 teilzunehmen.

#### Das Orchester
Das Universitätsorchester Göttingen wurde 1990 vom Akademischen Musikdirektor Ingolf Helm gegründet. Es besteht aus ca. 40 bis 50 Mitgliedern aller Studienrichtungen. Das Repertoire reicht von klassischen Sinfonien, Ouvertüren und Solo-Konzerten über Bach-Kantaten im Universitätsgottesdienst, hin zu Chor-Orchester-Stücken, die gemeinsam mit dem Universitätschor erarbeitet werden.
Innerhalb eines Semesters wird ein Konzertprogramm einstudiert, das zum Ende des Semesters zur Aufführung gebracht wird. Dazu kommen verschiedene Auftritte wie Sonderkonzerte in der Adventszeit oder offizielle Feierlichkeiten in der Aula, bei denen unter anderem auch Ensembles aus dem Orchester mitwirken. Konzertreisen führten das Universitätsorchester auch schon ins europäische Ausland.
Zum Sommersemester 2021 übernimmt Andreas Jedamzik die kommissarische Leitung des Universitätschores und Universitätsorchesters.

### Studentenverbindungen
Auch heute existieren noch über 40 aktive Studentenverbindungen an der Universität Göttingen; davon sind 5 gemischte Verbindungen und 1 Damenverbindung.

## Paten
Den Personal- und Vorlesungsverzeichnissen waren ab dem Sommersemester 1957 zwei im gleichen Druck abgesetzte Eintragungen vorangestellt:

## Logo

Bis 2022
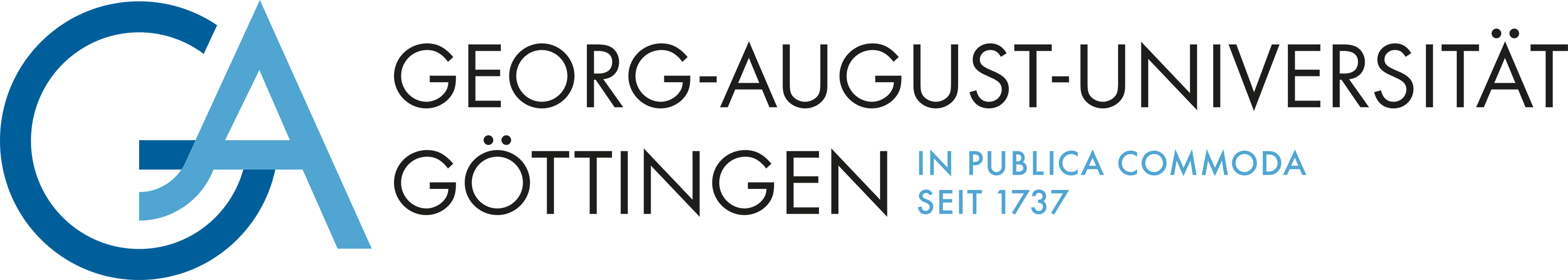
Seit 2022